# Liste von Höhlen in der Fränkischen Alb
In der Liste von Höhlen in der Fränkischen Alb werden Höhlen sowie verwandte Karstobjekte wie Felsentore, Dolinen mit Höhlen und Abris (Halbhöhlen) dieses Gebietes aufgeführt. Insgesamt gibt es laut Höhlenkataster Fränkische Alb auf der Fränkischen Alb nach heutigem Wissensstand 3719 Höhlen.

## Katastergebiete
Die Liste ist in 12 Katastergebiete aufgeteilt, gekennzeichnet mit Buchstaben:
A = Königstein (Oberpfalz)
B = Pottenstein
C = Hollfeld
D = Betzenstein
E = Alfeld
F = Velburg
G = Burglengenfeld
H = Hemau
I = Altmannstein
K = Titting
L = Monheim
M = Nördlingen

## Liste
| Katasternummer             | Name                                                                                          | Gesamtlänge          | Höhlentyp                                                   | Entdeckung                                                   | Besonderheiten | Gemeinde                                                                      | Landkreis                 | Bild                          |
| A = Königstein (Oberpfalz) | A = Königstein (Oberpfalz)                                                                    |                      |                                                             |                                                              | |                                                                               |                           |                               |
| -------------------------- | --------------------------------------------------------------------------------------------- | -------------------- | ----------------------------------------------------------- | ------------------------------------------------------------ | --- | ----------------------------------------------------------------------------- | ------------------------- | ----------------------------- |
| A 1                        | Luitpoldhöhle                                                                                 | 14 m                 | Horizontale Spaltenhöhle                                    |                                                              | 1921 wurde in der Höhle Höhlenlehm abgebaut | Pommelsbrunn-„Lochberg“                                                       | Nürnberger Land           |                               |
| A 2                        | Osterloch in Hegendorf                                                                        | 66 m                 | Hallenhöhle, Ganghöhle                                      |                                                              | Bodendenkmal | Pommelsbrunn-Hegendorf                                                        | Nürnberger Land           | weitere Bilder                |
| A 3                        | Fischerloch (Helmloch)                                                                        | 115 m                |                                                             | 1850                                                         | Bodendenkmal | Pommelsbrunn-Heuchling                                                        | Nürnberger Land           | weitere Bilder                |
| A 4                        | Amtsknechtshöhle                                                                              | 5 m                  | Durchgangshöhle                                             |                                                              | | Hirschbach                                                                    | Amberg-Sulzbach           | weitere Bilder                |
| A 5                        | Windloch bei Großmeinfeld (Windloch bei Vorra)                                                | 75 m                 | Schachthöhle, Einsturzdoline, Hallenhöhle                   | ca. 1900                                                     | Naturdenkmal | Hartenstein-Großmeinfeld-„Lohhügel“                                           | Nürnberger Land           | weitere Bilder                |
| A 6                        | Windloch bei Loch (Kaufmannshöhle, Frankenloch)                                               | 16 m                 | Abri, Schachthöhle                                          |                                                              | Eingang ganzjährig verschlossen, Bodendenkmal | Hartenstein-Loch-„Leitgraben“                                                 | Nürnberger Land           |                               |
| A 7                        | Fritzerloch                                                                                   | 15 m                 | Ganghöhle, Tropfsteinhöhle                                  |                                                              | | Hirschbach-„Sommerberg“                                                       | Amberg-Sulzbach           | weitere Bilder                |
| A 8                        | Hundskirche (Hammertor)                                                                       | 42 m                 | Felstor, Höhlenruine                                        |                                                              | | Hirschbach-Obermühle-„Winterberg“                                             | Amberg-Sulzbach           | weitere Bilder                |
| A 9                        | Cäciliengrotte                                                                                | 42 m                 | Höhlenruine, Doline                                         |                                                              | Bodendenkmal | Hirschbach                                                                    | Amberg-Sulzbach           | weitere Bilder                |
| A 10                       | Prellsteinloch                                                                                |                      |                                                             |                                                              | Bodendenkmal | Hirschbach-Felsturm „Prellstein“                                              | Amberg-Sulzbach           |                               |
| A 11                       | Marderloch (Moderloch, Luderloch)                                                             | 90 m                 | Spaltenhöhle                                                | 1850                                                         | Bodendenkmal | Vorra-Artelshofen-„Wallberg“                                                  | Nürnberger Land           | weitere Bilder                |
| A 12                       | Katzenloch bei Unterklausen                                                                   | 198 m                | Spaltenhöhle, Etagenhöhle, Doline                           |                                                              | | Hirschbach-Unterklausen-„Großer Berg“                                         | Amberg-Sulzbach           | weitere Bilder                |
| A 13                       | Grubenloch                                                                                    |                      | Schachthöhle                                                |                                                              | Bodendenkmal | Hirschbach-Oberklausen-„Klausner Berg“                                        | Amberg-Sulzbach           | weitere Bilder                |
| A 13a                      | Höhle im Klausnerberg (Felsgrotte Oberklausen)                                                | 5 m                  | Kleinhöhle, Hallenhöhle                                     |                                                              | Bodendenkmal | Hirschbach-Oberklausen-„Klausner Berg“                                        | Amberg-Sulzbach           |                               |
| A 14                       | Kälberschlaghöhle                                                                             | 20 m                 | Schachthöhle, Ganghöhle, Tropfsteinhöhle                    |                                                              | | Hirschbach-Oberklausen-Waldflur „Kälberschlag“                                | Amberg-Sulzbach           | weitere Bilder                |
| A 15                       | Windloch bei Buchhof (Winterloch, Schneeloch)                                                 | 28 m                 | Ponorhöhle, Spaltenhöhle, Einsturzdoline                    |                                                              | Geotop, Bodendenkmal | Hirschbach-Buchhof                                                            | Amberg-Sulzbach           |                               |
| A 16                       | Klingloch (Kanneshöhle)                                                                       | ca. 200 m            | Schachthöhle, Spaltenhöhle, Ganghöhle                       |                                                              | Naturdenkmal, Bodendenkmal | Etzelwang-Kirchenreinbach-„Buchberg“                                          | Amberg-Sulzbach           |                               |
| A 17                       | Pumperloch (Okenshöhle)                                                                       | 120 m                | Schachthöhle, Hallenhöhle                                   |                                                              | Bodendenkmal | Etzelwang-Gerhardsberg-„Pumperberg“                                           | Amberg-Sulzbach           | weitere Bilder                |
| A 18                       | Starenfelshöhle (Grüne Grotte)                                                                | 23 m                 | Spaltenhöhle                                                |                                                              | Geotop, Naturdenkmal, Bodendenkmal | Etzelwang-Neutras-„Starenberg“                                                | Amberg-Sulzbach           | weitere Bilder                |
| A 19                       | Gusterloch (Küsterberghöhle, Gusterhöhle)                                                     |                      | Hallenhöhle                                                 |                                                              | | Etzelwang-Kirchenreinbach-„Küsterberg“                                        | Amberg-Sulzbach           | weitere Bilder                |
| A 20                       | Hexenküche bei Hartenstein                                                                    | 16 m                 | Durchgangshöhle                                             |                                                              | | Hartenstein-„Gotthardsberg“                                                   | Nürnberger Land           |                               |
| A 21                       | Löwenfels-Quellgrotte                                                                         | 8 m                  | Felsenkammer                                                |                                                              | Bis 1956 entsprang in der Höhle eine Quelle, die durch Aufschüttung des Höhlenbodens aber versiegte                                                         | Hartenstein-Güntersthal-„Löwenfels“                                           | Nürnberger Land           | weitere Bilder                |
| A 22                       | Petershöhle (Höhle in der Viehtrift)                                                          | 70 m                 | Tropfsteinhöhle, Hallenhöhle                                | 1914                                                         | Geotop, Bodendenkmal | Hartenstein-„Kreitsberg“                                                      | Nürnberger Land           | weitere Bilder                |
| A 23                       | Sandloch bei Rinnenbrunn                                                                      |                      |                                                             |                                                              | | Hirschbach-Rinnenbrunn                                                        | Amberg-Sulzbach           |                               |
| A 24                       | Lichtengrabenhöhle                                                                            | 314 m                | Ponordoline, Spaltenhöhle                                   |                                                              | Bodendenkmal | Hirschbach-Ziegelhütte bei Achtel-„Steinberg“                                 | Amberg-Sulzbach           | weitere Bilder                |
| A 24b                      | Steinbergponorhöhle                                                                           |                      | Ponorhöhle                                                  |                                                              | | Hirschbach-Ziegelhütte bei Achtel-„Steinberg“                                 | Amberg-Sulzbach           |                               |
| A 25                       | Bismarckgrotte bei Rinnenbrunn (Abgrundspalte, Bergmilchhöhle, Bismarckschacht)               | 1240 m               |                                                             | 1890                                                         | Bodendenkmal | Hirschbach-Ziegelhütte bei Achtel-„Steinberg“                                 | Amberg-Sulzbach           | weitere Bilder                |
| A 25a                      | Steinbergschacht                                                                              | 15 m                 | Schachthöhle                                                | 1958                                                         | Bodendenkmal | Hirschbach-Ziegelhütte bei Achtel-„Steinberg“                                 | Amberg-Sulzbach           |                               |
| A 26                       | Distlergrotte (Finstermühlhöhle)                                                              | 90 m                 | Tropfsteinhöhle                                             | 1905                                                         | Naturdenkmal, Bodendenkmal, zwischen 30. September und 1. April aus Fledermausschutzgründen verschlossen                                                    | Neuhaus an der Pegnitz-„Weinberg“                                             | Nürnberger Land           | weitere Bilder                |
| A 27                       | Maximiliansgrotte (Krottenseer Höhle, Windloch bei Krottensee)                                | 1200 m               |                                                             | 1596 (erste Erwähnung)                                       | Schauhöhle seit 1878, Naturdenkmal, Bodendenkmal | Neuhaus an der Pegnitz-Krottensee-„Eichelberg“                                | Nürnberger Land           | weitere Bilder                |
| A 28                       | Geißloch bei Krottensee                                                                       | 25 m                 | Ganghöhle                                                   |                                                              | Geotop | Neuhaus an der Pegnitz-Krottensee-„Geißlochberg“                              | Nürnberger Land           | weitere Bilder                |
| A 29                       | Appelshöhle (Steinbachhöhle)                                                                  | ca. 300 m            | Klufthöhle                                                  | 1618                                                         | Eingang ganzjährig verschlossen, Geotop, Naturdenkmal, Bodendenkmal                                                                                         | Neukirchen bei Sulzbach-Rosenberg-Steinbach-„Vogelherd“                       | Amberg-Sulzbach           |                               |
| A 30                       | Felstor am Berg bei Föderricht                                                                |                      | Höhlenruine, Felsentor, Doline                              |                                                              | | Neukirchen bei Sulzbach-Rosenberg-Föderricht-„Katzenbuckel“                   | Amberg-Sulzbach           |                               |
| A 31                       | Mysteriengrotte                                                                               | 16 m                 |                                                             |                                                              | Naturdenkmal | Königstein-Unterwald-Waldabteilung „Eichelgarten“                             | Amberg-Sulzbach           | weitere Bilder                |
| A 32                       | Breitensteiner Bäuerin (Schelmbachsteinloch)                                                  | 230 m                |                                                             |                                                              | Bodendenkmal | Königstein-Unterwald-„Schelmbachstein“                                        | Amberg-Sulzbach           | weitere Bilder                |
| A 33                       | Anton-Völkel-Grotte                                                                           | 40 m                 |                                                             |                                                              | | Königstein-Unterwald-„Schelmbachstein“                                        | Amberg-Sulzbach           | weitere Bilder                |
| A 34                       | Sonnenuhr (Schelmbachsteingrotte, Schelmbachsteinhöhle, Bauernloch bei Rinnenbrunn)           | 26 m                 | Durchgangshöhle, Einsturzdoline, Höhlenruine                |                                                              | Naturdenkmal, Bodendenkmal | Königstein-Unterwald-„Schelmbachstein“                                        | Amberg-Sulzbach           | weitere Bilder                |
| A 35                       | Mühlbühlponorhöhle                                                                            |                      | Ponorhöhle                                                  |                                                              | | Königstein-„Kleeberg“                                                         | Amberg-Sulzbach           |                               |
| A 36                       | Guslschusterloch                                                                              |                      | Schachthöhle, Ponorhöhle                                    |                                                              | | Königstein-Funkenreuth                                                        | Amberg-Sulzbach           | weitere Bilder                |
| A 37                       | Kellerberghöhle                                                                               | ca. 26 m             | Hallenhöhle, Ganghöhle                                      |                                                              | Bodendenkmal | Königstein-Bischofsreuth-„Kellerberg“                                         | Amberg-Sulzbach           | weitere Bilder                |
| A 37a                      | Spaltennische im Kellerberg                                                                   | 5,5 m                | Ganghöhle, Spaltenhöhle                                     |                                                              | Bodendenkmal | Königstein-Bischofsreuth-„Kellerberg“                                         | Amberg-Sulzbach           | weitere Bilder                |
| A 38                       | Höhlen von Loch                                                                               | 250 m                |                                                             |                                                              | Bodendenkmal | Königstein-Loch-„Locher Felsen“                                               | Amberg-Sulzbach           |                               |
| A 39                       | Große Hoher-Ast-Höhle (Wittmannschacht)                                                       | 65 m                 | Schachthöhle, Spaltenhöhle                                  |                                                              | Bodendenkmal | Auerbach in der Oberpfalz-Sackdilling-Waldabteilung „Hoher Ast“               | Amberg-Sulzbach           |                               |
| A 40                       | Kühloch bei Königstein                                                                        | 60 m                 | Hallenhöhle, Durchgangshöhle, Spaltenhöhle                  |                                                              | Geotop, Naturdenkmal, Bodendenkmal | Königstein-„Kühlochberg“                                                      | Amberg-Sulzbach           | weitere Bilder                |
| A 41                       | Windloch bei Sackdilling (Rauchloch)                                                          | 183 m                | Hallenhöhle, Einsturzdoline                                 |                                                              | Bodendenkmal | Auerbach in der Oberpfalz-Sackdilling-Waldabteilung „Grundschlag“             | Amberg-Sulzbach           | weitere Bilder                |
| A 42                       | Kleines Bauernloch bei Sackdilling                                                            | 35 m                 | Spaltenhöhle, Hallenhöhle                                   |                                                              | Bodendenkmal | Königstein-Sackdilling-Waldabteilung „Herrenschlag“                           | Amberg-Sulzbach           | weitere Bilder                |
| A 43                       | Franzosenloch bei Peilstein                                                                   | 60 m                 |                                                             |                                                              | Bodendenkmal | Neukirchen bei Sulzbach-Rosenberg-„Hartenfels“                                | Amberg-Sulzbach           | weitere Bilder                |
| A 44                       | Guggerloch (Guckerloch)                                                                       | 17 m                 | Durchgangshöhle                                             |                                                              | Geotop, Naturdenkmal | Auerbach in der Oberpfalz-Michelfeld                                          | Amberg-Sulzbach           | weitere Bilder                |
| A 45                       | Fechtershöhle (Grünreuther Höhle)                                                             | 38 m                 | Felsengang                                                  |                                                              | Bodendenkmal | Hartenstein-Grünreuth-„Holleithe“                                             | Nürnberger Land           |                               |
| A 46                       | Pferdsloch                                                                                    | 16 m                 | Abwärtsführende Felsenkammer                                |                                                              | In der Höhle wurde ein Pferdeschädel gefunden | Hartenstein-Grünreuth-„Holleithe“                                             | Nürnberger Land           | weitere Bilder                |
| A 47                       | Mausloch bei Grünreuth                                                                        | 10 m                 | Felsgrotte                                                  |                                                              | Bodendenkmal | Hartenstein-Grünreuth-„Holleithe“                                             | Nürnberger Land           |                               |
| A 48                       | Holzknechtloch                                                                                | 10 m                 | Felskammer                                                  |                                                              | | Auerbach in der Oberpfalz-Sackdilling-Waldabteilung „Brentenfels“             | Amberg-Sulzbach           |                               |
| A 49                       | Höhle beim Holzknechtloch                                                                     | 12 m                 | Spaltenhöhle                                                |                                                              | | Auerbach in der Oberpfalz-Sackdilling-Waldabteilung „Brentenfels“             | Amberg-Sulzbach           |                               |
| A 51                       | Hainkirche                                                                                    | 45 m                 | Durchgangshöhle, Spaltenhöhle                               |                                                              | | Hartenstein                                                                   | Nürnberger Land           | weitere Bilder                |
| A 52                       | Eiskeller                                                                                     | 11 m                 | Hallenhöhle                                                 |                                                              | | Hirschbach-Ziegelhütte bei Achtel-Waldabteilung „Katzenlöcher“                | Amberg-Sulzbach           |                               |
| A 54                       | Höhle Felslindl (Felsländl)                                                                   | 110 m                | Hallenhöhle, Ganghöhle, Doline                              |                                                              | Geotop, Naturdenkmal | Auerbach in der Oberpfalz-Michelfeld-Waldabteilung „Felsländl“                | Amberg-Sulzbach           | weitere Bilder                |
| A 55                       | Kühloch bei Ratzenhof                                                                         | 27 m                 | Einsturzdoline, Hallenhöhle                                 |                                                              | | Hirschbach-Ratzenhof-„Hochberg“                                               | Amberg-Sulzbach           | weitere Bilder                |
| A 56                       | Höhle ohne Namen                                                                              | 530 m                | Tropfsteinhöhle, Ganghöhle, Hallenhöhle                     |                                                              | Geotop, Naturdenkmal | Auerbach in der Oberpfalz-Steinamwasser                                       | Amberg-Sulzbach           | weitere Bilder                |
| A 57                       | Beilensteinhöhle                                                                              | 18 m                 | Felstor, Doline, Hallenhöhle                                |                                                              | Durch die Lage im Übungsplatz nicht zugänglich | Grafenwöhr-Truppenübungsplatz Grafenwöhr-„Wüstung Beilenstein“                | Neustadt an der Waldnaab  |                               |
| A 58                       | Kühloch bei Pinzing                                                                           | 18 m                 | Ganghöhle                                                   |                                                              | Durch die Lage im Übungsplatz nicht zugänglich | Grafenwöhr-Truppenübungsplatz Grafenwöhr-Wüstung Pinzing-„Mittlerer Berg“     | Neustadt an der Waldnaab  |                               |
| A 59                       | Hölloch                                                                                       |                      | Hallenhöhle                                                 |                                                              | Durch die Lage im Übungsplatz nicht zugänglich | Grafenwöhr-Truppenübungsplatz Grafenwöhr-„Wüstung Ebersberg“                  | Neustadt an der Waldnaab  |                               |
| A 60                       | Mannsbergloch                                                                                 | 70 m                 | Tropfsteinhöhle, Hallenhöhle, Spalthöhle                    |                                                              | | Königstein-Döttenreuth-„Mannsberg“                                            | Amberg-Sulzbach           | weitere Bilder                |
| A 61                       | Gaisbrunnen bei Peilstein (Geißbrunnenhöhle)                                                  | 7,5 m                | Felsenkammer, Tropfsteinhöhle                               |                                                              | Naturdenkmal | Neukirchen bei Sulzbach-Rosenberg-Lockenricht-„Lenzenberg“                    | Amberg-Sulzbach           | weitere Bilder                |
| A 62                       | Brünningsloch (Kasparhöhle)                                                                   | 15 m                 | Horizontalhöhle                                             |                                                              | Geotop, Naturdenkmal | Neukirchen bei Sulzbach-Rosenberg-Lockenricht-„Brünlingsfelsen“               | Amberg-Sulzbach           | weitere Bilder                |
| A 63                       | Bärenloch bei Lockenricht                                                                     | 40 m                 | Hallenhöhle                                                 |                                                              | Bodendenkmal | Neukirchen bei Sulzbach-Rosenberg-Lockenricht-„Lenzenberg“                    | Amberg-Sulzbach           |                               |
| A 64                       | Buchberghöhle                                                                                 | 18 m                 | Spaltenhöhle                                                |                                                              | | Neukirchen bei Sulzbach-Rosenberg-Lockenricht-„Buchenberg“                    | Amberg-Sulzbach           | weitere Bilder                |
| A 67                       | Kühloch bei Güntersthal                                                                       |                      | Durchgangshöhle, Hallenhöhle                                |                                                              | Naturdenkmal, Bodendenkmal | Hartenstein-Güntersthal-„Gotthardsberg“                                       | Nürnberger Land           |                               |
| A 68                       | Heidenloch bei Grünreuth                                                                      |                      |                                                             |                                                              | | Hartenstein-Grünreuth-„Hasenleite“                                            | Nürnberger Land           | weitere Bilder                |
| A 69                       | Igelseeloch                                                                                   |                      |                                                             |                                                              | | Hartenstein-Kleinmeinfeld                                                     | Nürnberger Land           |                               |
| A 70                       | Blauberghöhle (Fuchsloch, Hartmannshöhle, Steinbachmühlgrotte bei Steinbach)                  | 27 m                 |                                                             |                                                              | Bodendenkmal | Neukirchen bei Sulzbach-Rosenberg-Steinbach-„Blauerberg“                      | Amberg-Sulzbach           |                               |
| A 71                       | Kleeberghöhle                                                                                 |                      | Ponorhöhle                                                  |                                                              | | Königstein-„Schelmbachstein“                                                  | Amberg-Sulzbach           |                               |
| A 72                       | Brünnlesloch                                                                                  | 52 m                 | Tropfsteinhöhle, Hallenhöhle                                |                                                              | | Etzelwang-Hauseck-„Triebberg“                                                 | Amberg-Sulzbach           |                               |
| A 73a                      | Schlossberg-Felstor                                                                           |                      | Felstor                                                     |                                                              | | Hirschbach-„Schlossberg“                                                      | Amberg-Sulzbach           |                               |
| A 73b                      | Schlossberg-Durchgangshöhle                                                                   | 10 m                 | Durchgangshöhle                                             |                                                              | | Hirschbach-„Schlossberg“                                                      | Amberg-Sulzbach           |                               |
| A 73c                      | Schlossberg-Felsgrotte                                                                        | 6 m                  |                                                             |                                                              | | Hirschbach-„Schlossberg“                                                      | Amberg-Sulzbach           |                               |
| A 74                       | Schwarmbergloch                                                                               |                      |                                                             |                                                              | | Neuhaus an der Pegnitz-Bärnhof                                                | Nürnberger Land           |                               |
| A 76                       | Bettelmannsküche (Bettelküche)                                                                | 8 m                  | Felsgrotte                                                  |                                                              | | Hirschbach-Unterachtel-„Hauptmannsberg“                                       | Amberg-Sulzbach           | weitere Bilder                |
| A 77                       | Katzenloch bei Eschenfelden                                                                   |                      |                                                             |                                                              | | Hirschbach-Eschenfelden-„Zantberg“                                            | Amberg-Sulzbach           |                               |
| A 78                       | Azelsteinloch (Härzelsteinloch)                                                               |                      |                                                             |                                                              | | Pommelsbrunn-Hegendorf                                                        | Nürnberger Land           |                               |
| A 79a                      | Rosengartengrotte                                                                             | 4 m                  | Felsgrotte                                                  |                                                              | | Hirschbach-Ratzenhof-Waldabteilung „Rosengarten“                              | Amberg-Sulzbach           |                               |
| A 79b                      | Rosengartengrotte                                                                             | 16 m                 | Ganghöhle                                                   |                                                              | | Hirschbach-Ratzenhof-Waldabteilung „Rosengarten“                              | Amberg-Sulzbach           |                               |
| A 80                       | Papierloch                                                                                    |                      |                                                             |                                                              | | Etzelwang-Lehenhammer                                                         | Nürnberger Land           |                               |
| A 81                       | Obere Sternsteinhöhle (Waldhöhle, Osterloch)                                                  |                      |                                                             |                                                              | Bodendenkmal | Sulzbach-Rosenberg-„Sternsteinberg“                                           | Amberg-Sulzbach           |                               |
| A 82a                      | Nördliche Farbmühlhöhle                                                                       |                      |                                                             |                                                              | | Auerbach in der Oberpfalz-Steinamwasser                                       | Amberg-Sulzbach           |                               |
| A 84                       | Franzosenloch bei Neidstein (Philippshöhle)                                                   | 17 m                 | Ganghöhle, Tropfsteinhöhle                                  |                                                              | | Etzelwang-Neidstein                                                           | Amberg-Sulzbach           | weitere Bilder                |
| A 85                       | Vogelloch (Theodorshöhle)                                                                     |                      | Kleinhöhle                                                  |                                                              | Bodendenkmal | Etzelwang-Neidstein                                                           | Amberg-Sulzbach           |                               |
| A 86                       | Vogelherdgrotte (Gunzenloch, Hohler Felsen bei Krottensee)                                    | 20 m                 | Durchgangshöhle                                             |                                                              | Naturdenkmal, Bodendenkmal | Auerbach in der Oberpfalz-Westrand des Veldensteiner Forstes                  | Amberg-Sulzbach           | weitere Bilder                |
| A 87                       | Neidsteingrotte (Kreuzgrotte)                                                                 |                      |                                                             |                                                              | | Etzelwang-Tabernackel-„Schergenbuck“                                          | Amberg-Sulzbach           |                               |
| A 88                       | Fuchsloch                                                                                     | 16 m                 | Spaltenhöhle, Kleinhöhle                                    |                                                              | Bodendenkmal | Etzelwang-Neidstein                                                           | Amberg-Sulzbach           | weitere Bilder                |
| A 89                       | Neutrashöhle (Bettelküche)                                                                    | 15 m                 | Spaltenhöhle                                                |                                                              | | Etzelwang-Neutras-„Neutrasfelsen“                                             | Amberg-Sulzbach           |                               |
| A 90                       | Bodenberghöhle                                                                                | ca. 20 m             | Spaltenhöhle                                                |                                                              | Bodendenkmal | Etzelwang-Neutras-„Bodenberg“                                                 | Amberg-Sulzbach           |                               |
| A 91                       | Hanslhöhle (Neubürghöhle)                                                                     | 17 m                 | Hallenhöhle                                                 |                                                              | Bodendenkmal | Auerbach in der Oberpfalz-Steinamwasser-„Vogelberg“                           | Amberg-Sulzbach           |                               |
| A 93                       | Höhle westlich vom Felslindl                                                                  | 7 m                  | Hallenhöhle                                                 |                                                              | Naturdenkmal, Bodendenkmal | Auerbach in der Oberpfalz-Michelfeld-Waldabteilung „Felsländl“                | Amberg-Sulzbach           |                               |
| A 94                       | Osterhöhle (Osterloch)                                                                        | 185 m                |                                                             | 1630 (erste urkundliche Erwähnung)                           | Schauhöhle seit 1905, Bodendenkmal | Neukirchen bei Sulzbach-Rosenberg-Trondorf-„Osterberg“                        | Amberg-Sulzbach           |                               |
| A 95                       | Bettelküche (Hirtenweberhöhle, Bettelmannsküche)                                              |                      | Ganghöhle                                                   |                                                              | Naturdenkmal, Bodendenkmal | Neukirchen bei Sulzbach-Rosenberg-„Kleiner Hartenfels“ bzw. „Hirtenweberberg“ | Amberg-Sulzbach           | weitere Bilder                |
| A 96                       | Geiskirche bei Peilstein                                                                      |                      | Hallenhöhle                                                 |                                                              | Bodendenkmal | Neukirchen bei Sulzbach-Rosenberg-Lockenricht-„Lenzenberg“                    | Amberg-Sulzbach           | weitere Bilder                |
| A 98                       | Höhle an der Waldspitze                                                                       |                      |                                                             |                                                              | | Auerbach in der Oberpfalz-Michelfeld                                          | Amberg-Sulzbach           |                               |
| A 100                      | Bienertstube                                                                                  | 35 m                 | Höhlenruine, Einsturzdoline                                 |                                                              | Unmittelbar über der Höhle befindet sich eine Doline, die im großen Felsüberhang einmündet                                                                  | Pommelsbrunn-„Lochberg“                                                       | Nürnberger Land           |                               |
| A 101                      | Hirschleckenhöhle                                                                             | 15 m                 | Spaltenhöhle                                                |                                                              | | Auerbach in der Oberpfalz-Sackdilling-„Hirschlecke“                           | Amberg-Sulzbach           |                               |
| A 102                      | Teufelskirche (Teufelsloch)                                                                   | 30 m                 | Spaltenhöhle, Einsturzdoline                                |                                                              | Durch die Lage im Übungsplatz nicht zugänglich | Grafenwöhr-Hannesreuth-„Auf dem Hohenschlag“                                  | Neustadt an der Waldnaab  |                               |
| A 103                      | Schüllerponor                                                                                 | 5 m                  | Ponorhöhle, Spaltenhöhle                                    |                                                              | | Auerbach in der Oberpfalz-Sackdilling-Waldabteilung „Schüllerweiher“          | Amberg-Sulzbach           | weitere Bilder                |
| A 104                      | Lauferberghöhle                                                                               | 8 m                  | Spaltengrotte                                               |                                                              | | Hartenstein-Lungsdorf                                                         | Nürnberger Land           |                               |
| A 106                      | Frauenfelshöhle (Windloch)                                                                    | 12 m                 | Durchgangshöhle, Etagenhöhle                                |                                                              | | Neukirchen bei Sulzbach-Rosenberg-„Hartenfels“                                | Amberg-Sulzbach           |                               |
| A 108                      | Kollerbergloch                                                                                | 140 m                |                                                             |                                                              | | Auerbach in der Oberpfalz-Michelfeld-„Kollerberg“                             | Amberg-Sulzbach           |                               |
| A 109                      | Dollesenloch                                                                                  |                      | Ganghöhle                                                   |                                                              | 1945 wurde der Eingang zur Höhle durch das Forstamt mit einer Tür vermauert, es wurde dort erlegtes Wild gelagert. Inzwischen ist die Türe wieder entfernt. | Königstein-Funkenreuth-Waldabteilung „Weiße Hüle“                             | Amberg-Sulzbach           | weitere Bilder                |
| A 110                      | Fichtelbergloch                                                                               |                      | Spaltenhöhle, Doline                                        |                                                              | | Königstein-Döttenreuth-„Fichtelberg“                                          | Amberg-Sulzbach           | weitere Bilder                |
| A 111                      | Windloch bei Neukirchen bei Sulzbach-Rosenberg (Wiedelloch)                                   | 70 m                 |                                                             |                                                              | Bodendenkmal | Neukirchen bei Sulzbach-Rosenberg-„Hartenfels“                                | Amberg-Sulzbach           |                               |
| A 112                      | Brändelbergloch                                                                               | 150 m                | Hallenhöhle                                                 |                                                              | | Königstein-Bischofsreuth-„Brändelberg“                                        | Amberg-Sulzbach           | weitere Bilder                |
| A 113                      | Silberfelsenhöhle                                                                             |                      |                                                             |                                                              | Durch die Lage im Übungsplatz nicht zugänglich | Grafenwöhr-Röslas-„Adamsberg“                                                 | Neustadt an der Waldnaab  |                               |
| A 113b                     | Untere Silberfelsenhöhle                                                                      |                      |                                                             | Bodendenkmal, durch die Lage im Übungsplatz nicht zugänglich | Bodendenkmal | Grafenwöhr-Röslas-„Adamsberg“                                                 | Neustadt an der Waldnaab  |                               |
| A 114                      | Windloch bei Hannesreuth                                                                      | 799 m                | Spaltenhöhle, Etagenhöhle, Doline                           |                                                              | Bodendenkmal, durch die Lage im Übungsplatz nicht zugänglich                                                                                                | Grafenwöhr-Hannesreuth-„Auf dem Hohenschlag“                                  | Neustadt an der Waldnaab  |                               |
| A 115                      | Teufelsberghöhle                                                                              |                      |                                                             |                                                              | | Auerbach in der Oberpfalz-Weidlwang                                           | Amberg-Sulzbach           |                               |
| A 116                      | Teufelsloch (Handwerkerhöhle)                                                                 |                      |                                                             |                                                              | | Auerbach in der Oberpfalz-Weidlwang                                           | Amberg-Sulzbach           |                               |
| A 118                      | Reichentalloch                                                                                | 10 m                 | Höhlenruine, Abri                                           |                                                              | | Hirschbach-„Reichental“                                                       | Amberg-Sulzbach           | weitere Bilder                |
| A 119                      | Bärenloch bei Fromberg                                                                        | 54 m                 | Spaltenhöhle                                                |                                                              | Bodendenkmal | Neukirchen bei Sulzbach-Rosenberg-Fromberg-„Stein“                            | Amberg-Sulzbach           | weitere Bilder                |
| A 121                      | Schnackenloch                                                                                 |                      | Spaltenhöhle                                                |                                                              | Bodendenkmal | Neukirchen bei Sulzbach-Rosenberg-Peilstein-„Hartenfels“                      | Amberg-Sulzbach           |                               |
| A 122                      | Kohlerloch (Kohlerschacht, Spitzfelsenschacht)                                                |                      |                                                             |                                                              | | Königstein-Kürmreuth                                                          | Amberg-Sulzbach           |                               |
| A 123                      | Schmiedberghöhle                                                                              | 10 m                 | Hallenhöhle                                                 |                                                              | | Hirschbach-„Schmiedberg“                                                      | Amberg-Sulzbach           | weitere Bilder                |
| A 124 a–e                  | Sulzfelsenhöhlen                                                                              |                      |                                                             |                                                              | |                                                                               |                           |                               |
| A 124c                     | Südliche Sulzfelsenhöhle                                                                      |                      |                                                             |                                                              | |                                                                               |                           |                               |
| A 125                      | Fuchsloch bei Hartenstein                                                                     |                      |                                                             |                                                              | | Hartenstein                                                                   | Nürnberger Land           |                               |
| A 126                      | Höhle in der Grube Hans                                                                       |                      |                                                             |                                                              | Durch Abteufung der Grube Hans angeschnittene natürliche Höhle, Zugang heute verschüttet                                                                    | Königstein                                                                    | Amberg-Sulzbach           |                               |
| A 128                      | Wildnerloch (Enzendorfer Loch)                                                                | 9 m                  |                                                             |                                                              | | Hartenstein                                                                   | Nürnberger Land           |                               |
| A 129                      | Brunnerschacht                                                                                |                      | Schachthöhle                                                |                                                              | Bodendenkmal | Vorra-Düsselbach-„Alter Berg“                                                 | Nürnberger Land           |                               |
| A 130                      | Fleischkammer                                                                                 | 30 m                 | Hallenhöhle                                                 |                                                              | Bodendenkmal | Auerbach in der Oberpfalz-Wellucker Wald                                      | Amberg-Sulzbach           |                               |
| A 132                      | Saugartenhöhle                                                                                | 50 m                 | Hallenhöhle                                                 |                                                              | Bodendenkmal | Auerbach in der Oberpfalz-Sackdilling-Waldabteilung „Saugarten“               | Amberg-Sulzbach           |                               |
| A 133                      | Großes Bauernloch bei Sackdilling                                                             | 50 m                 | Ganghöhle                                                   |                                                              | Bodendenkmal | Königstein-Sackdilling-Waldabteilung „Herrenschlag“                           | Amberg-Sulzbach           |                               |
| A 134                      | Hohler Fels bei Hannesreuth                                                                   |                      |                                                             |                                                              | | Grafenwöhr-Hannesreuth                                                        | Neustadt an der Waldnaab  |                               |
| A 135                      | Großes Hundsloch                                                                              | 17 m                 | Hallenhöhle, Höhlenruine                                    |                                                              | Naturdenkmal, Bodendenkmal | Neukirchen bei Sulzbach-Rosenberg-Hundsboden-„Lochberg“                       | Amberg-Sulzbach           |                               |
| A 136                      | Kleines Hundsloch                                                                             | 20 m                 | Horizontale Ganghöhle                                       |                                                              | | Neukirchen bei Sulzbach-Rosenberg-Hundsboden-„Lochberg“                       | Amberg-Sulzbach           |                               |
| A 137 a–c                  | Geldloch bei Röckenricht                                                                      |                      |                                                             |                                                              | | Neukirchen bei Sulzbach-Rosenberg-Röckenricht                                 | Amberg-Sulzbach           |                               |
| A 138                      | Grundfelsenhöhle (Grundfelsenschacht)                                                         | ca. 50 m             | Schachthöhle, Etagenhöhle, Spaltenhöhle, Tropfsteinhöhle    |                                                              | Bodendenkmal | Neukirchen bei Sulzbach-Rosenberg-Gaisheim-„Grundfelsen“                      | Amberg-Sulzbach           | weitere Bilder                |
| A 138a                     | Nordöstliche Spaltenhöhle unter der Grundfelsenhöhle                                          |                      | Spaltenhöhle                                                |                                                              | | Neukirchen bei Sulzbach-Rosenberg-Gaisheim-„Grundfelsen“                      | Amberg-Sulzbach           |                               |
| A 138b                     | Nordöstliche Spaltenhöhle unter der Grundfelsenhöhle                                          |                      | Spaltenhöhle                                                |                                                              | | Neukirchen bei Sulzbach-Rosenberg-Gaisheim-„Grundfelsen“                      | Amberg-Sulzbach           |                               |
| A 140                      | Otterloch                                                                                     | 23 m                 | Spaltenhöhle                                                |                                                              | | Auerbach in der Oberpfalz-Rauhenstein                                         | Amberg-Sulzbach           |                               |
| A 142                      | Hasenleitenhöhle (Schafmichlloch)                                                             |                      |                                                             |                                                              | | Hartenstein-Grünreuth-„Hasenleite“                                            | Nürnberger Land           |                               |
| A 144a                     | Großer Kammerbergponor                                                                        |                      | Ponorhöhle                                                  |                                                              | | Auerbach in der Oberpfalz-„Kammerberg“                                        | Amberg-Sulzbach           |                               |
| A 144b                     | Kleiner Kammerbergponor                                                                       |                      | Ponorhöhle                                                  |                                                              | | Auerbach in der Oberpfalz-„Kammerberg“                                        | Amberg-Sulzbach           |                               |
| A 144c                     | Kammerbergabri                                                                                |                      | Ponorhöhle                                                  |                                                              | | Auerbach in der Oberpfalz-„Kammerberg“                                        | Amberg-Sulzbach           |                               |
| A 145                      | Bettelmannsküche                                                                              | 10 m                 | Felsgrotte                                                  |                                                              | Naturdenkmal | Neukirchen bei Sulzbach-Rosenberg-Lockenricht-„Lenzenberg“                    | Amberg-Sulzbach           |                               |
| A 146a                     | Scheckenfelshöhle                                                                             | 10 m                 | Felsgrotte                                                  |                                                              | Naturdenkmal | Neukirchen bei Sulzbach-Rosenberg-Lockenricht-„Schneckerfels“                 | Amberg-Sulzbach           |                               |
| A 146b                     | Scheckenfelsabri                                                                              | 10 m                 | Abri                                                        |                                                              | Naturdenkmal | Neukirchen bei Sulzbach-Rosenberg-Lockenricht-„Schneckerfels“                 | Amberg-Sulzbach           |                               |
| A 147                      | Bauernhöhle bei Lockenricht                                                                   | 253 m                | Hallenhöhle, Etagenhöhle                                    |                                                              | Beherbergt die größte Höhlenhalle der Oberpfalz | Neukirchen bei Sulzbach-Rosenberg-Lockenricht-Waldabteilung „Ziegenschacht“   | Amberg-Sulzbach           | weitere Bilder                |
| A 148                      | Talweiblloch (Kirchenholzhöhle)                                                               |                      |                                                             |                                                              | | Neukirchen bei Sulzbach-Rosenberg-Pfeilstein-„Pfeilstein“                     | Amberg-Sulzbach           |                               |
| A 152a                     | Nordöstliche Schrödlberghöhle bei Neuensorg                                                   |                      |                                                             | Bodendenkmal                                                 | | Hartenstein-Güntersthal-„Schrödlberg“                                         | Nürnberger Land           |                               |
| A 152 b–d                  | Schrödlberghöhlen                                                                             |                      |                                                             | Bodendenkmal                                                 | | Hartenstein-Güntersthal-„Schrödlberg“                                         | Nürnberger Land           |                               |
| A 153                      | Kastenberghöhle                                                                               | 38 m                 | Spaltenhöhle                                                |                                                              | | Neukirchen bei Sulzbach-Rosenberg-Schönlind-„Kastenberg“                      | Amberg-Sulzbach           | weitere Bilder                |
| A 154                      | Südliches Helmloch                                                                            | 18 m                 | Ganghöhle, Tropfsteinhöhle                                  |                                                              | Bodendenkmal | Etzelwang-Neidstein-„Helmberg“                                                | Amberg-Sulzbach           | weitere Bilder                |
| A 155                      | Weinkeller                                                                                    |                      |                                                             |                                                              | | Pommelsbrunn                                                                  | Nürnberger Land           |                               |
| A 156                      | Höhle im Abgebrannten Berg                                                                    | 11 m                 | Durchgangshöhle                                             |                                                              | Bodendenkmal | Pommelsbrunn-Bürtel-„Abgebrannter Berg“                                       | Nürnberger Land           |                               |
| A 157                      | Räuberloch bei Hegendorf                                                                      |                      |                                                             |                                                              | | Pommelsbrunn-Hegendorf                                                        | Nürnberger Land           |                               |
| A 158                      | Schmiedbergabri                                                                               |                      | Abri, Höhlenruine, Doline                                   |                                                              | | Hirschbach-„Schmidberg“                                                       | Amberg-Sulzbach           |                               |
| A 159 a–c                  | Sommerberghöhlen                                                                              |                      |                                                             |                                                              | | Hirschbach-„Sommerberg“                                                       | Amberg-Sulzbach           |                               |
| A 160a                     | Stoffelmühlhöhle                                                                              | 8 m                  | Ganghöhle                                                   |                                                              | | Hirschbach-Stoffelmühle (Hirschbach)-Stoffelmühle-„Winterberg“                | Amberg-Sulzbach           |                               |
| A 160b                     | Winterberghöhle                                                                               | 10 m                 | Felsgrotte                                                  |                                                              | | Hirschbach-Stoffelmühle (Hirschbach)-Stoffelmühle-„Winterberg“                | Amberg-Sulzbach           |                               |
| A 161 a–d                  | Dürrnberghöhlen                                                                               |                      |                                                             |                                                              | Bodendenkmal | Etzelwang-Schmidtstadt-„Dürrenberg“                                           | Amberg-Sulzbach           | weitere Bilder                |
| A 162                      | Hexenhöhle                                                                                    | 9 m                  | Ganghöhle                                                   |                                                              | | Etzelwang-Tabernackel-„Schergenbuck“                                          | Amberg-Sulzbach           |                               |
| A 164                      | Fuchsenloch (Bruchtalhöhle)                                                                   |                      |                                                             |                                                              | | Neukirchen bei Sulzbach-Rosenberg-„Bruchtal“                                  | Amberg-Sulzbach           |                               |
| A 168                      | Östliche Lupberghöhle                                                                         |                      |                                                             |                                                              | | Neukirchen bei Sulzbach-Rosenberg-Schönlind-„Lupberg“                         | Amberg-Sulzbach           |                               |
| A 169                      | Mittlere Lupberghöhle                                                                         |                      |                                                             |                                                              | Naturdenkmal, Bodendenkmal, Eingang ganzjährig verschlossen                                                                                                 | Neukirchen bei Sulzbach-Rosenberg-Schönlind-„Lupberg“                         | Amberg-Sulzbach           | weitere Bilder                |
| A 170                      | Westliche Lupberghöhle (Lohberghöhle)                                                         |                      |                                                             |                                                              | | Neukirchen bei Sulzbach-Rosenberg-Schönlind-„Lupberg“                         | Amberg-Sulzbach           |                               |
| A 171                      | Dachsloch                                                                                     | 6 m                  | Hallenhöhle                                                 |                                                              | | Neukirchen bei Sulzbach-Rosenberg-Trondorf-„Osterberg“                        | Amberg-Sulzbach           |                               |
| A 172                      | Osterberggrotte (Höhle am Osterberg)                                                          | 7 m                  | Felsgrotte                                                  |                                                              | | Neukirchen bei Sulzbach-Rosenberg-Trondorf-„Osterberg“                        | Amberg-Sulzbach           |                               |
| A 173                      | Schreiermaiglloch (Hurenloch)                                                                 |                      |                                                             |                                                              | Bodendenkmal | Sulzbach-Rosenberg-„Sternsteinberg“                                           | Amberg-Sulzbach           |                               |
| A 174                      | Höhle in der Höll                                                                             |                      | Ponordoline mit Höhle                                       |                                                              | Verfüllt | Sulzbach-Rosenberg                                                            | Amberg-Sulzbach           |                               |
| A 177                      | Nördliches Helmloch                                                                           |                      | Kleinhöhle, Abri                                            |                                                              | | Etzelwang-Neidstein-„Helmberg“                                                | Amberg-Sulzbach           |                               |
| A 178                      | Kohlberghöhle                                                                                 |                      |                                                             |                                                              | | Hartenstein-Kleinmeinfeld-„Kohlberg“                                          | Nürnberger Land           |                               |
| A 181a                     | Westliche Buchleitenhöhle                                                                     | 7 m                  | Hallenhöhle                                                 |                                                              | Bodendenkmal | Hartenstein-Rupprechtstegen-„Buchenberg“                                      | Nürnberger Land           | weitere Bilder                |
| A 181b                     | Östliche Buchleitenhöhle                                                                      |                      | Hallenhöhle                                                 |                                                              | | Hartenstein-Rupprechtstegen-„Buchenberg“                                      | Nürnberger Land           |                               |
| A 181c                     | Nördliche Buchleitenhöhle                                                                     |                      | Hallenhöhle                                                 |                                                              | | Hartenstein-Rupprechtstegen-„Buchenberg“                                      | Nürnberger Land           |                               |
| A 181d                     | Untere Buchleitenhöhle                                                                        |                      | Hallenhöhle                                                 |                                                              | | Hartenstein-Rupprechtstegen-„Buchenberg“                                      | Nürnberger Land           |                               |
| A 182                      | Güntersthaler Loch (Höllberggrotte)                                                           |                      |                                                             |                                                              | Bodendenkmal | Hartenstein-Güntersthal-„Höllberg“                                            | Nürnberger Land           |                               |
| A 183                      | Schmiedbergkeller                                                                             |                      |                                                             |                                                              | | Etzelwang                                                                     | Amberg-Sulzbach           |                               |
| A 184                      | Kleine Hoher-Ast-Höhle                                                                        | 20 m                 | Schachthöhle, Spaltenhöhle                                  |                                                              | | Auerbach in der Oberpfalz-Sackdilling-Waldabteilung „Hoher Ast“               | Amberg-Sulzbach           |                               |
| A 185                      | Unterwaldponorhöhle                                                                           |                      | Ponordoline mit Höhle                                       |                                                              | | Hirschbach-Ziegelhütte bei Achtel-„Mühlbühl“                                  | Amberg-Sulzbach           | weitere Bilder                |
| A 186                      | Höhle unter der St. Magdalena-Kapelle                                                         |                      | Kleinhöhle, zum Felsenkeller ausgebaut                      |                                                              | | Auerbach in der Oberpfalz-St. Magdalena-Kapelle                               | Amberg-Sulzbach           |                               |
| A 187                      | Fuchsenloch                                                                                   | 25 m                 | Ganghöhle                                                   |                                                              | | Hirschbach-Unterklausen-„Leite“                                               | Amberg-Sulzbach           |                               |
| A 188                      | Franzosenloch bei Bürtel                                                                      |                      |                                                             |                                                              | | Pommelsbrunn-Bürtel                                                           | Nürnberger Land           |                               |
| A 189                      | Westliche Brentenfelshöhle                                                                    | 22 m                 | Felstor, Hallenhöhle                                        |                                                              | | Königstein-Veldensteiner Forst-„Brentenfels“                                  | Amberg-Sulzbach           | weitere Bilder                |
| A 190                      | Östliche Brentenfelshöhle                                                                     |                      | Halbhöhle                                                   |                                                              | | Königstein-Veldensteiner Forst-„Brentenfels“                                  | Amberg-Sulzbach           |                               |
| A 191                      | Bettelküche bei Staubershammer                                                                |                      |                                                             |                                                              | | Auerbach in der Oberpfalz-Hämmerlmühle-„Kammerberg“                           | Amberg-Sulzbach           | weitere Bilder                |
| A 192                      | Lohbühlponor                                                                                  | 5,5 m                | Ponordoline mit Höhle                                       |                                                              | | Auerbach in der Oberpfalz-Hohe Tanne                                          | Amberg-Sulzbach           |                               |
| A 193                      | Noristörle                                                                                    |                      | Felstor                                                     |                                                              | | Pommelsbrunn                                                                  | Nürnberger Land           | weitere Bilder                |
| A 195                      | Zigeunerloch                                                                                  |                      | Dolinen                                                     |                                                              | | Grafenwöhr-Wüstung Pommershof                                                 | Neustadt an der Waldnaab  |                               |
| A 196                      | Schwarmbrunnen                                                                                | 4 m                  | Quellhöhle                                                  |                                                              | | Neuhaus an der Pegnitz-Engenthal-„Lindnersberg“                               | Nürnberger Land           | weitere Bilder                |
| A 197a                     | Haustür                                                                                       |                      | Felstor                                                     |                                                              | | Hirschbach-Riglashof-„Holzberg“                                               | Amberg-Sulzbach           |                               |
| A 197b                     | Riesentor                                                                                     |                      | Felstor                                                     |                                                              | | Hirschbach-Riglashof-„Holzberg“                                               | Amberg-Sulzbach           |                               |
| A 198                      | Östliche Sternsteingrotte                                                                     |                      |                                                             |                                                              | Bodendenkmal | Sulzbach-Rosenberg-„Sternsteinberg“                                           | Amberg-Sulzbach           |                               |
| A 200                      | Holzfräuleinloch                                                                              |                      |                                                             |                                                              | | Königstein-Pruihausen                                                         | Amberg-Sulzbach           |                               |
| A 202c                     | Nördliche Sulzfelsenhöhle                                                                     |                      | Spaltenhöhle                                                |                                                              | Bodendenkmal | Königstein-Unterwald-„Sulzfelsen“                                             | Amberg-Sulzbach           |                               |
| A 204                      | Nördliche Steinberghöhle                                                                      | 20 m                 | Felsgrotte, Hallenhöhle                                     |                                                              | Bodendenkmal | Königstein-„Steinberg“                                                        | Amberg-Sulzbach           | weitere Bilder                |
| A 205                      | Zinnbergschacht                                                                               |                      | Spaltenhöhle, Schachthöhle                                  |                                                              | | Neuhaus an der Pegnitz-Krottensee-„Zinnberg“                                  | Nürnberger Land           |                               |
| A 206                      | Arzbergloch                                                                                   |                      |                                                             |                                                              | | Hirschbach-Riglashof-„Arzberg“                                                | Amberg-Sulzbach           |                               |
| A 207a                     | Fichtelberggrotte                                                                             |                      | Spaltenhöhle                                                |                                                              | | Königstein-Döttenreuth-„Fichtelberg“                                          | Amberg-Sulzbach           | weitere Bilder                |
| A 207b                     | Fichtelberggrotte                                                                             |                      | Spaltenhöhle                                                |                                                              | | Königstein-Döttenreuth-„Fichtelberg“                                          | Amberg-Sulzbach           | weitere Bilder                |
| A 210                      | Südliche Hartenfelshöhle                                                                      | 10 m                 |                                                             |                                                              | | Neukirchen bei Sulzbach-Rosenberg-„Hartenfels“                                | Amberg-Sulzbach           |                               |
| A 211                      | Nördliche Hartenfelshöhle                                                                     | 9 m                  |                                                             |                                                              | | Neukirchen bei Sulzbach-Rosenberg-„Hartenfels“                                | Amberg-Sulzbach           |                               |
| A 213                      | Höhle im Weißen Brunnen                                                                       | 18,5 m               | Durchgangshöhle, Höhlenruine                                |                                                              | | Auerbach in der Oberpfalz-Sackdilling-„Schlawackenberg“                       | Amberg-Sulzbach           |                               |
| A 214a                     | Vogelberghöhle                                                                                | 25 m                 | Spaltenhöhle                                                |                                                              | | Auerbach in der Oberpfalz-Sackdilling-„Vogelberg“                             | Amberg-Sulzbach           |                               |
| A 214b                     | Vogelbergabri                                                                                 | 2,5 m                | Abri                                                        |                                                              | | Auerbach in der Oberpfalz-Sackdilling-„Vogelberg“                             | Amberg-Sulzbach           |                               |
| A 215                      | Hirschlecken-Felsgrotte                                                                       | 6 m                  | Felsgrotte                                                  |                                                              | | Auerbach in der Oberpfalz-Sackdilling-„Hirschlecke“                           | Amberg-Sulzbach           |                               |
| A 216                      | Raubschloss                                                                                   |                      | Felstor, Doline                                             |                                                              | | Auerbach in der Oberpfalz-Sackdilling-„Hirschlecke“                           | Amberg-Sulzbach           |                               |
| A 217                      | Hirschlecken-Felskammer                                                                       | 5 m                  | Spaltenhöhle                                                |                                                              | | Auerbach in der Oberpfalz-Sackdilling-„Hirschlecke“                           | Amberg-Sulzbach           |                               |
| A 219                      | Grundschlaghöhlenruine                                                                        |                      | Höhlenruine, Doline                                         |                                                              | | Auerbach in der Oberpfalz-Sackdilling                                         | Amberg-Sulzbach           |                               |
| A 221                      | Schneiderberghöhle                                                                            | 12 m                 | Spaltenhöhle                                                |                                                              | | Auerbach in der Oberpfalz-Rauhenstein                                         | Amberg-Sulzbach           |                               |
| A 222                      | Hoher-Ast-Klufthöhle                                                                          | 15 m                 | Spaltenhöhle                                                |                                                              | | Auerbach in der Oberpfalz-Sackdilling-Waldabteilung „Hoher Ast“               | Amberg-Sulzbach           |                               |
| A 228                      | Brentenfels-Klufthöhle                                                                        |                      |                                                             |                                                              | | Königstein-Veldensteiner Forst-„Brentenfels“                                  | Amberg-Sulzbach           |                               |
| A 229                      | Allmannsberghöhle                                                                             | 26 m                 | Höhlenruine, Doline                                         |                                                              | | Auerbach in der Oberpfalz-Sackdilling-„Allmannsberg“                          | Amberg-Sulzbach           |                               |
| A 231                      | Ziegelschlaghöhle                                                                             |                      |                                                             |                                                              | | Auerbach in der Oberpfalz-Sackdilling                                         | Amberg-Sulzbach           |                               |
| A 232                      | Nordöstliche Felsgrotte in der Weißen Hülle                                                   |                      | Kleinhöhle, Ganghöhle                                       |                                                              | Bodendenkmal | Königstein-Funkenreuth-Waldabteilung „Weiße Hüle“                             | Amberg-Sulzbach           | weitere Bilder                |
| A 234                      | Mannsberggrotte                                                                               |                      |                                                             |                                                              | | Königstein-Döttenreuth-„Mannsberg“                                            | Amberg-Sulzbach           |                               |
| A 236                      | Steinberg-Höhlenruine (Höhlenruine von Hunas)                                                 |                      | Höhlenruine                                                 |                                                              | Bodendenkmal | Pommelsbrunn-Hunas-„Steinberg“                                                | Nürnberger Land           | weitere Bilder                |
| A 237                      | Brentenfels-Höhlenruine                                                                       |                      |                                                             |                                                              | | Königstein-Veldensteiner Forst-„Brentenfels“                                  | Amberg-Sulzbach           |                               |
| A 241                      | Bettelküche                                                                                   |                      | Doline                                                      |                                                              | |                                                                               |                           |                               |
| A 242                      | Festenbergkeller                                                                              |                      |                                                             |                                                              | |                                                                               |                           |                               |
| A 243                      | Hammerkeller                                                                                  | 42 m                 |                                                             |                                                              | Die Höhle wurde im 19. Jahrhundert von der Michelfelder Klosterbrauerei als Bierkeller genutzt                                                              | Auerbach in der Oberpfalz-Staubershammer-„Kammerberg“                         | Amberg-Sulzbach           |                               |
| A 245                      | Sonnenwirtskeller (Sägmühlkeller)                                                             |                      | Doline                                                      |                                                              | Verfüllt | Auerbach in der Oberpfalz-Michelfeld                                          | Amberg-Sulzbach           |                               |
| A 246                      | Felstor im Zwillingsfelsen                                                                    |                      | Felstor                                                     |                                                              | | Auerbach in der Oberpfalz                                                     | Amberg-Sulzbach           |                               |
| A 247                      | Katzenloch                                                                                    |                      |                                                             |                                                              | |                                                                               |                           |                               |
| A 250                      | Lohgrabenhöhle                                                                                | 16 m                 | Durchgangshöhle                                             |                                                              | | Auerbach in der Oberpfalz-Rauhenstein-„Lohgraben“                             | Amberg-Sulzbach           |                               |
| A 251                      | Untere Sternsteinhöhle                                                                        |                      |                                                             |                                                              | Bodendenkmal | Sulzbach-Rosenberg-„Sternsteinberg“                                           | Amberg-Sulzbach           |                               |
| A 254                      | Nördliche Hollerberghöhle                                                                     | 20 m                 | Ganghöhle, Hallenhöhle                                      |                                                              | | Hirschbach-Ratzenhof-„Hollerberg“                                             | Amberg-Sulzbach           | weitere Bilder                |
| A 255                      | Südliche Hollerberghöhle                                                                      | 24 m                 | Einsturzdoline, Durchgangshöhle                             |                                                              | Bodendenkmal | Hirschbach-Ratzenhof-„Hollerberg“                                             | Amberg-Sulzbach           |                               |
| A 256                      | Buchenstumpfhöhle                                                                             |                      | Doline                                                      |                                                              | |                                                                               |                           |                               |
| A 258                      | Westliche Sternsteingrotte                                                                    |                      |                                                             |                                                              | Bodendenkmal | Sulzbach-Rosenberg-„Sternsteinberg“                                           | Amberg-Sulzbach           |                               |
| A 259                      | Holzmannskeller                                                                               |                      |                                                             |                                                              | | Auerbach in der Oberpfalz-Rauhenstein                                         | Amberg-Sulzbach           |                               |
| A 261                      | Stadeltennen-Klufthöhle                                                                       | 6 m                  |                                                             |                                                              | | Hartenstein-Engenthal-Waldabteilung „Stadeltenne“                             | Nürnberger Land           |                               |
| A 262                      | Spitzenbühl-Felsgrotten                                                                       |                      |                                                             |                                                              | |                                                                               |                           |                               |
| A 263                      | Buchenstumpf-Höhlenruine                                                                      |                      | Höhlenruine, Durchgangshöhle, Doline                        |                                                              | Eingang II der Höhle mündet in eine Einsturzdoline | Königstein-Bischofsreuth-„Buchenstumpf“                                       | Amberg-Sulzbach           | weitere Bilder                |
| A 264                      | Fuchsbühlponorhöhle                                                                           | 250 m                | Ponorhöhle                                                  |                                                              | | Auerbach in der Oberpfalz-Russhütte                                           | Amberg-Sulzbach           |                               |
| A 265                      | Großenfalzer Höhle                                                                            | 5 m                  | Hallenhöhle                                                 |                                                              | Bodendenkmal | Sulzbach-Rosenberg-Großenfalz                                                 | Amberg-Sulzbach           |                               |
| A 266                      | Abri im Teufelsberg                                                                           |                      |                                                             |                                                              | | Auerbach in der Oberpfalz-Weidlwang                                           | Amberg-Sulzbach           |                               |
| A 267                      | Brummbergkeller                                                                               |                      |                                                             |                                                              | | Neuhaus an der Pegnitz-Finstermühle                                           | Nürnberger Land           |                               |
| A 267b                     | Brummberg-Felsengang                                                                          |                      |                                                             |                                                              | | Neuhaus an der Pegnitz-Finstermühle                                           | Nürnberger Land           |                               |
| A 267c                     | Brummberg-Felsengrotte                                                                        |                      |                                                             |                                                              | | Neuhaus an der Pegnitz-Finstermühle                                           | Nürnberger Land           |                               |
| A 268                      | Weinbergabri                                                                                  |                      |                                                             |                                                              | | Neuhaus an der Pegnitz-Finstermühle                                           | Nürnberger Land           |                               |
| A 269                      | Ponordoline Pilgramshof (Höhle im Erdfall)                                                    | 136 m                | Ponorhöhle                                                  |                                                              | Geotop, Naturdenkmal | Neukirchen bei Sulzbach-Rosenberg-Pilgramshof-„Teufelsgrube“                  | Amberg-Sulzbach           | weitere Bilder                |
| A 273                      | Goldloch                                                                                      | 15 m                 | Einbruchsdoline, Schachthöhle                               |                                                              | 1970 eingebrochene Doline am Fahrweg Rinnenbrunn-Bärnhof, die im selben Jahr verfüllt worden ist                                                            | Hirschbach-Rinnenbrunn                                                        | Amberg-Sulzbach           |                               |
| A 275                      | Rußhüttenponor                                                                                |                      | Ponorhöhle                                                  |                                                              | | Veldensteiner Forst                                                           | Bayreuth                  |                               |
| A 283                      | Mäanderhöhle                                                                                  | 45 m                 | Spaltenhöhle                                                |                                                              | | Amberg-Sulzbach                                                               |                           |                               |
| A 284                      | Durchgangshöhle im Stein                                                                      |                      | Durchgangshöhle                                             |                                                              | | Neukirchen bei Sulzbach-Rosenberg-Fromberg-„Stein“                            | Amberg-Sulzbach           |                               |
| A 285                      | Rosengartenhöhle                                                                              | 80 m                 | Einbruchsdoline, Schachthöhle                               |                                                              | 1979 eingebrochene Doline im Garten eines Wohnhauses, Eingang verschlossen                                                                                  | Neuhaus an der Pegnitz-Finstermühle                                           | Nürnberger Land           |                               |
| A 293                      | Kleebergschacht                                                                               | 20 m                 | Schachthöhle                                                | 1980                                                         | | Königstein-Unterwald-„Schelmbachstein“                                        | Amberg-Sulzbach           |                               |
| A 295                      | Felsengang im Herrenschlag                                                                    | ca. 10 m             | Hallenhöhle, Ganghöhle                                      |                                                              | Bodendenkmal | Königstein-Sackdilling-Waldabteilung „Herrenschlag“                           | Amberg-Sulzbach           |                               |
| A 303                      | Übungsponor                                                                                   |                      |                                                             |                                                              | | Auerbach in der Oberpfalz-Lehnershof                                          | Amberg-Sulzbach           |                               |
| A 304                      | Müllschlucker-Erdfälle                                                                        |                      | 12 Einbruchsdolinen                                         |                                                              | Verfüllt | Auerbach in der Oberpfalz-Saaß                                                | Amberg-Sulzbach           |                               |
| A 305                      | Zwei-Bäume-Erdfälle                                                                           |                      | 8 Einbruchsdolinen                                          |                                                              | Verfüllt | Auerbach in der Oberpfalz-Reichenbach                                         | Amberg-Sulzbach           |                               |
| A 306                      | Speckbachversinkung                                                                           |                      | Einbruchsdoline                                             |                                                              | 1984 brach der gesamte Speckbach bei Reichenbach in ein Schluckloch ein, die Stelle wurde anschließend wieder versiegelt                                    | Auerbach in der Oberpfalz-Reichenbach                                         | Amberg-Sulzbach           |                               |
| A 307                      | Hundheimer Höhle                                                                              |                      |                                                             |                                                              | | Neukirchen bei Sulzbach-Rosenberg-Hundheim                                    | Amberg-Sulzbach           |                               |
| A 310                      | Panikschacht                                                                                  |                      |                                                             |                                                              | |                                                                               |                           |                               |
| A 315                      | Schleifsteinhöhle                                                                             |                      |                                                             |                                                              | |                                                                               |                           |                               |
| A 318a                     | Nashornhöhle                                                                                  | 80 m                 | Spalthöhle, Schachthöhle                                    |                                                              | | Königstein                                                                    | Amberg-Sulzbach           |                               |
| A 318b                     | Kerzenhöhle                                                                                   |                      |                                                             |                                                              | | Königstein                                                                    | Amberg-Sulzbach           |                               |
| A 322                      | Südliche Saugartenhöhle                                                                       |                      |                                                             |                                                              | Bodendenkmal | Auerbach in der Oberpfalz-Sackdilling-Waldabteilung „Saugarten“               | Amberg-Sulzbach           |                               |
| A 324                      | Hirschberghöhle                                                                               |                      | Hallenhöhle                                                 |                                                              | Bodendenkmal | Vorra-„Fuchsbühl“                                                             | Nürnberger Land           | weitere Bilder                |
| A 337 a–b                  | Dachsloch                                                                                     |                      |                                                             |                                                              | Bodendenkmal | Königstein-„Kühlochberg“                                                      | Amberg-Sulzbach           |                               |
| A 357                      | Felsenkammer über der Bettelmannsküche                                                        | 13 m                 | Felsenkammer                                                |                                                              | | Hirschbach-Unterachtel-„Hauptmannsberg“                                       | Amberg-Sulzbach           |                               |
| A 359                      | Engenstein-Ponorhöhle (Pflanzlohdoline)                                                       |                      | Ponorhöhle                                                  |                                                              | | Auerbach in der Oberpfalz-Sackdilling                                         | Amberg-Sulzbach           |                               |
| A 383                      | Röhrenhöhle                                                                                   | 15 m                 | Ganghöhle                                                   |                                                              | | Hirschbach-Stoffelmühle (Hirschbach)-Stoffelmühle-„Hirschberg“                | Amberg-Sulzbach           |                               |
| A 384                      | Höhle bei der Röhrenhöhle                                                                     |                      | Ganghöhle                                                   |                                                              | | Hirschbach-Stoffelmühle (Hirschbach)-Stoffelmühle-„Hirschberg“                | Amberg-Sulzbach           |                               |
| A 385                      | Höhle westlich der Obermühle                                                                  |                      |                                                             |                                                              | | Hirschbach-Stoffelmühle (Hirschbach)-Stoffelmühle-„Hirschberg“                | Amberg-Sulzbach           |                               |
| A 391                      | Hoher-Ast-Felsgrotte                                                                          |                      | Felsgrotte                                                  |                                                              | | Auerbach in der Oberpfalz-Sackdilling-Waldabteilung „Hoher Ast“               | Amberg-Sulzbach           |                               |
| A 393                      | Hoher-Ast-Felsengrotte                                                                        |                      | Felsgrotte                                                  |                                                              | | Auerbach in der Oberpfalz-Sackdilling-Waldabteilung „Hoher Ast“               | Amberg-Sulzbach           |                               |
| A 422                      | Durchgangshöhle im Felsbrunn                                                                  |                      | Durchgangshöhle                                             |                                                              | | Königstein-Döttenreuth-Waldabteilung „Felsbrunn“                              | Amberg-Sulzbach           |                               |
| A 453                      | Kahlenberghöhle                                                                               | 21 m                 |                                                             |                                                              | | Hartenstein-„Kahlenberg“                                                      | Nürnberger Land           |                               |
| A 457                      | Mannsberg-Klufthöhle                                                                          | 14 m                 |                                                             |                                                              | | Königstein-Döttenreuth-„Mannsberg“                                            | Amberg-Sulzbach           |                               |
| A 459                      | Mannsberg-Höhlenruine                                                                         | 33 m                 |                                                             |                                                              | | Königstein-Döttenreuth-„Mannsberg“                                            | Amberg-Sulzbach           |                               |
| A 461                      | Mannsberg-Doppelklufthöhle                                                                    | 16 m                 |                                                             |                                                              | | Königstein-Döttenreuth-„Mannsberg“                                            | Amberg-Sulzbach           |                               |
| A 477                      | Etagenklufthöhle bei Krottensee                                                               | 22 m                 |                                                             |                                                              | | Königstein-Döttenreuth-Waldabteilung „Felsbrunn“                              | Amberg-Sulzbach           |                               |
| A 481                      | Felsbrunn-Klufthöhle bei Döttenreuth                                                          | 13 m                 |                                                             |                                                              | | Königstein-Döttenreuth-Waldabteilung „Felsbrunn“                              | Amberg-Sulzbach           |                               |
| A 486                      | Allmannsberg-Felsenkammer                                                                     | 12 m                 |                                                             |                                                              | | Auerbach in der Oberpfalz-Sackdilling-„Allmannsberg“                          | Amberg-Sulzbach           |                               |
| A 487                      | Allmannsberg-Sinterspalte und Durchgang                                                       | 14 m                 |                                                             |                                                              | | Auerbach in der Oberpfalz-Sackdilling-„Allmannsberg“                          | Amberg-Sulzbach           |                               |
| A 488                      | Herrenschlag-Klufthöhle                                                                       |                      |                                                             |                                                              | | Königstein-Veldensteiner Forst-„Herrenschlag“                                 | Amberg-Sulzbach           |                               |
| A 489                      | Ziegelschlag-Klufthöhle                                                                       | 12 m                 | Spaltenhöhle                                                |                                                              | | Auerbach in der Oberpfalz-Sackdilling                                         | Amberg-Sulzbach           |                               |
| A 490                      | Allmannsberg-Schichtfugenhöhle                                                                | 13 m                 |                                                             |                                                              | | Auerbach in der Oberpfalz-Sackdilling-„Allmannsberg“                          | Amberg-Sulzbach           |                               |
| A 492                      | Herrenschlag-Überdeckungshöhle                                                                | 12 m                 |                                                             |                                                              | | Königstein-Veldensteiner Forst-„Herrenschlag“                                 | Amberg-Sulzbach           |                               |
| A 500                      | Schinderspalte                                                                                |                      |                                                             |                                                              | |                                                                               |                           |                               |
| A 511                      | Abri mit Felsgrotten in der Weißen Hülle                                                      | 13 m                 | Abri                                                        |                                                              | | Königstein-Funkenreuth-Waldabteilung „Weiße Hüle“                             | Amberg-Sulzbach           |                               |
| A 525                      | Weiße Höhle                                                                                   |                      |                                                             |                                                              | |                                                                               |                           |                               |
| A 579                      | Mittagfelshöhle                                                                               |                      |                                                             |                                                              | | Hirschbach-„Mittagfels“                                                       | Amberg-Sulzbach           |                               |
| A 605                      | Eichelgarten-Durchgangshöhle                                                                  | 16 m                 |                                                             |                                                              | | Auerbach in der Oberpfalz-Sackdilling                                         | Amberg-Sulzbach           |                               |
| B = Pottenstein            |                                                                                               |                      |                                                             |                                                              | |                                                                               |                           |                               |
| B 1                        | Pöppelloch                                                                                    |                      |                                                             |                                                              | | Prüll-Waldabteilung „Pöppelloch“                                              | Bayreuth                  |                               |
| B 3                        | Geiskirche (Hetzerkirche, Hetzel-Elsterkiche)                                                 | 10 m                 | Spaltenhöhle                                                |                                                              | Bodendenkmal | Pottenstein-„Bündleinsschlag“                                                 | Bayreuth                  |                               |
| B 4                        | Adamsfelshöhle                                                                                | 2,5 m                | Abri                                                        |                                                              | | Pottenstein                                                                   | Bayreuth                  |                               |
| B 5                        | Schwalbenloch                                                                                 |                      |                                                             |                                                              | Geotop, Naturdenkmal, Bodendenkmal, besitzt einen der größten Höhlenportale der Fränkischen Alb                                                             | Pottenstein-„Totental“                                                        | Bayreuth                  |                               |
| B 8                        | Entenloch                                                                                     | 8 m                  | Hallenhöhle                                                 |                                                              | Bodendenkmal | Pottenstein-Haselbrunn-„Entenstein“                                           | Bayreuth                  |                               |
| B 9                        | Pferdsloch                                                                                    | 20 m                 | Durchgangshöhle                                             |                                                              | | Pottenstein-Rackersberg-„Tiefer Grund“                                        | Bayreuth                  |                               |
| B 10                       | Heidentempel                                                                                  | 4 m                  | Kleinhöhle                                                  |                                                              | | Gößweinstein-Behringersmühle                                                  | Forchheim                 |                               |
| B 11                       | Große Weidmannsgeseeser Höhle                                                                 |                      |                                                             |                                                              | | Pottenstein-Weidmannsgesees                                                   | Bayreuth                  |                               |
| B 12                       | Mariannenhöhle (Silbergrubenhöhle)                                                            | 11 m                 | Grotte                                                      |                                                              | | Pottenstein-Rackersberg-„Tiefer Grund“                                        | Bayreuth                  |                               |
| B 13                       | Hungenberger Höhle                                                                            |                      | Schachthöhle                                                |                                                              | | Gößweinstein-Hungenberg-„Hesselstal“                                          | Forchheim                 |                               |
| B 14                       | Arnleithener Höhle (Bärenloch, Weidmannshöhle, Hundsloch)                                     | ca. 70 m             |                                                             |                                                              | Bodendenkmal | Pottenstein-Arnleithen                                                        | Bayreuth                  |                               |
| B 16                       | Hohe Rabenecker Höhle                                                                         |                      |                                                             |                                                              | | Waischenfeld-Rabeneck                                                         | Bayreuth                  |                               |
| B 17                       | Badersloch                                                                                    |                      |                                                             |                                                              | Eingang durch Gitter versperrt | Waischenfeld-Rabeneck                                                         | Bayreuth                  |                               |
| B 19                       | Löcherter Stein bei Köttweinsdorf                                                             |                      |                                                             |                                                              | | Waischenfeld-Köttweinsdorf                                                    | Bayreuth                  |                               |
| B 20a                      | Triumphbogen                                                                                  |                      | Felstor                                                     |                                                              | | Waischenfeld-Nankendorf                                                       | Bayreuth                  |                               |
| B 20b                      | Hirschensprung-Felstor                                                                        |                      | Felstor                                                     |                                                              | | Waischenfeld-Nankendorf                                                       | Bayreuth                  |                               |
| B 21                       | Zahnloch (Sandloch)                                                                           | ca. 80 m             | Ganghöhle                                                   |                                                              | Bodendenkmal | Pottenstein-Steifling                                                         | Bayreuth                  |                               |
| B 22a                      | Pfaffenberger Geiskirche (Geiskirche bei Rabenstein)                                          |                      |                                                             |                                                              | | Ahorntal                                                                      | Bayreuth                  |                               |
| B 22b                      | Abri Rennerfels mit Etagenhöhle                                                               | 30 m                 | Abri, Spaltenhöhle                                          |                                                              | | Ahorntal                                                                      | Bayreuth                  |                               |
| B 24                       | Höschhöhle                                                                                    |                      | Höhlensystem                                                |                                                              | | Ahorntal-Klausstein                                                           | Bayreuth                  |                               |
| B 25                       | Schneiderloch bei Rabenstein                                                                  | 30 m                 | Hallenhöhle                                                 |                                                              | | Ahorntal                                                                      | Bayreuth                  |                               |
| B 26                       | Ludwigshöhle (König-Ludwig-Höhle, Kühloch bei Rabenstein, Kuhloch, Rabenloch)                 | 50 m                 |                                                             |                                                              | | Ahorntal                                                                      | Bayreuth                  |                               |
| B 27                       | Sophienhöhle (Ahornloch, Klaussteinhöhle)                                                     | 500 m                | Höhlensystem, Tropfsteinhöhle                               | 1833                                                         | Schauhöhle seit 1834, Geotop, Naturdenkmal, Bodendenkmal | Ahorntal-Klausstein                                                           | Bayreuth                  | weitere Bilder                |
| B 28                       | Försterhöhle (Zeubachhöhle)                                                                   | 92 m                 | Schachthöhle, Hallenhöhle                                   |                                                              | Schauhöhle während des 19. Jahrhunderts, heute verschlossen, Naturdenkmal, Geotop, Bodendenkmal                                                             | Waischenfeld-Zeubach                                                          | Bayreuth                  |                               |
| B 29                       | Lingeloch (Nankendorfer Höhle, Lingeleloch, Lingleloch, Linnererloch, Brunnenhöhle)           | ca. 80 m             | Spaltenhöhle                                                |                                                              | Geotop, Naturdenkmal, Bodendenkmal | Waischenfeld-Nankendorf                                                       | Bayreuth                  |                               |
| B 33                       | Frankenländer Schacht                                                                         |                      | Hangabriss                                                  |                                                              | | Waischenfeld-Rabeneck                                                         | Bayreuth                  |                               |
| B 36                       | Kühloch bei Rackersberg                                                                       | 150 m                | Hallenhöhle, Ganghöhle                                      |                                                              | Bodendenkmal | Pottenstein-Rackersberg-„Tiefer Grund“                                        | Bayreuth                  |                               |
| B 37                       | Konstantinengrotte                                                                            |                      | Hallenhöhle                                                 |                                                              | | Gößweinstein-Behringersmühle                                                  | Forchheim                 |                               |
| B 38                       | Hindenburgfelshöhle (Peußensteinhöhle)                                                        |                      |                                                             |                                                              | | Gößweinstein                                                                  | Forchheim                 |                               |
| B 41                       | Schneiderkammer bei Rabenstein                                                                |                      | Kleinhöhle, Durchgangshöhle                                 |                                                              | | Ahorntal                                                                      | Bayreuth                  |                               |
| B 42                       | Erzloch-Ponor                                                                                 |                      | Ponorhöhle                                                  |                                                              | | Ahorntal-Rabenstein                                                           | Bayreuth                  |                               |
| B 43                       | Hubertusgrotte                                                                                |                      | Grotte                                                      |                                                              | | Waischenfeld                                                                  | Bayreuth                  |                               |
| B 54                       | Treppen-Durchgangshöhle                                                                       |                      | Durchgangshöhle                                             |                                                              | | Waischenfeld-Rabeneck                                                         | Bayreuth                  |                               |
| B 55                       | Abri mit Inschrift                                                                            |                      | Abri                                                        |                                                              | | Waischenfeld-Rabeneck                                                         | Bayreuth                  |                               |
| B 56                       | Hohe Durchgangshöhle im Schlossberg                                                           |                      | Durchgangshöhle                                             |                                                              | | Waischenfeld-Rabeneck                                                         | Bayreuth                  |                               |
| B 60                       | Arnoldshöhle                                                                                  |                      |                                                             |                                                              | | Pottenstein-„Püttlachtal“                                                     | Bayreuth                  |                               |
| B 65                       | Sieghardtstor                                                                                 |                      | Felstor                                                     |                                                              | | Waischenfeld                                                                  | Bayreuth                  |                               |
| B 66                       | Schottersmühlhöhle (Gaiskirche)                                                               | 20 m                 | Spaltenhöhle                                                |                                                              | Bodendenkmal | Gößweinstein-Schottersmühle                                                   | Forchheim                 |                               |
| B 87                       | Heuberghöhle                                                                                  |                      |                                                             |                                                              | | Gößweinstein-Behringersmühle-„Heuberg“                                        | Forchheim                 |                               |
| B 91                       | Fokkenstein                                                                                   |                      | Abri                                                        |                                                              | Bodendenkmal | Pottenstein                                                                   | Bayreuth                  |                               |
| B 94                       | Höhle in der Breit                                                                            |                      |                                                             |                                                              | | Pottenstein-Weidmannsgesees-„Püttlachtal“                                     | Bayreuth                  |                               |
| B 106                      | Nördliche Horebig-Grotte                                                                      |                      |                                                             |                                                              | |                                                                               |                           |                               |
| B 114                      | Schwalbensteinhöhle                                                                           | 8 m                  | Abri, Spaltenhöhle                                          |                                                              | Bodendenkmal | Ahorntal-Klausstein                                                           | Bayreuth                  |                               |
| B 122                      | Rabensteiner Klufthöhle                                                                       | 20 m                 |                                                             |                                                              | | Ahorntal                                                                      | Bayreuth                  |                               |
| B 123                      | Höhlenruine                                                                                   |                      |                                                             |                                                              | |                                                                               |                           |                               |
| B 134a                     | Schrottenberg-Durchgangshöhle                                                                 | 15 m                 | Durchgangshöhle                                             |                                                              | | Pottenstein                                                                   | Bayreuth                  |                               |
| B 145                      | Steinbruchhöhle                                                                               |                      |                                                             |                                                              | | Pottenstein-Hohenmirsberg-„Platte“                                            | Bayreuth                  |                               |
| B 146                      | Kreuzäcker-Keller                                                                             |                      |                                                             |                                                              | | Gößweinstein-Kohlstein                                                        | Forchheim                 |                               |
| B 148                      | Neumühlhöhle                                                                                  | 52 m                 |                                                             |                                                              | | Ahorntal                                                                      | Bayreuth                  |                               |
| B 150                      | Fahnenstein-Felstor                                                                           |                      | Felstor                                                     |                                                              | | Pottenstein                                                                   | Bayreuth                  |                               |
| B 161a                     | Felsentor unter der Schneiderkammer bei Rabenstein                                            |                      | Felstor                                                     |                                                              | | Ahorntal                                                                      | Bayreuth                  |                               |
| B 161b                     | Felsentor über der Schneiderkammer bei Rabenstein                                             |                      | Felstor                                                     |                                                              | | Ahorntal                                                                      | Bayreuth                  |                               |
| B 164                      | Höhlenruine mit Felstor                                                                       |                      |                                                             |                                                              | | Ahorntal                                                                      | Bayreuth                  |                               |
| B 187                      | Abri mit Inschrift bei Rabenstein                                                             |                      | Abri                                                        |                                                              | | Ahorntal-Burg Rabenstein                                                      | Bayreuth                  |                               |
| B 233                      | Große Klufthöhle bei Prüllsbirkig                                                             |                      |                                                             |                                                              | | Prüll-Waldabteilung „Pöppelloch“                                              | Bayreuth                  |                               |
| -                          | Kirschbaumhöhle                                                                               | 17 m                 | Schachthöhle                                                | 2010                                                         | |                                                                               | Landkreis Forchheim       |                               |
| C = Hollfeld               |                                                                                               |                      |                                                             |                                                              | |                                                                               |                           |                               |
| C 1                        | Messingschlagerhöhle                                                                          | 40 m                 |                                                             |                                                              | Schauhöhle zwischen 1920 und 1924, Bodendenkmal | Gößweinstein-Schottersmühle                                                   | Forchheim                 |                               |
| C 2                        | Geiskirche (Geisloch, Höhle bei Moritz)                                                       | 58 m                 |                                                             |                                                              | | Gößweinstein-Moritz                                                           | Forchheim                 |                               |
| C 3                        | Flederloch                                                                                    |                      |                                                             |                                                              | | Gößweinstein-Sachsenmühle                                                     | Forchheim                 |                               |
| C 4                        | Quackenschloss                                                                                | 17,50 m              | Durchgangshöhle                                             |                                                              | Geotop | Wiesenttal-Engelhardsberg                                                     | Forchheim                 | Quackenschloss C4             |
| C 5                        | Rosenmüllerhöhle (Rosenmüllershöhle)                                                          | 112 m                | Schachthöhle, Hallenhöhle                                   | um 1790                                                      | Schauhöhle von 1836 bis 1960, Naturdenkmal, Bodendenkmal | Wiesenttal-Muggendorf                                                         | Forchheim                 | weitere Bilder                |
| C 6                        | Oswaldhöhle (Hohles Loch)                                                                     | 62,50 m              | Durchgangshöhle                                             |                                                              | Naturdenkmal, Bodendenkmal | Wiesenttal-Muggendorf-„Hohler Berg“                                           | Forchheim                 | weitere Bilder                |
| C 7                        | Witzenhöhle                                                                                   | 150 m                |                                                             |                                                              | Naturdenkmal, Bodendenkmal | Wiesenttal-Muggendorf-„Hohler Berg“                                           | Forchheim                 | weitere Bilder                |
| C 8                        | Wundershöhle                                                                                  | ca. 80 m             | Raumhöhle                                                   | 1772                                                         | Naturdenkmal, Bodendenkmal | Wiesenttal-Muggendorf-„Hohler Berg“                                           | Forchheim                 | weitere Bilder                |
| C 9                        | Schönsteinhöhle                                                                               | 600 m                |                                                             |                                                              | Zwischen 1. Oktober und 30. April zum Schutz von Fledermäusen verschlossen, Naturdenkmal, Bodendenkmal                                                      | Wiesenttal-Streitberg-Waldflur „Sommerrangen“                                 | Forchheim                 | weitere Bilder                |
| C 10                       | Brunnsteinhöhle                                                                               | 65 m                 |                                                             |                                                              | Zwischen 1. Oktober und 30. April zum Schutz von Fledermäusen verschlossen, Bodendenkmal                                                                    | Wiesenttal-Streitberg-Waldflur „Sommerrangen“                                 | Forchheim                 | weitere Bilder                |
| C 11                       | Schneiderloch bei Streitberg (Quellgrotte)                                                    | 50 m                 |                                                             |                                                              | | Wiesenttal-Streitberg                                                         | Forchheim                 | weitere Bilder                |
| C 12                       | Zeugengrotte                                                                                  | 23,50 m              | Ganghöhle                                                   |                                                              | | Wiesenttal-Streitberg                                                         | Forchheim                 |                               |
| C 14                       | Fangohöhle                                                                                    |                      |                                                             |                                                              | | Wiesenttal-Streitberg                                                         | Forchheim                 |                               |
| C 15                       | Binghöhle                                                                                     | 300 m                |                                                             | 1905                                                         | Schauhöhle seit 1906, Bodendenkmal | Wiesenttal-Streitberg-„Hummerberg“                                            | Forchheim                 | weitere Bilder                |
| C 16                       | Ludwig-Wunder-Höhle (Wundershöhle, Gaislochhöhle)                                             |                      |                                                             |                                                              | Naturdenkmal | Wiesenttal-Streitberg-„Guckhüll“                                              | Forchheim                 |                               |
| C 17                       | Kirchenweghöhle (Krämershöhle)                                                                | 125 m                | Hallenhöhle                                                 |                                                              | Naturdenkmal, Bodendenkmal | Wiesenttal-Streitberg-„Guckhüll“                                              | Forchheim                 | weitere Bilder                |
| C 18                       | Kummetsloch                                                                                   |                      |                                                             |                                                              | Naturdenkmal, Bodendenkmal | Wiesenttal-Oberfellendorf-„Lindenberg“                                        | Forchheim                 |                               |
| C 19                       | Silbergoldsteinhöhle                                                                          |                      | Horizontalhöhle                                             |                                                              | Geotop, Naturdenkmal, Bodendenkmal | Waischenfeld-Gösseldorf-„Alter Graben“                                        | Bayreuth                  |                               |
| C 20a                      | Große Kuhsteinhöhle                                                                           |                      |                                                             |                                                              | | Wiesenttal-Gößmannsberg-„Speckberg“                                           | Forchheim                 |                               |
| C 20b                      | Kleine Kuhsteinhöhle                                                                          |                      |                                                             |                                                              | | Wiesenttal-Gößmannsberg-„Speckberg“                                           | Forchheim                 |                               |
| C 21                       | Rauhenberger Höhle                                                                            |                      | Schachthöhle                                                | 1731                                                         | Eingang verschlossen | Wiesenttal                                                                    | Forchheim                 |                               |
| C 23                       | Schlossparkhöhle (Schweizerhaushöhle)                                                         | 15 m                 | Horizontalhöhle                                             |                                                              | Geotop, Naturdenkmal | Aufseß                                                                        | Bayreuth                  | weitere Bilder                |
| C 24                       | Pulverloch                                                                                    |                      |                                                             |                                                              | Bodendenkmal | Wiesenttal-Draisendorf                                                        | Forchheim                 |                               |
| C 25                       | Polsterhöhle                                                                                  | 35 m                 | Tunnelartige Hallenhöhle                                    |                                                              | Bodendenkmal | Wiesenttal-Draisendorf                                                        | Forchheim                 | weitere Bilder                |
| C 26                       | Höhle am Lindenbrunnen                                                                        | 20 m                 | Durchgangshöhle                                             |                                                              | | Wiesenttal                                                                    | Forchheim                 |                               |
| C 29 a–o                   | Kammergrotten                                                                                 |                      |                                                             |                                                              | Naturdenkmal | Wiesenttal-Engelhardsberg                                                     | Forchheim                 | weitere Bilder                |
| C 29g                      | Kirchengrotte                                                                                 | 12,10 m              | Spaltenhöhle, Doline                                        |                                                              | Naturdenkmal | Wiesenttal-Engelhardsberg                                                     | Forchheim                 |                               |
| C 30a                      | Kleines Preußenloch                                                                           |                      |                                                             |                                                              | Bodendenkmal | Königsfeld-Treunitz                                                           | Bamberg                   |                               |
| C 30b                      | Großes Preußenloch                                                                            |                      |                                                             |                                                              | Bodendenkmal | Königsfeld-Treunitz                                                           | Bamberg                   |                               |
| C 32                       | Nebelsteinhöhle                                                                               | 50 m                 | Spaltenhöhle                                                |                                                              | | Scheßlitz                                                                     | Bamberg                   |                               |
| C 33                       | Klingelloch (Klingloch)                                                                       | 70 m                 | Tropfsteinhöhle, Spaltenhöhle, Schachthöhle                 |                                                              | | Wonsees                                                                       | Kulmbach                  |                               |
| C 34                       | Gäulstall (Pferdstallhöhle)                                                                   |                      |                                                             |                                                              | Bodendenkmal | Wattendorf                                                                    | Bamberg                   |                               |
| C 35a                      | Eiskeller                                                                                     |                      |                                                             |                                                              | | Wonsees                                                                       | Kulmbach                  |                               |
| C 35b                      | Hühnerloch                                                                                    |                      |                                                             |                                                              | | Wonsees                                                                       | Kulmbach                  |                               |
| C 35c                      | Mentorsgrotte                                                                                 |                      |                                                             |                                                              | | Wonsees                                                                       | Kulmbach                  |                               |
| C 35d                      | Dianas Regenschirm                                                                            |                      | Abri                                                        |                                                              | | Wonsees                                                                       | Kulmbach                  |                               |
| C 35e                      | Dianengrotte                                                                                  |                      |                                                             |                                                              | | Wonsees                                                                       | Kulmbach                  |                               |
| C 35o                      | Sibyllengrotte                                                                                |                      |                                                             |                                                              | | Wonsees                                                                       | Kulmbach                  |                               |
| C 35g                      | Bärenhöhle                                                                                    |                      |                                                             |                                                              | | Wonsees                                                                       | Kulmbach                  |                               |
| C 35h                      | Vulkanshöhle                                                                                  |                      |                                                             |                                                              | | Wonsees                                                                       | Kulmbach                  |                               |
| C 35i                      | Amorgrotte                                                                                    |                      |                                                             |                                                              | | Wonsees                                                                       | Kulmbach                  |                               |
| C 35l                      | Sirenengrotte                                                                                 |                      |                                                             |                                                              | | Wonsees                                                                       | Kulmbach                  |                               |
| C 35m                      | Kalypsogrotte                                                                                 | 7 m breit            | Felstor                                                     |                                                              | | Wonsees                                                                       | Kulmbach                  |                               |
| C 35n                      | Cybele-Höhle                                                                                  |                      |                                                             |                                                              | | Wonsees                                                                       | Kulmbach                  |                               |
| C 35o                      | Sibyllengrotte                                                                                |                      |                                                             |                                                              | | Wonsees                                                                       | Kulmbach                  |                               |
| C 35p                      | Äolusgrotte                                                                                   |                      |                                                             |                                                              | | Wonsees                                                                       | Kulmbach                  |                               |
| C 36                       | Säukirche                                                                                     |                      | Abri                                                        |                                                              | Geotop, Naturdenkmal | Hollfeld-Krögelstein                                                          | Bayreuth                  |                               |
| C 37                       | Kühkirche                                                                                     | 16 m                 |                                                             |                                                              | | Wonsees                                                                       | Kulmbach                  |                               |
| C 38                       | Riesenburg (Gaiskirche)                                                                       |                      | Einsturzdoline, Höhlenruine                                 |                                                              | Geotop, Naturdenkmal, Bodendenkmal | Wiesenttal                                                                    | Forchheim                 | weitere Bilder                |
| C 40                       | Philippenhöhle (Philipenloch)                                                                 | 21 m                 | Durchgangshöhle                                             |                                                              | | Weismain                                                                      | Lichtenfels               |                               |
| C 43                       | Bettelküche (Hexenküche)                                                                      |                      | Abri                                                        |                                                              | Naturdenkmal, Bodendenkmal | Wiesenttal-Kuchenmühle                                                        | Forchheim                 |                               |
| C 44                       | Querkelesloch                                                                                 |                      |                                                             |                                                              | | Weismain-Erlach-„Teisenberg“                                                  | Lichtenfels               |                               |
| C 45                       | Kühloch bei Gösseldorf                                                                        | 16 m                 | Klufthöhle                                                  |                                                              | Geotop, Naturdenkmal, Bodendenkmal | Waischenfeld-Gösseldorf-„Alter Graben“                                        | Bayreuth                  |                               |
| C 46                       | Kohlenbrennershöhle                                                                           |                      |                                                             |                                                              | | Waischenfeld-Rabeneck-„Alter Rabenecker Graben“                               | Bayreuth                  |                               |
| C 47                       | Saugendorfer Höhle (Höhle im Brunnackerknock)                                                 | 150 m                |                                                             |                                                              | | Waischenfeld-Saugendorf                                                       | Bayreuth                  |                               |
| C 48                       | Hohe Höhle (Lochhöhle)                                                                        | 18 m                 | Spaltenhöhle                                                |                                                              | Geotop, Naturdenkmal, Bodendenkmal | Waischenfeld-Nankendorf                                                       | Bayreuth                  |                               |
| C 49                       | Kühkirche bei Loch (Kühkerk)                                                                  |                      | Halbhöhle                                                   |                                                              | Geotop, Naturdenkmal, Bodendenkmal | Hollfeld-Loch                                                                 | Bayreuth                  |                               |
| C 50a                      | Großes Preußenloch                                                                            |                      | Horizontalhöhle                                             |                                                              | Geotop, Naturdenkmal, Bodendenkmal | Hollfeld-Freienfels                                                           | Bayreuth                  |                               |
| C 50b                      | Kleines Preußenloch                                                                           |                      | Horizontalhöhle                                             |                                                              | Geotop, Naturdenkmal | Hollfeld-Freienfels                                                           | Bayreuth                  |                               |
| C 50d                      | Kleine Felshanghöhle (Skythenloch)                                                            |                      |                                                             |                                                              | Bodendenkmal | Hollfeld-Freienfels                                                           | Bayreuth                  |                               |
| C 51                       | Höhle im Haag                                                                                 |                      |                                                             |                                                              | Bodendenkmal | Wattendorf                                                                    | Bamberg                   |                               |
| C 52                       | Schwingbogen                                                                                  |                      | Felstor, Höhlenruine                                        |                                                              | | Wiesenttal-Streitberg-Waldflur „Sommerrangen“                                 | Forchheim                 | weitere Bilder                |
| C 53                       | Höhle unter dem Schwingbogen                                                                  |                      |                                                             |                                                              | | Wiesenttal-Streitberg-Waldflur „Sommerrangen“                                 | Forchheim                 |                               |
| C 54                       | Mördersloch (Mörderloch, Todtmordsteinhöhle)                                                  | 63 m                 | Schachthöhle                                                |                                                              | | Waischenfeld-Doos                                                             | Bayreuth                  |                               |
| C 55                       | Bauernhöhle bei Draisendorf                                                                   |                      |                                                             |                                                              | Naturdenkmal | Wiesenttal-Draisendorf                                                        | Forchheim                 |                               |
| C 56                       | Fuchsloch                                                                                     |                      | Durchgangshöhle                                             |                                                              | | Wiesenttal-Rauhenberg-„Hochstahler Tal“                                       | Forchheim                 | weitere Bilder                |
| C 57                       | Untere Höhle im Höhlenknock                                                                   | 25 m                 |                                                             |                                                              | | Wiesenttal-Draisendorf                                                        | Forchheim                 |                               |
| C 58                       | Geissloch bei Oberfellendorf                                                                  |                      | Schachthöhle, Einsturzdoline                                | 1972                                                         | | Wiesenttal-Oberfellendorf-„Lorenzenbühl“                                      | Forchheim                 | weitere Bilder                |
| C 59                       | Höhle im Kleinhüler Buch                                                                      |                      |                                                             |                                                              | Bodendenkmal | Wonsees-Kleinhül-„Buch“                                                       | Kulmbach                  |                               |
| C 61                       | Hohllochhöhle bei Tiefenlesau                                                                 |                      |                                                             |                                                              | Naturdenkmal | Aufseß-Sachsendorf                                                            | Bayreuth                  |                               |
| C 62                       | Doktorshöhle                                                                                  | 35 m                 | Ganghöhle                                                   | 1905                                                         | Bodendenkmal | Wiesenttal-Muggendorf-„Hohler Berg“                                           | Forchheim                 | weitere Bilder                |
| C 68                       | Geudensteinhöhle (Geudensteinschacht)                                                         | 5 m                  | Schachthöhle                                                |                                                              | Bodendenkmal | Waischenfeld-Gösseldorf                                                       | Bayreuth                  |                               |
| C 69                       | Großer Tummler                                                                                |                      | Tummler                                                     |                                                              | | Heiligenstadt in Oberfranken-Heroldsmühle-„Heroldstein“                       | Bamberg                   | weitere Bilder                |
| C 70                       | Rothensteinhöhlen                                                                             |                      | Tummler                                                     |                                                              | | Heiligenstadt in Oberfranken-Burggrub-„Altenberg“                             | Bamberg                   |                               |
| C 72                       | Klingelloch                                                                                   |                      | Doline                                                      |                                                              | | Scheßlitz                                                                     | Bamberg                   |                               |
| C 73                       | Stempfermühlhöhle (Hunnenloch)                                                                | 15 m                 | Ganghöhle                                                   |                                                              | Bodendenkmal | Gößweinstein-Stempfermühle-Nordhang des Wiesenttales                          | Forchheim                 |                               |
| C 75a                      | Schäfersteinhöhle                                                                             |                      | Halbhöhle                                                   |                                                              | Geotop, Naturdenkmal, Bodendenkmal | Waischenfeld                                                                  | Bayreuth                  |                               |
| C 76                       | Franzosenloch bei Heroldsberg                                                                 |                      |                                                             |                                                              | Naturdenkmal, Bodendenkmal | Waischenfeld-Heroldsberg-Tal                                                  | Bayreuth                  |                               |
| C 77                       | Franzosensteinhöhle                                                                           |                      |                                                             |                                                              | | Waischenfeld-Heroldsberg                                                      | Bayreuth                  |                               |
| C 81                       | Felsengrotte bei der Silbergoldsteinhöhle                                                     |                      | Felsgrotte                                                  |                                                              | | Waischenfeld-Gösseldorf-„Alter Graben“                                        | Bayreuth                  |                               |
| C 82                       | Höhle unter der Riesenburg                                                                    | 20 m                 |                                                             |                                                              | | Wiesenttal-Engelhardsberg-„Riesenburg“                                        | Forchheim                 |                               |
| C 84                       | Diebsloch                                                                                     | 30 m                 |                                                             |                                                              | | Weismain                                                                      | Lichtenfels               |                               |
| C 88                       | Wotanshöhle (Schußhöhle)                                                                      | 12 m                 | Abri, Spaltenhöhle                                          |                                                              | Geotop, Naturdenkmal, Bodendenkmal | Aufseß-„Rennerberg“                                                           | Bayreuth                  |                               |
| C 92                       | Hautschgrund                                                                                  |                      |                                                             |                                                              | Geotop, Naturdenkmal | Hollfeld-Neidenstein                                                          | Bayreuth                  |                               |
| C 96                       | Felsensteilwandnische                                                                         |                      | Abri                                                        |                                                              | Geotop, Naturdenkmal | Hollfeld-Freienfels                                                           | Bayreuth                  |                               |
| C 101                      | Quellgrotte bei Loch                                                                          |                      |                                                             |                                                              | | Hollfeld-Loch                                                                 | Bayreuth                  |                               |
| C 103                      | Bettelloch                                                                                    |                      |                                                             |                                                              | Bodendenkmal | Königsfeld-Treunitz                                                           | Bamberg                   |                               |
| C 111a                     | Geiersteinhöhle                                                                               |                      | Durchgangshöhle                                             |                                                              | Geotop, Naturdenkmal | Hollfeld-Krögelstein-„Kaiserbachtal“                                          | Bayreuth                  |                               |
| C 111b                     | Felstor der Geiersteinhöhle                                                                   |                      | Felsentor                                                   |                                                              | Geotop, Naturdenkmal | Hollfeld-Krögelstein-„Kaiserbachtal“                                          | Bayreuth                  |                               |
| C 112                      | Halbholzhöhle                                                                                 | 10 m                 |                                                             |                                                              | | Hollfeld                                                                      | Bayreuth                  |                               |
| C 117                      | Burgfelsenhöhle                                                                               | 8 m                  | Grotte                                                      |                                                              | Geotop, Naturdenkmal | Hollfeld-Krögelstein                                                          | Bayreuth                  |                               |
| C 120 a–b                  | Etagenhöhle (Dotzahöhle)                                                                      |                      | Horizontalhöhle                                             |                                                              | Geotop, Naturdenkmal | Hollfeld-Krögelstein                                                          | Bayreuth                  |                               |
| C 120c                     | Durchgangshöhle der Etagenhöhle                                                               |                      | Durchgangshöhle                                             |                                                              | | Hollfeld-Krögelstein                                                          | Bayreuth                  |                               |
| C 121                      | Schwalbensteingrotte                                                                          | 6 m                  | Spaltenhöhle                                                |                                                              | Geotop, Naturdenkmal | Hollfeld-Krögelstein                                                          | Bayreuth                  |                               |
| C 124                      | Geierstein-Grotte                                                                             | 7 m                  |                                                             |                                                              | | Wonsees                                                                       | Kulmbach                  |                               |
| C 125                      | Geierstein-Felsenloch                                                                         |                      |                                                             |                                                              | | Wonsees                                                                       | Kulmbach                  |                               |
| C 126                      | Müllerskreuz-Spaltenhöhle                                                                     | 5 m                  | Spaltenhöhle                                                |                                                              | | Wonsees                                                                       | Kulmbach                  |                               |
| C 139a                     | Großes Teufelsloch                                                                            |                      | Horizontalhöhle                                             |                                                              | Geotop, Naturdenkmal | Hollfeld-Schnackenwöhr-„Teufelsloch“                                          | Bayreuth                  |                               |
| C 139b                     | Kleines Teufelsloch                                                                           |                      | Horizontalhöhle                                             |                                                              | Geotop, Naturdenkmal | Hollfeld-Schnackenwöhr-„Teufelsloch“                                          | Bayreuth                  |                               |
| C 143                      | Haghöhle                                                                                      | 5 m                  | Spaltenhöhle, Durchgangshöhle                               |                                                              | | Stadelhofen-„Paradiestal“                                                     | Bamberg                   |                               |
| C 144                      | Eiserersteingrotte                                                                            | 3 m                  | Spaltenhöhle                                                |                                                              | | Stadelhofen-„Paradiestal“                                                     | Bamberg                   |                               |
| C 147                      | Abri Kirche                                                                                   | 8 m                  | Abri                                                        |                                                              | | Wonsees                                                                       | Kulmbach                  |                               |
| C 148                      | Gänsloch                                                                                      | ca. 7 m              | Karstwasserröhre                                            |                                                              | | Wonsees                                                                       | Kulmbach                  |                               |
| C 149                      | Abri Schinderbrunnen                                                                          |                      | Abri                                                        |                                                              | | Wonsees                                                                       | Kulmbach                  |                               |
| C 150                      | Spaltenhöhle des Schinderskellers                                                             | 9 m                  | Spaltenhöhle                                                |                                                              | Der Fels mit der Höhle wurde beseitigt | Wonsees                                                                       | Kulmbach                  |                               |
| C 155a                     | Gräfinnenhöhle                                                                                | 10 m                 |                                                             |                                                              | | Weismain                                                                      | Lichtenfels               |                               |
| C 156                      | Bruderhöhle                                                                                   | 10 m                 | Tropfsteinhöhle                                             |                                                              | | Weismain                                                                      | Lichtenfels               |                               |
| C 157                      | Felsenschloss                                                                                 | Durchmesser über 5 m | Felstor                                                     |                                                              | | Weismain                                                                      | Lichtenfels               |                               |
| C 160                      | Käthelesteinhöhle                                                                             | 8 m                  | Halbhöhle, Felstor                                          |                                                              | Geotop, Naturdenkmal, Bodendenkmal | Hollfeld                                                                      | Bayreuth                  |                               |
| C 163a                     | Teufelsbrunnen bei Oberaufseß (Teufelsbrunnenhöhle)                                           | ca. 20 m             | Quellhöhle, Schachthöhle                                    |                                                              | Geotop, Naturdenkmal | Aufseß                                                                        | Bayreuth                  |                               |
| C 163b                     | Teufelsloch                                                                                   | 18 m                 | Halbhöhle                                                   |                                                              | Geotop, Naturdenkmal | Aufseß                                                                        | Bayreuth                  |                               |
| C 168                      | Drosental-Felsengrotte                                                                        |                      |                                                             |                                                              | |                                                                               |                           |                               |
| C 169 a–b                  | Schlossfelsenhöhle                                                                            |                      |                                                             |                                                              | Geotop, Naturdenkmal, Bodendenkmal | Waischenfeld                                                                  | Bayreuth                  |                               |
| C 172                      | Kühkirche bei Wiesentfels                                                                     |                      | Quellhöhle, Horizontalhöhle                                 |                                                              | Geotop, Naturdenkmal | Hollfeld-Wiesentfels                                                          | Bayreuth                  |                               |
| C 183                      | Vachetsloch                                                                                   |                      |                                                             |                                                              | |                                                                               |                           |                               |
| C 188                      | Majorshöhle                                                                                   |                      | Horizontalhöhle                                             |                                                              | Geotop, Naturdenkmal | Waischenfeld-Siegritzberg-„Siegritzberg“                                      | Bayreuth                  |                               |
| C 189                      | Höhlenruine am Siegritzberg                                                                   |                      | Höhlenruine                                                 |                                                              | Geotop, Naturdenkmal | Waischenfeld-Siegritzberg-„Siegritzberg“                                      | Bayreuth                  |                               |
| C 198                      | Kohlig-Durchgangshöhle                                                                        |                      | Durchgangshöhle, Höhlenruine                                |                                                              | | Wiesenttal-Streitberg-„Guckhüll“                                              | Forchheim                 |                               |
| C 199                      | Brunnholzhöhle                                                                                | 3 m                  | Felsgrotte                                                  |                                                              | | Wiesenttal-Streitberg                                                         | Forchheim                 |                               |
| C 200                      | Höhle in der Schauertaler Wand                                                                |                      |                                                             |                                                              | | Wiesenttal-Streitberg-„Schauertal“                                            | Forchheim                 |                               |
| C 200b                     | Schichtfugenhöhle in der Schauertaler Wand                                                    |                      |                                                             |                                                              | | Wiesenttal-Streitberg-„Schauertal“                                            | Forchheim                 |                               |
| C 207a                     | Pöppelstube                                                                                   |                      | Grotte                                                      |                                                              | Geotop, Naturdenkmal | Plankenfels-Wadendorf                                                         | Bayreuth                  |                               |
| C 209a                     | Knöckleinsteinkeller                                                                          |                      |                                                             |                                                              | | Stadelhofen-Steinfeld                                                         | Bamberg                   |                               |
| C 209b                     | Knöckleinsteingrotte                                                                          |                      |                                                             |                                                              | | Stadelhofen-Steinfeld                                                         | Bamberg                   |                               |
| C 209c                     | Knöckleinsteinniesche                                                                         |                      |                                                             |                                                              | | Stadelhofen-Steinfeld                                                         | Bamberg                   |                               |
| C 212                      | Tempelskeller                                                                                 |                      | Bierkeller                                                  |                                                              | Eingang vergittert | Stadelhofen-„Paradiestal“                                                     | Bamberg                   |                               |
| C 213                      | Pfaffenberghöhle                                                                              | 10 m                 | Spaltenhöhle, Durchgangshöhle                               |                                                              | | Stadelhofen-„Paradiestal“                                                     | Bamberg                   |                               |
| C 214                      | Gänsestube                                                                                    |                      | Abri, Grotte                                                |                                                              | | Stadelhofen-„Paradiestal“                                                     | Bamberg                   |                               |
| C 218                      | Beckensteinkeller                                                                             | 6,5 m                | Kleine künstlich erweiterte Grotte                          |                                                              | Eingang verschossen | Wonsees                                                                       | Kulmbach                  |                               |
| C 219                      | Harzenkeller                                                                                  |                      | Kleine künstlich erweiterte Grotte                          |                                                              | Eingang verschossen | Wonsees                                                                       | Kulmbach                  |                               |
| C 220                      | Fliehloch (Wannenloch)                                                                        | 5,5 m                | Kleinhöhle                                                  |                                                              | | Wonsees                                                                       | Kulmbach                  |                               |
| C 221                      | Halbhöhle                                                                                     | 3,5 m                | Kleinhöhle, Grotte                                          |                                                              | | Wonsees                                                                       | Kulmbach                  |                               |
| C 225                      | Pübelloch                                                                                     |                      |                                                             |                                                              | | Hollfeld                                                                      | Bayreuth                  |                               |
| C 227                      | Zigeunerstube                                                                                 | 13 m                 | Hallenhöhle                                                 |                                                              | | Stadelhofen-„Paradiestal“                                                     | Bamberg                   |                               |
| C 228                      | Nikotinhöhle                                                                                  | 80 m                 |                                                             |                                                              | | Waischenfeld-Doos                                                             | Bayreuth                  |                               |
| C 231                      | Langensteinhöhle                                                                              |                      |                                                             |                                                              | Naturdenkmal | Wiesenttal-Streitberg-„Hummerberg“                                            | Forchheim                 |                               |
| C 233                      | Gollerfelsenhöhle                                                                             |                      | Durchgangshöhle                                             |                                                              | | Wonsees-Sanspareil-„Gollerfelsen“                                             | Kulmbach                  |                               |
| C 238                      | Jungfernhöhle                                                                                 | 7 m                  |                                                             | 1951 (Wiederentdeckung)                                      | | Litzendorf-Tiefenellern                                                       | Bamberg                   | weitere Bilder                |
| C 239                      | Albrechtshöhle                                                                                | 7 m                  | Spaltenhöhle                                                |                                                              | Bodendenkmal | Plankenfels                                                                   | Bayreuth                  |                               |
| C 240                      | Lohwitzenberghöhle                                                                            |                      | Halbhöhle                                                   |                                                              | Geotop, Naturdenkmal, Bodendenkmal | Hollfeld-Hainbach-„Lohwitzenberg“                                             | Bayreuth                  |                               |
| C 244                      | Felsgrotte Saugendorf                                                                         |                      |                                                             |                                                              | | Waischenfeld-Saugendorf                                                       | Bayreuth                  |                               |
| C 248                      | Quelltuffhöhle                                                                                |                      | Kalktuffhöhle                                               |                                                              | | Heiligenstadt in Oberfranken-Oberleinleiter-„Kühmetzenknock“                  | Bamberg                   |                               |
| C 255                      | Kreuzholzhöhle                                                                                |                      | Doline                                                      |                                                              | | Eggolsheim-Tiefenstürmig                                                      | Forchheim                 |                               |
| C 259                      | Östliche Staffelsteinhöhle                                                                    |                      |                                                             |                                                              | | Bad Staffelstein-Horsdorf-„Staffelberg“                                       | Lichtenfels               |                               |
| C 268                      | Eselsloch                                                                                     |                      | Kleinhöhle                                                  |                                                              | | Weismain                                                                      | Lichtenfels               | weitere Bilder                |
| C 278                      | Diebsloch bei Oberngrub (Mopsenhöhle)                                                         |                      | Schachthöhle                                                |                                                              | | Heiligenstadt in Oberfranken-Oberngrub                                        | Bamberg                   |                               |
| C 279                      | Höhle im Hohen Stein                                                                          |                      |                                                             |                                                              | |                                                                               |                           |                               |
| C 282                      | Doppeltes Felsentor im Ritzental                                                              | 7,60 m breit         | Felsentor                                                   |                                                              | | Wiesenttal-Engelhardsberg                                                     | Forchheim                 |                               |
| C 286                      | Hexenküche bei Seelig                                                                         |                      |                                                             |                                                              | Naturdenkmal, Bodendenkmal | Waischenfeld-Seelig                                                           | Forchheim                 |                               |
| C 288                      | Abri Schräge Wand                                                                             | 5 m                  | Abri                                                        |                                                              | | Neudorf                                                                       | Lichtenfels               |                               |
| C 296                      | Obere Altenberghöhle                                                                          |                      | Einsturzdoline                                              |                                                              | | Heiligenstadt in Oberfranken-Zoggendorf-„Altenberg“                           | Bamberg                   |                               |
| C 297a                     | Werntal-Tummler                                                                               |                      | Tummler                                                     |                                                              | | Heiligenstadt in Oberfranken-Siegritz                                         | Bamberg                   |                               |
| C 304                      | Wolfsteinhöhle                                                                                | 3 m                  | Abri                                                        |                                                              | | Weismain                                                                      | Lichtenfels               |                               |
| C 306                      | Südliche Höhle in der Schammenleite                                                           |                      |                                                             |                                                              | |                                                                               |                           |                               |
| C 311                      | Höhle im Bärental                                                                             | 25 m                 |                                                             |                                                              | | Weismain                                                                      | Lichtenfels               |                               |
| C 318                      | Helenenhöhle                                                                                  | 120 m                |                                                             |                                                              | Naturdenkmal, Bodendenkmal | Gößweinstein-Sachsenmühle                                                     | Forchheim                 |                               |
| C 320                      | Geiskirche bei Oberfellendorf                                                                 |                      |                                                             |                                                              | | Wiesenttal-Oberfellendorf                                                     | Forchheim                 |                               |
| C 323                      | Klufthöhle unter dem Schwingbogen                                                             |                      |                                                             |                                                              | | Wiesenttal-Streitberg-Waldflur „Sommerrangen“                                 | Forchheim                 |                               |
| C 325                      | Höhle am äußeren Haderbaum                                                                    |                      | Doline                                                      |                                                              | Vermutlich 1975 eingebrochene 1,1 Meter lange und 0,8 Meter breite Doline, heute verfüllt                                                                   | Hollfeld                                                                      | Bayreuth                  |                               |
| C 335                      | Höhle im alten Graben                                                                         | 56 m                 |                                                             |                                                              | Ganzjährig verschlossen | Waischenfeld-Gösseldorf-„Alter Graben“                                        | Bayreuth                  |                               |
| C 345a                     | Götzenberg-Durchgangshöhle                                                                    |                      |                                                             |                                                              | | Weismain                                                                      | Lichtenfels               |                               |
| C 345b                     | Götzenberg-Felstor                                                                            |                      |                                                             |                                                              | | Weismain                                                                      | Lichtenfels               |                               |
| C 346                      | Höhle in der Schobertsleite                                                                   |                      |                                                             |                                                              | |                                                                               |                           |                               |
| C 349                      | Felsengrotte westnordwestlich der Kohlenbrennershöhle                                         |                      |                                                             |                                                              | | Waischenfeld-Rabeneck-„Alter Rabenecker Graben“                               | Bayreuth                  |                               |
| C 360                      | Durchgangshöhle Leidingshof                                                                   |                      | Durchgangshöhle                                             |                                                              | | Heiligenstadt in Oberfranken-Leidingshof                                      | Bamberg                   |                               |
| C 365                      | Fabrikhöhle                                                                                   |                      |                                                             |                                                              | | Aufseß                                                                        | Bayreuth                  |                               |
| C 368                      | Frankendorfer Schacht                                                                         | 40 m                 |                                                             |                                                              | Ganzjährig verschlossen | Buttenheim-Frankendorf                                                        | Bamberg                   |                               |
| C 369                      | Erdfall bei Lindach                                                                           | 5 m tief             | Doline                                                      |                                                              | 1989 eingebrochen, heute verfüllt | Heiligenstadt in Oberfranken-Lindach                                          | Bamberg                   |                               |
| C 370                      | Stammbergschacht                                                                              |                      | Schachthöhle, Doline                                        |                                                              | | Scheßlitz-Neudorf-„Stammberg“                                                 | Bamberg                   |                               |
| C 371                      | Heroldsmühlschacht                                                                            |                      | Spaltenhöhle, Schachthöhle, Doline                          |                                                              | 1991 in einem Acker eingebrochene 10,2 Meter tiefer Schacht, heute verfüllt                                                                                 | Heiligenstadt in Oberfranken-Heroldsmühle                                     | Bamberg                   |                               |
| C 375a                     | Trensenhöhle                                                                                  |                      |                                                             |                                                              | | Wiesenttal-Muggendorf-„Hohler Berg“                                           | Forchheim                 |                               |
| C 375b                     | Felsenkammer neben der Trensenhöhle                                                           |                      |                                                             |                                                              | | Wiesenttal-Muggendorf-„Hohler Berg“                                           | Forchheim                 |                               |
| C 375b                     | Felsenkammer bei der Wundershöhle                                                             |                      |                                                             |                                                              | | Wiesenttal-Muggendorf-„Hohler Berg“                                           | Forchheim                 |                               |
| C 381                      | Fuchsteichtalhöhle                                                                            | 21,3 m               | Spaltenhöhle                                                |                                                              | Im Zuge des Autobahnbaues völlig verfüllt | Wonsees                                                                       | Kulmbach                  |                               |
| C 391                      | Schwalbach-Quellhöhle (Prophetenbrunnen)                                                      |                      | Tummler                                                     |                                                              | | Wonsees                                                                       | Kulmbach                  |                               |
| C 393                      | Geuder bei Dürrbrunn                                                                          |                      | Tummler                                                     |                                                              | | Unterleinleiter-Dürrbrunn                                                     | Forchheim                 |                               |
| C 395                      | Steinbruchmäander Eschlipp                                                                    |                      |                                                             |                                                              | | Eggolsheim-Drügendorf                                                         | Forchheim                 |                               |
| C 398                      | Aubach-Tummler                                                                                |                      | Tummler                                                     |                                                              | | Thurnau-Menchau                                                               | Kulmbach                  |                               |
| C 427                      | Steinbruchmäander 2                                                                           |                      |                                                             |                                                              | | Eggolsheim-Drügendorf                                                         | Forchheim                 |                               |
| C 447                      | Guckloch                                                                                      | 623 m                | Hallenhöhle                                                 |                                                              | | Wiesenttal-Streitberg-„Guckhüll“                                              | Forchheim                 |                               |
| C 449                      | Schneidershöhle (Hohlloch)                                                                    | 30 m                 |                                                             |                                                              | | Leutenbach-„Ehrenbürg“                                                        | Forchheim                 |                               |
| C 475                      | Frostbruch-Felsenkammer                                                                       |                      |                                                             |                                                              | |                                                                               |                           |                               |
| D = Betzenstein            |                                                                                               |                      |                                                             |                                                              | |                                                                               |                           |                               |
| D 1                        | Hansgörglschacht (Teufelsloch)                                                                |                      |                                                             |                                                              | | Hersbruck-Lindberghof-„Großer Hansgörgel“                                     | Nürnberger Land           | Hansgörglschacht              |
| D 2b                       | Mittlere Glatzensteinhöhle                                                                    | 5,7 m                | Felskammer, Kleinhöhle                                      |                                                              | Bodendenkmal | Neunkirchen am Sand-Weißenbach-„Glatzenstein“                                 | Nürnberger Land           | Glatzensteinhöhle             |
| D 4                        | Birghöhle                                                                                     |                      |                                                             |                                                              | |                                                                               |                           |                               |
| D 9                        | Räuberloch bei Osternohe                                                                      | 17 m                 | Hallenhöhle                                                 |                                                              | Bodendenkmal | Schnaittach-Haidling-„Steinleite“                                             | Nürnberger Land           |                               |
| D 11                       | Seeweiherponor                                                                                |                      | Schachthöhle, Doline                                        |                                                              | | Auerbach in der Oberpfalz-Michelfeld-Bahnhof Michelfeld                       | Amberg-Sulzbach           |                               |
| D 13                       | Andreaskirche                                                                                 | 50 m                 | Hallenhöhle                                                 |                                                              | Naturdenkmal, Bodendenkmal | Velden-Raitenberg-„Ankatal“                                                   | Nürnberger Land           | weitere Bilder                |
| D 14                       | Ankatalfelshöhle                                                                              | 7 m                  | Abri, Felsgrotte, Spaltenhöhle                              |                                                              | Bodendenkmal | Hartenstein-Rupprechtstegen-„Ankatal“                                         | Nürnberger Land           |                               |
| D 15                       | Hohler Fels bei Münzinghof                                                                    |                      |                                                             |                                                              | | Velden-Münzinghof-Waldabteilung „Im Birklach“                                 | Nürnberger Land           |                               |
| D 16                       | Geisloch bei Münzinghof (Gaisloch bei Münzinghof)                                             | 145 m                | Hallenhöhle, Schachthöhle, Einsturzdoline                   |                                                              | Schauhöhle zwischen 1907 und 1920, Bodendenkmal | Velden-Münzinghof-Waldflur „Fichtig“                                          | Nürnberger Land           | weitere Bilder                |
| D 17                       | Kleines Rohenloch                                                                             | 12 m                 |                                                             |                                                              | | Velden-Viehhofen-Waldabteilung „Waldranken“                                   | Nürnberger Land           | weitere Bilder                |
| D 18                       | Großes Rohenloch                                                                              | 67 m                 | Ganghöhle, Hallenhöhle                                      |                                                              | Geotop, Bodendenkmal | Velden-Viehhofen-Waldabteilung „Waldranken“                                   | Nürnberger Land           | weitere Bilder                |
| D 19                       | Diebsloch                                                                                     | ca. 10 m             |                                                             |                                                              | | Simmelsdorf-Utzmannsbach                                                      | Nürnberger Land           |                               |
| D 22                       | Fuchsloch                                                                                     |                      | Horizontalhöhle                                             |                                                              | Geotop, Naturdenkmal | Betzenstein-Spies-„Schlossberg“                                               | Bayreuth                  |                               |
| D 26                       | Binkersloch                                                                                   |                      | Doline                                                      |                                                              | | Hiltpoltstein-Wölfersdorf                                                     | Forchheim                 |                               |
| D 27                       | Kuppenloch (Kuppenlochhöhle)                                                                  | 18 m                 | Hallenhöhle                                                 |                                                              | Geotop, Naturdenkmal | Betzenstein-Spies-„Kuppenberg“                                                | Bayreuth                  | weitere Bilder                |
| D 32                       | Klauskirche                                                                                   | 37 m                 | Durchgangshöhle                                             |                                                              | Geotop, Naturdenkmal | Betzenstein-„Klauskirchberg“                                                  | Bayreuth                  | Klauskirche                   |
| D 33                       | Wassersteintor                                                                                |                      | Felstor                                                     |                                                              | Geotop, Naturdenkmal | Betzenstein-„Großer Wasserstein“                                              | Bayreuth                  | Wassersteintor                |
| D 35                       | Franzosenloch bei Pfaffenhofen                                                                |                      | Schachthöhle, Doline                                        |                                                              | | Velden-Pfaffenhofen                                                           | Nürnberger Land           |                               |
| D 36                       | Kühloch bei Rackersberg                                                                       |                      |                                                             |                                                              | Bodendenkmal | Pottenstein-Rackersberg-„Ammetsbühl“                                          | Bayreuth                  |                               |
| D 37                       | Fleischhöhle bei Plech                                                                        | 60 m                 |                                                             |                                                              | Naturdenkmal | Plech-„Liegerberg“                                                            | Bayreuth                  | weitere Bilder                |
| D 38                       | Buchwaldschacht                                                                               |                      | Schachthöhle, Doline                                        |                                                              | | Gräfenberg                                                                    | Forchheim                 |                               |
| D 40                       | Teufelsloch                                                                                   |                      |                                                             |                                                              | Bodendenkmal | Gräfenberg-Neusles                                                            | Forchheim                 | Teufelsloch                   |
| D 41                       | Büttnerloch                                                                                   | 4 m                  | Abri                                                        |                                                              | Bodendenkmal | Gräfenberg-Thuisbrunn                                                         | Forchheim                 |                               |
| D 42                       | Dieterberghöhle (Dietersbergschacht)                                                          | 10 m                 | Spaltenhöhle                                                |                                                              | Bodendenkmal | Egloffstein-Dietersberg                                                       | Forchheim                 |                               |
| D 44                       | Frauenhöhle                                                                                   |                      |                                                             |                                                              | Naturdenkmal | Egloffstein                                                                   | Forchheim                 | weitere Bilder                |
| D 46                       | Hölzerberghöhle (Hohenreuthberghöhle)                                                         | 72 m                 | Spaltenhöhle, Schachthöhle                                  |                                                              | | Leutenbach                                                                    | Forchheim                 |                               |
| D 47                       | Ehrenbürghöhle (Schlangenloch, Hohlloch, Walberlahöhle)                                       |                      |                                                             |                                                              | | Leutenbach-„Ehrenbürg“                                                        | Forchheim                 |                               |
| D 48                       | Hohle Kirche                                                                                  | 10 m                 | Durchgangshöhle                                             |                                                              | | Egloffstein-„Burggraf“                                                        | Forchheim                 |                               |
| D 51                       | Dresselschacht                                                                                |                      | Schachthöhle, Doline                                        |                                                              | | Gräfenberg-Wolfsberg                                                          | Forchheim                 |                               |
| D 60                       | Höllensteinhöhle                                                                              |                      |                                                             |                                                              | | Obertrubach-„Höllenstein“                                                     | Forchheim                 |                               |
| D 61a                      | Obere Kesselleitenhöhle                                                                       |                      |                                                             |                                                              | | Obertrubach-Sorg                                                              | Forchheim                 |                               |
| D 61b                      | Untere Kesselleitenhöhle                                                                      |                      |                                                             |                                                              | | Obertrubach-Sorg                                                              | Forchheim                 |                               |
| D 63                       | Wirrlesloch bei Wildenfels                                                                    | 7,5 m                | Felsgrotte                                                  |                                                              | Bodendenkmal | Simmelsdorf-Wildenfels-„Wildenfelser Wald“                                    | Nürnberger Land           | weitere Bilder                |
| D 65                       | Backofen                                                                                      | 9 m                  | Halbhöhle                                                   |                                                              | Geotop, Naturdenkmal | Plech-Ottenhof-„Trudenleite“                                                  | Bayreuth                  |                               |
| D 66                       | Eulenloch                                                                                     |                      | Horizontalhöhle                                             |                                                              | Geotop, Naturdenkmal | Veldensteiner Forst                                                           | Bayreuth                  |                               |
| D 67                       | Zigeunerloch                                                                                  |                      | Horizontalhöhle                                             |                                                              | Geotop, Naturdenkmal | Veldensteiner Forst                                                           | Bayreuth                  |                               |
| D 68                       | Seeweiherquellgrotte                                                                          | ca. 30 m             | Estavelle, Horizontalhöhle                                  |                                                              | Geotop, Naturdenkmal | Veldensteiner Forst                                                           | Bayreuth                  | Seeweiherquellgrotte          |
| D 69                       | Silberloch                                                                                    | 20 m                 | Horizontalhöhle                                             |                                                              | Geotop, Naturdenkmal | Veldensteiner Forst                                                           | Bayreuth                  |                               |
| D 70                       | Bärenloch bei Waldhaus Hufeisen                                                               | 12 m                 | Ponordoline, Horizontalhöhle                                |                                                              | Geotop, Naturdenkmal | Veldensteiner Forst                                                           | Bayreuth                  |                               |
| D 71                       | Eislöcher                                                                                     | 70 m                 | Einsturzdolinen, Schachthöhle, Horizontalhöhle              |                                                              | Geotop, Naturdenkmal | Veldensteiner Forst                                                           | Bayreuth                  | weitere Bilder                |
| D 72                       | Kleiner Lochstein                                                                             | 5 m                  | Höhlenruine, Felstor                                        |                                                              | Geotop, Naturdenkmal | Veldensteiner Forst                                                           | Bayreuth                  |                               |
| D 73                       | Großer Lochstein                                                                              | 10 m                 | Durchgangshöhle                                             |                                                              | Geotop, Naturdenkmal | Veldensteiner Forst                                                           | Bayreuth                  |                               |
| D 74                       | Taubennestponorhöhle (Taubennestdoline)                                                       |                      | Ponordoline, Horizontalhöhle                                |                                                              | Geotop, Naturdenkmal | Veldensteiner Forst                                                           | Bayreuth                  |                               |
| D 75                       | Große Heroldsreuther Höhle                                                                    | 179 m                |                                                             |                                                              | | Pegnitz-Heroldsreuth                                                          | Bayreuth                  |                               |
| D 76a                      | Steinbruchhöhle (Schachthöhle bei Weidensees, Bauernhöhle)                                    | ca. 450 m            | Spaltenhöhle, Ganghöhle                                     |                                                              | | Pegnitz-Weidensees                                                            | Bayreuth                  |                               |
| D 77                       | Reibertsloch                                                                                  |                      | Schachthöhle, Doline                                        |                                                              | Naturdenkmal, Bodendenkmal | Obertrubach-Bärnfels-„Reibertsberg“                                           | Forchheim                 |                               |
| D 78                       | Hochrückenponorhöhle                                                                          |                      | Ponordoline, Horizontalhöhle                                |                                                              | | Veldensteiner Forst                                                           | Bayreuth                  |                               |
| D 80                       | Steinkirche                                                                                   |                      | Höhlenruine                                                 |                                                              | Geotop, Naturdenkmal | Pottenstein-Leienfels-„Rauher Grund“                                          | Bayreuth                  |                               |
| D 83                       | Voitshöhle                                                                                    | 100 m                |                                                             |                                                              | Geotop, Naturdenkmal, Bodendenkmal | Pegnitz-„Langer Berg“                                                         | Bayreuth                  |                               |
| D 84                       | Wasserbergponorhöhle                                                                          | ca. 320 m            | Ponorhöhle                                                  |                                                              | | Pegnitz                                                                       | Bayreuth                  |                               |
| D 85 (a–b)                 | Wasserbergquellgrotte                                                                         | ca. 320 m            | Quellhöhle                                                  |                                                              | | Pegnitz                                                                       | Bayreuth                  |                               |
| D 87                       | Zwergenhöhle (Zwerglochhöhle)                                                                 | 100 m                | Spaltenhöhle, Durchgangshöhle                               |                                                              | Bodendenkmal | Pegnitz-Hollenberg-„Schlossberg“                                              | Bayreuth                  |                               |
| D 88a                      | Großes Elbersberger Windloch                                                                  | 75 m                 | Schachthöhle, Doline                                        |                                                              | Bodendenkmal | Pottenstein-Elbersberg-„Am hohen Hübel“                                       | Bayreuth                  |                               |
| D 88b                      | Kleines Elbersberger Windloch                                                                 |                      | Schachthöhle, Doline                                        |                                                              | Bodendenkmal | Pottenstein-Elbersberg-„Am hohen Hübel“                                       | Bayreuth                  |                               |
| D 89                       | Hühnerfelsen-Abri                                                                             |                      |                                                             |                                                              | |                                                                               |                           |                               |
| D 90                       | Vierloch                                                                                      | 12 m                 | Hallenhöhle                                                 |                                                              | | Pottenstein-Elbersberg                                                        | Bayreuth                  |                               |
| D 91                       | Herlitzschacht                                                                                |                      | Schachthöhle                                                |                                                              | | Pottenstein-Elbersberg                                                        | Bayreuth                  |                               |
| D 92                       | Großes Hasenloch                                                                              | 31 m                 |                                                             |                                                              | Geotop, Naturdenkmal, Bodendenkmal | Pottenstein-„Püttlachtal“                                                     | Bayreuth                  | weitere Bilder                |
| D 93                       | Dohlenloch                                                                                    | 18 m                 |                                                             |                                                              | | Pottenstein-„Oberes Püttlachtal“                                              | Bayreuth                  | weitere Bilder                |
| D 95                       | Große Teufelshöhle                                                                            | 3000 m               | Tropfsteinhöhle                                             | 1922                                                         | Schauhöhle seit 1923, Geotop, Naturdenkmal, Bodendenkmal | Pottenstein                                                                   | Bayreuth                  | weitere Bilder                |
| D 97                       | Zigeunerloch (Höhle auf der Heide)                                                            | 4 m                  | Kleinhöhle                                                  |                                                              | Naturdenkmal, Bodendenkmal | Gößweinstein-Waldflur „Vodelherd“                                             | Forchheim                 |                               |
| D 98                       | Theaterhöhle (Kapuzinerhöhle)                                                                 | 10 m                 |                                                             |                                                              | | Gößweinstein                                                                  | Forchheim                 | weitere Bilder                |
| D 99                       | Höhle in der Fellner-Doline                                                                   | 384 m                | Doline                                                      |                                                              | | Gößweinstein                                                                  | Forchheim                 | weitere Bilder                |
| D 100                      | Ölberggrotte                                                                                  | 10 m                 | Kleinhöhle                                                  |                                                              | | Gößweinstein                                                                  | Forchheim                 | weitere Bilder                |
| D 101                      | Elisabethengrotte (Elisabethhöhle)                                                            | 10 m                 |                                                             |                                                              | | Gößweinstein                                                                  | Forchheim                 | weitere Bilder                |
| D 102                      | Franzosenloch bei Etzdorf (Etzdorfer Höhle, Klingloch)                                        |                      | Schachthöhle                                                |                                                              | Ganzjährig verschlossen | Gößweinstein-Etzdorf                                                          | Forchheim                 |                               |
| D 104                      | Wassergrotte                                                                                  |                      | Hallenhöhle, Tropfsteinhöhle                                |                                                              | Naturdenkmal | Ebermannstadt-Burggaillenreuth-Südhang des Wiesenttales                       | Forchheim                 |                               |
| D 105                      | Esperhöhle (Klingloch)                                                                        | 400 m                | Höhlenruine, Doline, Schachthöhle                           |                                                              | Geotop, Naturdenkmal, Bodendenkmal | Gößweinstein-Leutzdorf                                                        | Forchheim                 | weitere Bilder                |
| D 106                      | Kappshöhle (Klingelloch)                                                                      | ca. 50 m             | Doline, Schachthöhle, Hallenhöhle                           |                                                              | Geotop, Naturdenkmal | Ebermannstadt-Windischgaillenreuth-„Hohler Berg“                              | Forchheim                 |                               |
| D 107                      | Emmertshöhle (Büttnershöhle)                                                                  |                      |                                                             |                                                              | | Ebermannstadt-Windischgaillenreuth                                            | Forchheim                 |                               |
| D 108                      | Schweigelshöhle                                                                               | 40 m                 |                                                             |                                                              | | Ebermannstadt                                                                 | Forchheim                 | weitere Bilder                |
| D 109                      | Zoolithenhöhle                                                                                | 1000 m               | Schachthöhle                                                | 1602                                                         | Eingang ganzjährig verschlossen | Ebermannstadt-Windischgaillenreuth-„Hohler Berg“                              | Forchheim                 | weitere Bilder                |
| D 110                      | Moggaster Höhle                                                                               | 2000 m               |                                                             |                                                              | Naturdenkmal, Bodendenkmal, Zugang ganzjährig verschlossen                                                                                                  | Ebermannstadt-Moggast-„Hohlberg“                                              | Forchheim                 | weitere Bilder                |
| D 112                      | Engenreuther Höhle                                                                            | 8 m                  |                                                             |                                                              | | Ebermannstadt                                                                 | Forchheim                 |                               |
| D 113a                     | Großes Schneeloch                                                                             |                      | Doline                                                      |                                                              | | Ebermannstadt                                                                 | Forchheim                 |                               |
| D 113b                     | Kleines Schneeloch                                                                            |                      | Doline                                                      |                                                              | | Ebermannstadt                                                                 | Forchheim                 |                               |
| D 114                      | Buckenreuther Höhle (Hohlloch Buckenreuth, Schulerloch)                                       |                      | Doline, Schachthöhle                                        |                                                              | Naturdenkmal, Bodendenkmal | Ebermannstadt-Buckenreuth                                                     | Forchheim                 |                               |
| D 115                      | Fuchsloch                                                                                     |                      |                                                             |                                                              | |                                                                               |                           |                               |
| D 117 a–c                  | Neideckgrotte                                                                                 |                      | Höhlenruine                                                 |                                                              | Bodendenkmal | Wiesenttal-Haag-„Matersbühl“                                                  | Forchheim                 | weitere Bilder                |
| D 120                      | Fuchsloch                                                                                     |                      |                                                             |                                                              | |                                                                               |                           |                               |
| D 121                      | Schlossererhöhle                                                                              |                      |                                                             |                                                              | | Pottenstein                                                                   | Bayreuth                  |                               |
| D 125                      | Saalburghöhle                                                                                 | 15 m                 |                                                             |                                                              | Geotop, Naturdenkmal, Bodendenkmal | Veldensteiner Forst                                                           | Bayreuth                  | weitere Bilder                |
| D 126a                     | Sturmloch                                                                                     | 12 m                 | Hallenhöhle                                                 |                                                              | | Betzenstein-Spies-„Schweinsberg“                                              | Bayreuth                  | weitere Bilder                |
| D 128                      | Buchnerhöhle                                                                                  | 25 m                 | Spaltenhöhle                                                |                                                              | | Betzenstein-Kröttenhof-„Großer Wasserstein“                                   | Bayreuth                  |                               |
| D 128a                     | Wasserstein-Durchgangshöhle                                                                   |                      | Durchgangshöhle                                             |                                                              | | Betzenstein-Kröttenhof-„Großer Wasserstein“                                   | Bayreuth                  |                               |
| D 135                      | Hohlloch                                                                                      | 22 m                 | Hallenhöhle                                                 |                                                              | Bodendenkmal | Betzenstein-Illafeld-„Holmberg“                                               | Bayreuth                  |                               |
| D 136                      | Weinbergschacht                                                                               |                      | Schachthöhle, Doline                                        |                                                              | Verfüllt | Velden-Immendorf-„Weinberg“                                                   | Nürnberger Land           |                               |
| D 137                      | Weinberghöhle                                                                                 | 70 m                 | Tropfsteinhöhle                                             |                                                              | | Velden-Immendorf-„Weinberg“                                                   | Nürnberger Land           |                               |
| D 146 (a–c)                | Finstergrabenhöhlen                                                                           |                      |                                                             |                                                              | | Ebermannstadt-„Finstergraben“                                                 | Forchheim                 |                               |
| D 147                      | Wirrenloch (Wurmloch)                                                                         | ca. 40 m             | Horizontalhöhle                                             |                                                              | Geotop, Naturdenkmal, Bodendenkmal | Veldensteiner Forst                                                           | Bayreuth                  |                               |
| D 148                      | Kleine Teufelshöhle (Kleine Teufelshöhle, Obere Teufelshöhle, Kleines Teufelsloch, Zwergloch) | 27 m                 |                                                             |                                                              | Eingang verschlossen, Bodendenkmal | Pottenstein                                                                   | Bayreuth                  |                               |
| D 150                      | Appenloch (Michelhöhle, Friedrichshöhle)                                                      | 20 m                 | Hallenhöhle                                                 |                                                              | Bodendenkmal | Velden-Raitenberg-„Appenberg“                                                 | Nürnberger Land           | weitere Bilder                |
| D 150 a–b                  | Appenberg-Spaltengrotten                                                                      | 6 m                  | Felsgrotten                                                 |                                                              | | Velden-Raitenberg-„Appenberg“                                                 | Nürnberger Land           |                               |
| D 154                      | Gottvaterberggrotte                                                                           |                      |                                                             |                                                              | | Plech-„Gottvaterberg“                                                         | Bayreuth                  |                               |
| D 157                      | Kühloch (Gnomenbrünnlein)                                                                     | 16 m                 |                                                             |                                                              | | Pegnitz                                                                       | Bayreuth                  |                               |
| D 158                      | Kleine Heroldsreuther Höhle                                                                   |                      |                                                             |                                                              | | Pegnitz-Heroldsreuth                                                          | Bayreuth                  |                               |
| D 161a                     | Fuchsloch bei Plech                                                                           | 15 m                 | Hallenhöhle                                                 |                                                              | | Plech-„Liegerberg“                                                            | Bayreuth                  |                               |
| D 161b                     | Fuchsloch bei Plech                                                                           |                      | Doline                                                      |                                                              | | Plech-„Liegerberg“                                                            | Bayreuth                  |                               |
| D 162                      | Reutersteighöhle                                                                              | 9 m                  | Horizontalhöhle, Doline                                     |                                                              | Geotop, Naturdenkmal | Veldensteiner Forst                                                           | Bayreuth                  |                               |
| D 163                      | Kuckucksloch                                                                                  | 9 m                  | Durchgangshöhle                                             |                                                              | Geotop, Naturdenkmal | Veldensteiner Forst                                                           | Bayreuth                  |                               |
| D 164                      | Raumgrotte (Raumhöhle)                                                                        | 25 m                 | Felsgrotte                                                  |                                                              | Bodendenkmal | Velden                                                                        | Nürnberger Land           | weitere Bilder                |
| D 165                      | Nemschenreuther Höhle                                                                         |                      |                                                             |                                                              | | Pegnitz-Nemschenreuth                                                         | Bayreuth                  |                               |
| D 166                      | Polsterweiherhöhle                                                                            |                      |                                                             |                                                              | Geotop, Naturdenkmal | Veldensteiner Forst                                                           | Bayreuth                  |                               |
| D 167                      | Dachsbau                                                                                      | Abri, Felstor        |                                                             |                                                              | Geotop, Naturdenkmal | Veldensteiner Forst                                                           | Bayreuth                  |                               |
| D 168                      | Geißkirche                                                                                    |                      |                                                             |                                                              | | Gößweinstein-Türkelstein                                                      | Forchheim                 |                               |
| D 169                      | Trudlkirche                                                                                   |                      | Halbhöhle                                                   |                                                              | Geotop, Naturdenkmal | Plech-Ottenhof-„Trudenleite“                                                  | Bayreuth                  |                               |
| D 170                      | Griesbrunnenhöhle                                                                             | 20 m                 | Spaltenhöhle                                                |                                                              | Geotop, Naturdenkmal, Bodendenkmal | Plech-„Schöntal“                                                              | Bayreuth                  |                               |
| D 173                      | Randgrotte                                                                                    |                      |                                                             |                                                              | |                                                                               |                           |                               |
| D 180                      | Burghöhle in Wildenfels                                                                       |                      | Felsengang, Felsenkeller                                    |                                                              | Burgkeller der Burgruine Wildenfels | Simmelsdorf-Wildenfels                                                        | Nürnberger Land           | weitere Bilder                |
| D 183                      | Abri Hohlenstein (Felsdach am Hohlstein)                                                      | 8 m                  | Abri                                                        |                                                              | Bodendenkmal | Pottenstein-Mittelmühle-„Burkartsstein“                                       | Bayreuth                  |                               |
| D 186                      | Heinrichsgrotte (Geisterhöhle)                                                                |                      |                                                             |                                                              | Naturdenkmal, Bodendenkmal | Ebermannstadt-Burggaillenreuth-„Schlossberg“                                  | Forchheim                 |                               |
| D 190                      | Teufelsstuhlhöhle                                                                             |                      | Horizontalhöhle                                             |                                                              | Geotop, Naturdenkmal | Veldensteiner Forst                                                           | Bayreuth                  |                               |
| D 195a                     | Große Hohberghöhle bei Sorg                                                                   | 226 m                |                                                             |                                                              | Naturdenkmal, Bodendenkmal | Obertrubach-Sorg-„Hoher Berg“                                                 | Forchheim                 |                               |
| D 195b                     | Kleine Hohberghöhle bei Sorg                                                                  |                      |                                                             |                                                              | Naturdenkmal, Bodendenkmal | Obertrubach-Sorg-„Hoher Berg“                                                 | Forchheim                 |                               |
| D 197                      | Plecher Ponordoline                                                                           |                      | Ponordoline                                                 |                                                              | Geotop, Naturdenkmal | Veldensteiner Forst-Hufeisen-Waldhaus                                         | Bayreuth                  |                               |
| D 198                      | Hochrückenfelsengrotte                                                                        |                      |                                                             |                                                              | Naturdenkmal | Veldensteiner Forst                                                           | Bayreuth                  |                               |
| D 205a                     | Breitenberghöhle                                                                              | ca. 20 m             | Spaltenhöhle                                                |                                                              | | Gößweinstein                                                                  | Forchheim                 |                               |
| D 210                      | Torbogen bei Fischstein                                                                       |                      | Halbhöhle                                                   |                                                              | Geotop, Naturdenkmal | Veldensteiner Forst                                                           | Bayreuth                  |                               |
| D 211                      | Sandwellenhöhlen                                                                              |                      | Halbhöhle                                                   |                                                              | Geotop, Naturdenkmal | Veldensteiner Forst                                                           | Bayreuth                  |                               |
| D 213                      | Teufelsbrunnen                                                                                |                      | Ponordoline, Trichterdoline                                 |                                                              | Geotop, Naturdenkmal, Höhle unzugänglich | Veldensteiner Forst                                                           | Bayreuth                  | weitere Bilder                |
| D 214                      | Diebskeller                                                                                   |                      | Ponorhöhle                                                  |                                                              | Geotop, Naturdenkmal | Veldensteiner Forst                                                           | Bayreuth                  |                               |
| D 221a                     | Nördliches Greimloch                                                                          |                      | Hallenhöhle                                                 |                                                              | | Pegnitz-Neudorf                                                               | Bayreuth                  | weitere Bilder                |
| D 221b                     | Südliches Greimloch                                                                           |                      | Hallenhöhle                                                 |                                                              | | Pegnitz-Neudorf                                                               | Bayreuth                  | weitere Bilder                |
| D 222                      | Habersteinhöhle                                                                               |                      | Felsgrotte                                                  |                                                              | Geotop, Naturdenkmal | Pegnitz-Lüglas-„Dürrenberg“                                                   | Bayreuth                  |                               |
| D 229                      | Fuchsenloch                                                                                   | 6 m                  | Abri                                                        |                                                              | Bodendenkmal | Pottenstein-Siegmannsbrunn                                                    | Bayreuth                  |                               |
| D 234                      | Buckenteich Durchgangshöhle                                                                   |                      | Doline, Durchgangshöhle                                     |                                                              | | Pegnitz-Lüglas                                                                | Bayreuth                  |                               |
| D 241                      | Alter Keller                                                                                  |                      | Hallenhöhle, Abri                                           |                                                              | Geotop, Naturdenkmal | Pegnitz-Neudorf-„Hoher Stein“                                                 | Bayreuth                  | weitere Bilder                |
| D 248                      | Hübschmannshöhle                                                                              |                      | Schachthöhle, Doline                                        |                                                              | | Egloffstein                                                                   | Forchheim                 |                               |
| D 250                      | Wasserstein                                                                                   |                      | Abri                                                        |                                                              | | Betzenstein-Kröttenhof-„Großer Wasserstein“                                   | Bayreuth                  | Wasserstein                   |
| D 250a                     | Wassersteingrotte                                                                             |                      | Abri                                                        |                                                              | | Betzenstein-Kröttenhof-„Großer Wasserstein“                                   | Bayreuth                  |                               |
| D 252                      | Distlerhöhle                                                                                  | 20 m                 |                                                             |                                                              | Heute als Bierkeller genutzt, Bodendenkmal | Pottenstein-Hammermühle                                                       | Bayreuth                  |                               |
| D 253                      | Eingestürzte Höhle bei Elbersberg                                                             |                      | Felsengang, Doline                                          |                                                              | Zwei Einsturzdolinen sind in den Höhlengang eingebrochen | Pottenstein-Elbersberg                                                        | Bayreuth                  | Wasserstein                   |
| D 262                      | Bienbergponordoline                                                                           | 7 m                  | Ponordoline, Schachthöhle, Horizontalhöhle                  |                                                              | Geotop, Naturdenkmal | Veldensteiner Forst-„Bienberg“                                                | Bayreuth                  |                               |
| D 282 a–e                  | Hohe Reuth-Höhlen                                                                             |                      |                                                             |                                                              | | Betzenstein-Spies-„Hohe Reuth“                                                | Bayreuth                  |                               |
| D 283                      | Einsiedlerhöhle                                                                               |                      |                                                             |                                                              | | Leutenbach-„Ehrenbürg“                                                        | Forchheim                 |                               |
| D 284                      | Vollsleitenhöhle                                                                              |                      |                                                             |                                                              | | Pegnitz-Hollenberg                                                            | Bayreuth                  |                               |
| D 292                      | Quellkammer                                                                                   | 14 m                 |                                                             |                                                              | Bodendenkmal | Pottenstein-Waldabteilung „Stürbig“                                           | Bayreuth                  |                               |
| D 295                      | Henkelshöhle                                                                                  | 7 m                  | Hallenhöhle, Ganghöhle                                      | 1951                                                         | Bodendenkmal | Betzenstein-Eckenreuth-„Spitzberg“                                            | Bayreuth                  |                               |
| D 296                      | Obere Messhöhle                                                                               |                      |                                                             |                                                              | | Obertrubach-Schöttermühle                                                     | Forchheim                 |                               |
| D 313                      | Felsenloch bei Höfen                                                                          | 70 m                 | Tropfsteinhöhle, Schachthöhle, Spaltenhöhle, Einsturzdoline |                                                              | Bodendenkmal | Veldensteiner Forst                                                           | Bayreuth                  | weitere Bilder                |
| D 318                      | Frauensteinhöhle                                                                              | 43 m                 | Spaltenhöhle                                                |                                                              | Es besteht Verbindung zu D 319 | Wiesenttal-Muggendorf                                                         | Forchheim                 |                               |
| D 319                      | Frauensteinschacht bei Muggendorf                                                             | 90 m                 | Schachthöhle, Doline                                        |                                                              | | Wiesenttal-Muggendorf                                                         | Forchheim                 |                               |
| D 320                      | Rabenstein-Felstor (Felsentor bei Egloffstein)                                                |                      | Felstor                                                     |                                                              | | Egloffstein                                                                   | Forchheim                 |                               |
| D 321                      | Baumfurt-Felstor                                                                              |                      | Felstor                                                     |                                                              | | Ebermannstadt                                                                 | Forchheim                 |                               |
| D 339                      | Wetterloch                                                                                    |                      |                                                             |                                                              | Bodendenkmal | Betzenstein                                                                   | Bayreuth                  | weitere Bilder                |
| D 340                      | Hexentor                                                                                      | Durchmesser 3 m      | Felstor                                                     |                                                              | Naturdenkmal | Betzenstein                                                                   | Bayreuth                  | weitere Bilder                |
| D 343 a–c                  | Wassersteingrotte                                                                             |                      | Abri                                                        |                                                              | | Betzenstein-Kröttenhof-„Großer Wasserstein“                                   | Bayreuth                  |                               |
| D 348 a–i                  | Wasserstein-Höhlenlabyrinth                                                                   |                      |                                                             |                                                              | | Betzenstein-Kröttenhof-„Großer Wasserstein“                                   | Bayreuth                  |                               |
| D 362                      | Gaisbockhöhle                                                                                 |                      | Schachthöhle, Doline                                        |                                                              | |                                                                               |                           |                               |
| D 374                      | Bocksloch                                                                                     |                      |                                                             |                                                              | | Egloffstein-Affalterthal                                                      | Forchheim                 |                               |
| D 377                      | Teerofenponor                                                                                 |                      | Ponorhöhle                                                  |                                                              | | Veldensteiner Forst                                                           | Bayreuth                  |                               |
| D 379                      | Goldfußschacht                                                                                | 200 m                | Spaltenhöhle                                                |                                                              | | Ebermannstadt-Burggaillenreuth                                                | Forchheim                 |                               |
| D 380                      | Mammuthöhle (Hohlberggrotte)                                                                  | 80 m                 |                                                             |                                                              | | Ebermannstadt-Burggaillenreuth                                                | Forchheim                 |                               |
| D 388                      | Ittlinger Felsspalt                                                                           |                      | Spaltenhöhle                                                | 1956                                                         | Durch den Steinbruchbetrieb abgebaut | Schnaittach-Bernhof-Steinbruch „Pirner und Co.“                               | Nürnberger Land           |                               |
| D 390                      | Rufenberg-Felstor                                                                             |                      |                                                             |                                                              | |                                                                               |                           |                               |
| D 403                      | Obere östliche Wassersteinhöhle                                                               |                      |                                                             |                                                              | | Betzenstein-Kröttenhof-„Großer Wasserstein“                                   | Bayreuth                  |                               |
| D 404                      | Untere östliche Wassersteinhöhle                                                              |                      |                                                             |                                                              | | Betzenstein-Kröttenhof-„Großer Wasserstein“                                   | Bayreuth                  |                               |
| D 409                      | Reutberghöhle                                                                                 |                      |                                                             |                                                              | |                                                                               |                           |                               |
| D 418                      | Nördliche Langer-Berg-Klufthöhle                                                              |                      |                                                             |                                                              | |                                                                               |                           |                               |
| D 419                      | Jura-Elefant                                                                                  |                      | Doppeltes Felstor                                           |                                                              | | Betzenstein                                                                   | Bayreuth                  |                               |
| D 422                      | Felstor im Langen Berg                                                                        |                      |                                                             |                                                              | |                                                                               |                           |                               |
| D 428                      | Spinnenloch                                                                                   |                      |                                                             |                                                              | |                                                                               |                           |                               |
| D 432                      | Jubiläumshöhle                                                                                | 88 m                 |                                                             | 1974                                                         | | Pottenstein-Elbersberg-„Am hohen Hübel“                                       | Bayreuth                  |                               |
| D 434                      | Felsenwohnung im Roller bei Gößweinstein                                                      | 10 m                 | Kleinhöhle                                                  |                                                              | | Gößweinstein                                                                  | Forchheim                 |                               |
| D 437                      | Höhle am Wichsenstein                                                                         |                      |                                                             |                                                              | |                                                                               |                           |                               |
| D 446                      | Heiliggeisthöhle (Windloch bei der Moggaster Höhle)                                           |                      | Schachthöhle                                                | 5./6. Mai 1972                                               | | Ebermannstadt-Moggast-„Hohlberg“                                              | Forchheim                 |                               |
| D 447                      | Sternponor                                                                                    | 160 m                | Ponordoline, Hallenhöhle                                    |                                                              | | Ebermannstadt                                                                 | Forchheim                 |                               |
| D 449                      | Burgsteinschacht                                                                              |                      | Doline                                                      |                                                              | |                                                                               |                           |                               |
| D 457                      | Windloch bei Dörnhof                                                                          |                      |                                                             |                                                              | | Gräfenberg-Dörnhof-„Burggraf“                                                 | Forchheim                 |                               |
| D 464a                     | Leutenbacher Tropfsteinhöhle                                                                  | 35 m                 | Tropfsteinhöhle                                             |                                                              | | Leutenbach-„Kapuzinerfelsen“                                                  | Forchheim                 |                               |
| D 476a                     | Eishölle                                                                                      | 57 m                 | Spalthöhle, Schachthöhle                                    |                                                              | | Gößweinstein-Leutzdorf                                                        | Forchheim                 |                               |
| D 479                      | Seebergponor                                                                                  |                      | Doline                                                      |                                                              | |                                                                               |                           |                               |
| D 486                      | Höhgassenhöhle                                                                                |                      |                                                             |                                                              | | Gößweinstein                                                                  | Forchheim                 |                               |
| D 516                      | Burghöhle Strahlenfels                                                                        | 4 m                  |                                                             |                                                              | Burgkeller des Burgstalles Strahlenfels | Simmelsdorf                                                                   | Nürnberger Land           | weitere Bilder                |
| D 542                      | Spaltenhöhle im Treufer Tal                                                                   |                      | Spaltenhöhle                                                |                                                              | | Kirchensittenbach-Treuf                                                       | Nürnberger Land           |                               |
| D 554                      | Kohlenberg-Tropfsteinhöhle                                                                    |                      |                                                             |                                                              | | Egloffstein-Egloffsteinerhüll-„Kohlenberg“                                    | Forchheim                 |                               |
| D 576                      | Wasserstein-Doppelspalt                                                                       |                      |                                                             |                                                              | | Betzenstein-Kröttenhof-„Großer Wasserstein“                                   | Bayreuth                  |                               |
| D 627                      | Randdesacker Erdfall                                                                          |                      | Schachthöhle, Doline                                        |                                                              | Eingang verschlossen | Kirchensittenbach-Siglitzhof-„Lohberg“                                        | Nürnberger Land           |                               |
| D 675                      | Hohe Reuth-Klufthöhle                                                                         |                      |                                                             |                                                              | | Betzenstein-Spies-„Hohe Reuth“                                                | Bayreuth                  |                               |
| D 719                      | Waschbärenhöhle                                                                               |                      |                                                             |                                                              | |                                                                               |                           |                               |
| E = Alfeld                 |                                                                                               |                      |                                                             |                                                              | |                                                                               |                           |                               |
| E 1                        | Großer Arzbergschacht                                                                         |                      |                                                             |                                                              | | Hersbruck-Ellenbach-„Arzberg“                                                 | Nürnberger Land           |                               |
| E 2                        | Hohler Fels                                                                                   | 16 m                 | Doppeltes Felstor, Hallenhöhle                              |                                                              | | Happurg                                                                       | Nürnberger Land           | weitere Bilder                |
| E 3                        | Scheibeschacht                                                                                | 13 m tief            | Schachtdoline                                               |                                                              | Zugang durch ein Gitter versperrt | Illschwang-Frankenhof                                                         | Amberg-Sulzbach           |                               |
| E 6                        | Fritzenbergloch (Fritzenberghöhle, Fritzenloch)                                               |                      |                                                             |                                                              | Geotop, Naturdenkmal | Illschwang-Götzendorf-„Fritzenberg“                                           | Amberg-Sulzbach           |                               |
| E 7                        | Peterloch                                                                                     | 32 m                 | Tropfsteinhöhle, Hallenhöhle, Einsturzdoline                |                                                              | | Birgland-Woppenthal-Waldabteilung „Peterloch“                                 | Amberg-Sulzbach           | weitere Bilder                |
| E 8                        | Osterloch bei Illschwang                                                                      | 25 m                 | Hallenhöhle                                                 |                                                              | Geotop, Naturdenkmal, Bodendenkmal | Illschwang-„Hainsburg“                                                        | Amberg-Sulzbach           | Osterloch                     |
| E 9                        | Kirchthalmühlhöhle (Fuchsloch)                                                                |                      |                                                             |                                                              | Bodendenkmal | Alfeld-Kirchthalmühle                                                         | Nürnberger Land           |                               |
| E 11                       | Alfelder Windloch (Windloch bei Kauerheim, Höhle im Schwarzenberg, Schwarzenberghöhle)        | 2200 m               | Spaltenhöhle, Doline                                        | 1694                                                         | Geotop, Naturdenkmal, Bodendenkmal | Alfeld-„Schwarzenberg“                                                        | Nürnberger Land           | weitere Bilder                |
| E 13                       | Osterloch bei Wurmrausch                                                                      | 30 m                 | Kleinhöhle, Spaltenhöhle, Durchgangshöhle                   |                                                              | Bodendenkmal | Birgland-Wurmrausch-„Mollberg“                                                | Amberg-Sulzbach           | weitere Bilder                |
| E 15                       | Buchenberghöhle und Nieschen                                                                  |                      |                                                             |                                                              | | Birgland-Schwend-„Buchenberg“                                                 | Amberg-Sulzbach           |                               |
| E 18                       | Fuchsenloch                                                                                   | 12 m                 | Kleinhöhle, Spaltenhöhle                                    |                                                              | Bodendenkmal | Birgland-Fürnried-„Große Seite“                                               | Amberg-Sulzbach           | weitere Bilder                |
| E 19                       | Bettelküche bei Reichertsfeld                                                                 |                      | Felskammer mit Deckenfenster                                |                                                              | Naturdenkmal | Illschwang-Reichertsfeld-„Hainsburg“                                          | Amberg-Sulzbach           | Bettelküche                   |
| E 22 a–b                   | Hausberggrotten                                                                               |                      |                                                             |                                                              | | Kastl-Lauterach-„Hausberg“                                                    | Amberg-Sulzbach           |                               |
| E 23                       | Osterloch bei Brünnthal                                                                       | 32 m                 | Klufthöhle, Hallenhöhle, Tropfsteinhöhle                    |                                                              | Bodendenkmal | Kastl-Brünnthal-„Buchenhöhe“                                                  | Amberg-Sulzbach           | weitere Bilder                |
| E 25                       | Geiskirche bei Illschwang                                                                     | 8 m                  |                                                             |                                                              | | Illschwang-„Fichtelberg“                                                      | Amberg-Sulzbach           | weitere Bilder                |
| E 30                       | Hirschwaldhöhle                                                                               |                      | Ponordoline                                                 |                                                              | | Hirschwald-Waldhaus                                                           | Amberg-Sulzbach           |                               |
| E 34                       | Wörgelloch (Wargelloch)                                                                       |                      | Spaltenhöhle                                                |                                                              | Bodendenkmal | Illschwang-Weiherzant-„Peterberg“                                             | Amberg-Sulzbach           |                               |
| E 35                       | Schauerloch                                                                                   |                      | Doline                                                      |                                                              | Naturdenkmal | Ursensollen-Erlheim                                                           | Amberg-Sulzbach           |                               |
| E 37                       | Brunnberghöhle                                                                                |                      |                                                             |                                                              | |                                                                               |                           |                               |
| E 38                       | Nischenhöhle bei Bräunertshof                                                                 |                      |                                                             |                                                              | | Pilsach-Bräunertshof                                                          | Neumarkt in der Oberpfalz |                               |
| E 39                       | Abri Steinbergwand                                                                            |                      | Abri                                                        |                                                              | Bodendenkmal | Ensdorf-„Hoher Stein“                                                         | Amberg-Sulzbach           |                               |
| E 42                       | Bisamloh-Höhle                                                                                |                      |                                                             |                                                              | |                                                                               |                           |                               |
| E 43                       | Veitsloch                                                                                     |                      |                                                             |                                                              | Bodendenkmal | Illschwang-Hermannsberg-„Feuersberg“                                          | Amberg-Sulzbach           |                               |
| E 45 a–c                   | Hainsburghöhlen                                                                               |                      |                                                             |                                                              | | Illschwang-„Hainsburg“                                                        | Amberg-Sulzbach           | weitere Bilder                |
| E 46                       | Druidenloch                                                                                   |                      |                                                             |                                                              | | Altdorf bei Nürnberg-Hagenhausen-„Schauberg“                                  | Nürnberger Land           |                               |
| E 50a                      | Nördliche Kupferberghöhle                                                                     |                      |                                                             |                                                              | | Kastl                                                                         | Amberg-Sulzbach           |                               |
| E 50b                      | Südliche Kupferberghöhle                                                                      |                      |                                                             |                                                              | | Kastl                                                                         | Amberg-Sulzbach           |                               |
| E 55                       | Bettelküche bei Götzendorf                                                                    |                      |                                                             |                                                              | | Illschwang-Götzendorf                                                         | Amberg-Sulzbach           |                               |
| E 59a                      | Haselberghöhle                                                                                |                      |                                                             |                                                              | Bodendenkmal | Sulzbach-Rosenberg-Breitenbrunn-„Haselberg“                                   | Amberg-Sulzbach           |                               |
| E 59b                      | Haselbergabri                                                                                 |                      | Abri                                                        |                                                              | Bodendenkmal | Sulzbach-Rosenberg-Breitenbrunn-„Haselberg“                                   | Amberg-Sulzbach           |                               |
| E 65                       | Große Klingerberghöhle (Große Berghausener Höhle)                                             |                      |                                                             |                                                              | Bodendenkmal, zum Schutz von Fledermäusen ganzjährig verschlossen                                                                                           | Hohenburg-Berghausen-„Klingenberg“                                            | Amberg-Sulzbach           |                               |
| E 66                       | Kleine Klingerberghöhle                                                                       |                      |                                                             |                                                              | Bodendenkmal | Hohenburg-Berghausen-„Klingenberg“                                            | Amberg-Sulzbach           |                               |
| E 70                       | Kuckuckshäusl (Schlüsselloch)                                                                 | 10 m                 | Ganghöhle                                                   |                                                              | Bodendenkmal | Ensdorf-Leidersdorf -„Hammerleite“                                            | Amberg-Sulzbach           |                               |
| E 82a                      | Schlossberghöhle                                                                              |                      |                                                             |                                                              | Bodendenkmal | Sulzbach-Rosenberg-„Schlossberg“                                              | Amberg-Sulzbach           |                               |
| E 82b                      | Schlossbergnische                                                                             |                      |                                                             |                                                              | | Sulzbach-Rosenberg-„Schlossberg“                                              | Amberg-Sulzbach           |                               |
| E 85                       | Hundsberghöhle                                                                                |                      |                                                             |                                                              | |                                                                               |                           |                               |
| E 88                       | Heidenloch bei Weißenbrunn (Hasenloch)                                                        |                      | Künstliche Höhle, Silbersandhöhle                           |                                                              | Frühere Silbersandabbaustelle Geotop | Leinburg-Weißenbrunn-Waldabteilung „Hasenloch“                                | Nürnberger Land           | weitere Bilder                |
| E 87                       | Preußenloch                                                                                   |                      |                                                             |                                                              | |                                                                               |                           |                               |
| E 89                       | Nickelloch                                                                                    |                      | Künstliche Höhle, Silbersandhöhle                           |                                                              | Frühere Silbersandabbaustelle | Leinburg-Entenberg-„Buchenberg“                                               | Nürnberger Land           | weitere Bilder                |
| E 90                       | Fritzenberggrotte                                                                             |                      |                                                             |                                                              | | Illschwang-Götzendorf-„Fritzenberg“                                           | Amberg-Sulzbach           |                               |
| E 92                       | Hussitenloch bei Ursensollen                                                                  |                      | Doline, Karstwanne                                          |                                                              | Geotop, Naturdenkmal | Ursensollen                                                                   | Amberg-Sulzbach           |                               |
| E 93                       | Ritterhöhle bei Ernhofen                                                                      |                      | Frühere Silbersandabbaustelle                               |                                                              | Frühere Silbersandabbaustelle | Leinburg-Ernhofen-„Ernhofener Berg“                                           | Nürnberger Land           | weitere Bilder                |
| E 94                       | Prosberghöhle                                                                                 |                      |                                                             |                                                              | |                                                                               |                           |                               |
| E 95                       | Sandloch bei Weißenbrunn                                                                      | 5 m                  | Künstliche Höhle, Silbersandhöhle                           |                                                              | Frühere Silbersandabbaustelle | Leinburg-Weißenbrunn-Waldabteilung „Balcherranken“                            | Nürnberger Land           |                               |
| E 96                       | Silbersandhöhle im Ziegelbruckholz bei Gersdorf                                               |                      |                                                             |                                                              | Frühere Silbersandabbaustelle | Leinburg-Gersdorf-„Nonnenberg“                                                | Nürnberger Land           | weitere Bilder                |
| E 97a                      | Obere Silbersandhöhle im Kuhtrieb bei Entenberg                                               |                      |                                                             |                                                              | | Leinburg-Entenberg                                                            | Nürnberger Land           | weitere Bilder                |
| E 97b                      | Untere Silbersandhöhle im Kuhtrieb bei Entenberg                                              |                      |                                                             |                                                              | | Leinburg-Entenberg                                                            | Nürnberger Land           | weitere Bilder                |
| E 100                      | Silbersandhöhle bei Stöckelsberg                                                              |                      |                                                             |                                                              | | Berg bei Neumarkt in der Oberpfalz-Stöckelsberg                               | Neumarkt in der Oberpfalz |                               |
| E 101                      | Tuffhöhle bei Wappeltshofen                                                                   |                      |                                                             |                                                              | | Altdorf bei Nürnberg-Wappeltshofen                                            | Nürnberger Land           |                               |
| E 107                      | Silbersandhöhle bei Hegnenberg                                                                |                      |                                                             |                                                              | | Altdorf bei Nürnberg-Hegnenberg (Altdorf bei Nürnberg)                        | Nürnberger Land           | weitere Bilder                |
| E 110                      | Taubenbach Erdfall                                                                            |                      |                                                             |                                                              | |                                                                               |                           |                               |
| F = Velburg                |                                                                                               |                      |                                                             |                                                              | |                                                                               |                           |                               |
| F 1                        | Kastnerhöhle (Breitenwinner Höhle)                                                            |                      |                                                             |                                                              | | Velburg-Truppenübungsplatz Hohenfels-Wüstung Breitenwinn-„Höhlenberg“         | Neumarkt in der Oberpfalz |                               |
| F 2                        | Wespenloch                                                                                    |                      |                                                             |                                                              | | Velburg-Truppenübungsplatz Hohenfels-Wüstung Breitenwinn-„Höhlenberg“         | Neumarkt in der Oberpfalz |                               |
| F 3                        | Geißberghöhle (Kumpenwinner Höhle, Geisloch)                                                  | 404 m                | Tropfsteinhöhle                                             |                                                              | | Velburg                                                                       | Neumarkt in der Oberpfalz |                               |
| F 4                        | Osterloch bei Rohrbach                                                                        |                      |                                                             |                                                              | Bodendenkmal | Hohenfels-Rohrbach-„Haunberg“                                                 | Neumarkt in der Oberpfalz |                               |
| F 5                        | Osterloch bei Kallmünz (Hennerloch)                                                           |                      |                                                             |                                                              | Bodendenkmal | Kallmünz-„Steinerberg“                                                        | Regensburg                |                               |
| F 6                        | Verzweiflungsschacht (Brettstaller Loch, Adertshauser Schacht)                                | 55 m                 | Spalthöhle, Schachthöhle                                    |                                                              | | Hohenburg-Adertshausen                                                        | Amberg-Sulzbach           |                               |
| F 7                        | Hohlloch (Lutzmannsteiner Höhle)                                                              |                      |                                                             |                                                              | | Velburg                                                                       | Neumarkt in der Oberpfalz | Hohlloch                      |
| F 8                        | König-Otto-Tropfsteinhöhle                                                                    | 450 m                |                                                             | 1895                                                         | Schauhöhle seit 1896 | Velburg                                                                       | Neumarkt in der Oberpfalz | weitere Bilder                |
| F 10                       | Räuberhöhle bei Penk (Altes Haus)                                                             |                      |                                                             |                                                              | Bodendenkmal | Nittendorf-Penk-„Kühberg“                                                     | Regensburg                |                               |
| F 10a                      | Alte Küche                                                                                    |                      |                                                             |                                                              | Bodendenkmal | Nittendorf-Penk-„Kühberg“                                                     | Regensburg                |                               |
| F 11                       | Sternwirtskeller (Schlossberghöhle)                                                           |                      |                                                             |                                                              | | Velburg                                                                       | Neumarkt in der Oberpfalz |                               |
| F 13a                      | Schlossbergnische                                                                             |                      |                                                             |                                                              | | Velburg                                                                       | Neumarkt in der Oberpfalz |                               |
| F 14                       | Räuberloch bei Sankt Wolfgang                                                                 |                      |                                                             |                                                              | | Velburg                                                                       | Neumarkt in der Oberpfalz |                               |
| F 15                       | Zigeunerloch bei Sankt Wolfgang                                                               |                      |                                                             |                                                              | | Velburg                                                                       | Neumarkt in der Oberpfalz |                               |
| F 16                       | Großes Hohlloch                                                                               |                      |                                                             |                                                              | | Velburg                                                                       | Neumarkt in der Oberpfalz |                               |
| F 17                       | Kleines Hohlloch (Druidentempel)                                                              |                      |                                                             |                                                              | | Velburg                                                                       | Neumarkt in der Oberpfalz |                               |
| F 18                       | Hohllochberg-Nische                                                                           |                      |                                                             |                                                              | | Velburg                                                                       | Neumarkt in der Oberpfalz |                               |
| F 19                       | Fankerlloch                                                                                   |                      |                                                             |                                                              | | Laaber-Papiermühle                                                            | Regensburg                |                               |
| F 20                       | Osterstube                                                                                    |                      |                                                             |                                                              | Bodendenkmal | Brunn-Pielenhofer Wald rechts der Naab                                        | Regensburg                |                               |
| F 21                       | Tunnelhöhle (Steinernes Tor)                                                                  |                      |                                                             |                                                              | Höhle in einem Bahntunnel, Bodendenkmal | Sinzing-Waltenhofen-„Fürstenholz“                                             | Regensburg                |                               |
| F 22                       | Schelmengrabenhöhle (Räuberhöhle, Waltenhofer Höhle)                                          |                      |                                                             |                                                              | Bodendenkmal | Sinzing-Waltenhofen-„Fürstenholz“                                             | Regensburg                |                               |
| F 23                       | Pfaffenhänghöhle                                                                              | 35 m                 | Hallenhöhle                                                 |                                                              | Bodendenkmal | Hohenfels-Adertshausen-„Faulenberg“                                           | Neumarkt in der Oberpfalz |                               |
| F 24                       | Angerberghöhle                                                                                |                      |                                                             |                                                              | | Velburg-Flügelsbuch-„Gackelberg“                                              | Neumarkt in der Oberpfalz |                               |
| F 25                       | Hirrschenloch (Doktorloch)                                                                    |                      |                                                             |                                                              | Bodendenkmal | Kallmünz-„Weitzenberg“                                                        | Regensburg                |                               |
| F 26                       | Hohenberghöhle                                                                                | 10 m                 |                                                             |                                                              | Geotop | Velburg-„Hohenberg“                                                           | Neumarkt in der Oberpfalz |                               |
| F 29                       | Plankenstein-Grotte                                                                           |                      | Kleinhöhle und Abri                                         |                                                              | Bodendenkmal, als Kellerraum der früheren Burg Plankenstein genutzt                                                                                         | Velburg-Deusmauer-„Plankenstein“                                              | Neumarkt in der Oberpfalz |                               |
| F 32                       | Hummelberggrotte                                                                              |                      | Hallenhöhle                                                 |                                                              | Zur Lourdesgrotte ausgebaut | Kastl-Utzenhofen-„Hummelberg“                                                 | Amberg-Sulzbach           |                               |
| F 35                       | Walischkeller                                                                                 |                      |                                                             |                                                              | Bodendenkmal | Velburg-„Eichelberg“                                                          | Neumarkt in der Oberpfalz |                               |
| F 36a                      | Böslkeller                                                                                    |                      |                                                             |                                                              | Bodendenkmal | Velburg-„Eichelberg“                                                          | Neumarkt in der Oberpfalz |                               |
| F 36b                      | Velburger Höhle                                                                               |                      |                                                             |                                                              | Bodendenkmal | Velburg                                                                       | Neumarkt in der Oberpfalz |                               |
| F 37                       | Helmloch                                                                                      | 70 m                 | Tropfsteinhöhle, Doline                                     |                                                              | | Lauterhofen-Finsterhaid-„Helmberg“                                            | Neumarkt in der Oberpfalz | weitere Bilder                |
| F 39                       | Prellhöhle                                                                                    |                      |                                                             |                                                              | | Velburg-Bernla-„Prell“                                                        | Neumarkt in der Oberpfalz |                               |
| F 44                       | Habsberghöhle                                                                                 |                      |                                                             |                                                              | | Velburg-Habsberg                                                              | Neumarkt in der Oberpfalz |                               |
| F 45                       | Gottesberger Höhle                                                                            |                      |                                                             |                                                              | | Lupburg                                                                       | Neumarkt in der Oberpfalz | Gottesberger Höhle            |
| F 47                       | Lohberghöhle                                                                                  |                      |                                                             |                                                              | | Velburg                                                                       | Neumarkt in der Oberpfalz |                               |
| F 53                       | Abri Reinwaldfelsen                                                                           |                      |                                                             |                                                              | Bodendenkmal | Velburg-„Osterberg“                                                           | Neumarkt in der Oberpfalz |                               |
| F 64                       | Fürst-Albert-Höhle                                                                            |                      |                                                             |                                                              | Bodendenkmal | Sinzing-Alling                                                                | Regensburg                |                               |
| F 65 a–c                   | Burghöhlen bei Loch                                                                           |                      |                                                             |                                                              | Bodendenkmal | Nittendorf-Loch                                                               | Regensburg                |                               |
| F 66                       | Teufelskeller                                                                                 |                      |                                                             |                                                              | |                                                                               |                           |                               |
| F 78                       | Zwergenhöhle bei Beratzhausen                                                                 |                      |                                                             |                                                              | Bodendenkmal | Beratzhausen-Ametshof-„Thongraben“                                            | Regensburg                | Zwergenhöhle bei Beratzhausen |
| F 80                       | Höhlenruine im Laufer Holz                                                                    |                      | Höhlenruine, Doline                                         |                                                              | | Kallmünz                                                                      | Regensburg                |                               |
| F 82                       | Höhle am Steinerberg                                                                          |                      |                                                             |                                                              | Bodendenkmal | Kallmünz-„Steinerberg“                                                        | Regensburg                |                               |
| F 86                       | Osterloch bei Pathal                                                                          |                      |                                                             |                                                              | Bodendenkmal | Velburg-Pathal-„Ameisberg“                                                    | Neumarkt in der Oberpfalz |                               |
| F 88                       | Nördliche Sperlasberghöhle                                                                    |                      |                                                             |                                                              | Bodendenkmal | Velburg-„Sperlasberg“                                                         | Neumarkt in der Oberpfalz |                               |
| F 89                       | Südliche Sperlasberghöhle                                                                     |                      |                                                             |                                                              | Bodendenkmal | Velburg-„Sperlasberg“                                                         | Neumarkt in der Oberpfalz |                               |
| F 90                       | Katastrophenhöhle                                                                             |                      |                                                             |                                                              | Bodendenkmal | Sinzing-Alling                                                                | Regensburg                |                               |
| F 91                       | Felsenbau (Tropfsteinhöhle)                                                                   |                      |                                                             |                                                              | Bodendenkmal | Sinzing-Oberalling-„Felsenbau“                                                | Regensburg                |                               |
| F 92                       | Bärenhöhle bei Eilsbrunn                                                                      |                      |                                                             |                                                              | Bodendenkmal | Sinzing-Eilsbrunn                                                             | Regensburg                |                               |
| F 96                       | Mittlere Weiherholzhöhle                                                                      |                      |                                                             |                                                              | Bodendenkmal | Sinzing-Waltenhofen-„Weiherholz“                                              | Regensburg                |                               |
| F 97                       | Westliche Weiherholzhöhle                                                                     |                      |                                                             |                                                              | Bodendenkmal, aufgrund ihrer vorgeschichtlichen Bedeutung und als Fledermausquartier ganzjährig verschlossen                                                | Sinzing-Waltenhofen-„Weiherholz“                                              | Regensburg                |                               |
| F 104                      | Eichelberghöhle (Fuchsloch)                                                                   |                      | Hallenhöhle Ganghöhle                                       |                                                              | Ganzjährig verschlossen | Kastl-Utzenhofen-„Eichelberg“                                                 | Amberg-Sulzbach           |                               |
| F 113                      | Bärenhöhle bei Murrenberg                                                                     |                      |                                                             |                                                              | | Kallmünz-Murrenberg-„Murrenberg“                                              | Regensburg                |                               |
| F 134                      | Höhle bei Trautmannshofen                                                                     |                      | Doline                                                      |                                                              | | Lauterhofen-Finsterhaid-„Helmberg“                                            | Neumarkt in der Oberpfalz |                               |
| F 173                      | Kripperlhöhle                                                                                 | ca. 10 m             |                                                             |                                                              | | Velburg - "Schlossberg"                                                       | Neumarkt in der Oberpfalz |                               |
| G = Burglengenfeld         |                                                                                               |                      |                                                             |                                                              | |                                                                               |                           |                               |
| G 1                        | Dürrloch                                                                                      |                      |                                                             |                                                              | Bodendenkmal | Wolfsegg-Schwaighauser Forst-„Dürrbuckel“                                     | Regensburg                |                               |
| G 2                        | Burghöhle Wolfsegg                                                                            | 500 m                |                                                             |                                                              | | Wolfsegg                                                                      | Regensburg                |                               |
| G 4                        | Felsniesche bei Steinsberg                                                                    |                      |                                                             |                                                              | | Regenstauf-Steinsberg                                                         | Regensburg                |                               |
| G 5                        | Versunkenes Reis                                                                              |                      | Doline                                                      |                                                              | | Regenstauf-Steinsberg-Schwaighauser Forst-„Versunkenes Reis“                  | Regensburg                |                               |
| G 9                        | Haus ohne Dach                                                                                |                      |                                                             |                                                              | In eine Höhle eingebautes Haus | Kallmünz                                                                      | Regensburg                | Haus ohne Dach                |
| G 14                       | Ponholzerhöhle (Ponholzhöhle, Eisenbahnhöhle, Schratzenloch)                                  | ca. 1700 m           |                                                             |                                                              | Ganzjährig verschlossen | Maxhütte-Haidhof-Ponholz                                                      | Schwandorf                |                               |
| G 18                       | Schauerloch                                                                                   |                      |                                                             |                                                              | | Wolfsegg-Schwaighauser Forst-„Schauerloch“                                    | Regensburg                |                               |
| G 21                       | Höhle im Imhofpark                                                                            |                      |                                                             |                                                              | | Roding                                                                        | Cham                      |                               |
| H = Hemau                  |                                                                                               |                      |                                                             |                                                              | |                                                                               |                           |                               |
| H 1                        | Großes Schulerloch                                                                            | 420 m                |                                                             | 1783 (erste Erwähnung)                                       | Schauhöhle seit 1828, Bodendenkmal | Essing-Oberau-„Ritzelschlucht“                                                | Kelheim                   |                               |
| H 2                        | Silberloch                                                                                    |                      |                                                             |                                                              | Bodendenkmal | Essing-Felsenhäusl-„Galgental“                                                | Kelheim                   |                               |
| H 3                        | Räuberloch DKN 6935/D005                                                                      | Doline               |                                                             |                                                              | | Pestenrain                                                                    | Neumarkt in der Oberpfalz |                               |
| H 4                        | Hohlstein                                                                                     |                      |                                                             |                                                              | |                                                                               |                           |                               |
| H 6                        | Bärenhöhle bei Laufenthal (Räuberloch)                                                        |                      |                                                             |                                                              | Bodendenkmal | Beratzhausen-Beilnstein                                                       | Regensburg                |                               |
| H 7                        | Templerhöhle                                                                                  | 50 m                 |                                                             | künstlich angelegtes Gangsystem im Sandstein (Erdstall??)    | Bodendenkmal | Simbach bei Berching                                                          | Neumarkt in der Oberpfalz |                               |
| H 9                        | Maihöhle (Maulhöhle)                                                                          | 12 m                 |                                                             |                                                              | Naturdenkmal, Bodendenkmal | Nittendorf-Zeiler                                                             | Regensburg                |                               |
| H 10                       | Fischleitenhöhle                                                                              | 16 m                 |                                                             |                                                              | Bodendenkmal | Dietfurt an der Altmühl-Mühlbach-„Fischleiten“                                | Neumarkt in der Oberpfalz |                               |
| H 11                       | Höhle am Teufelsfelsen                                                                        | 57 m                 | Abri                                                        | ca. 1740                                                     | Naturschutzgebiet | Riedenburg                                                                    | Kelheim                   |                               |
| H 13                       | Hirschstube (Hirschenstube)                                                                   |                      |                                                             |                                                              | Bodendenkmal | Hemau-Wangsaß-„Holzgraben“                                                    | Regensburg                |                               |
| H 17                       | Hiaslhöhle                                                                                    |                      |                                                             |                                                              | Geotop, Bodendenkmal | Beratzhausen-Friesenhof                                                       | Regensburg                |                               |
| H 18                       | Vierkammerloch                                                                                | ca. 10 m             |                                                             |                                                              | Bodendenkmal | Essing-Oberau-„Ritzelschlucht“                                                | Kelheim                   |                               |
| H 21                       | Mondhöhle                                                                                     |                      |                                                             |                                                              | | Essing-Oberau                                                                 | Kelheim                   |                               |
| H 22                       | Moorloch                                                                                      | 61 m                 |                                                             |                                                              | | Essing-Oberau                                                                 | Kelheim                   |                               |
| H 24                       | Christianengrotte                                                                             | 25 m                 | Klufthöhle                                                  |                                                              | | Essing-Oberau                                                                 | Kelheim                   |                               |
| H 29                       | Burgerlochhöhle                                                                               | 5 m                  |                                                             |                                                              | Bodendenkmal | Essing-Oberau-„Ritzelschlucht“                                                | Kelheim                   |                               |
| H 30                       | Kleines Schulerloch                                                                           | ca. 27 m             |                                                             |                                                              | Bodendenkmal | Essing-Oberau-„Ritzelschlucht“                                                | Kelheim                   |                               |
| H 31                       | Obernederhöhle (Marienhöhle)                                                                  | 17 m                 | Hallenhöhle                                                 |                                                              | Bodendenkmal | Essing-Oberau-„Ziegeltal“                                                     | Kelheim                   |                               |
| H 36                       | Abri Felsenhäusl (Felsenhäusl-Kellerhöhle)                                                    | Abri                 |                                                             |                                                              | Bodendenkmal | Essing-Felsenhäusl-„Galgental“                                                | Kelheim                   |                               |
| H 37a                      | Höhle in der Friedrichsruh                                                                    |                      |                                                             |                                                              | | Riedenburg-Burg Prunnl-„Friedrichsruhl“                                       | Kelheim                   |                               |
| H 43                       | Schindelbergloch                                                                              |                      |                                                             |                                                              | Bodendenkmal | Parsberg-„Schindelberg“                                                       | Kelheim                   |                               |
| H 44                       | Buchenberghöhle                                                                               |                      |                                                             |                                                              | Bodendenkmal | Parsberg-„Buchenberg“                                                         | Neumarkt in der Oberpfalz | weitere Bilder                |
| H 46                       | Hohloch bei Hamberg                                                                           |                      | Ponordoline                                                 |                                                              | | Breitenbrunn-Hamberg                                                          | Neumarkt in der Oberpfalz |                               |
| H 48                       | Grundlose Grube                                                                               | ca. 35 m tief        | Schachthöhle                                                |                                                              | Geotop, Bodendenkmal, die Höhle darf aus Fledermausschutzgründen nicht betreten werden                                                                      | Ihrlerstein-„Frauenforst“                                                     | Kelheim                   |                               |
| H 51                       | Raitenberghöhle DKN 6934/D001                                                                 |                      | Doline                                                      |                                                              | | Hemau                                                                         | Regensburg                |                               |
| H 61a                      | Höhle im Zigeunerfelsen                                                                       |                      |                                                             |                                                              | Bodendenkmal | Nittendorf-Haugenried-„Zigeunerfelsen“                                        | Regensburg                |                               |
| H 65                       | Felsenstube bei Haugenried DKN 6937/D002                                                      | Doline               |                                                             |                                                              | Bodendenkmal | Nittendorf-Haugenried                                                         | Regensburg                |                               |
| H 67                       | Sommerleitenschacht (Warm-Kalt-Höhle)                                                         |                      |                                                             |                                                              | | Dietfurt an der Altmühl-Mühlbach                                              | Neumarkt in der Oberpfalz |                               |
| H 68                       | Sesselfelsgrotte                                                                              |                      |                                                             |                                                              | | Essing                                                                        | Kelheim                   |                               |
| H 69                       | Jagerloch                                                                                     | Abri                 |                                                             |                                                              | Bodendenkmal | Ihrlerstein-Einwald-„Ziegeltal“                                               | Kelheim                   |                               |
| H 70                       | Schachthöhle im Bruckdorfer Holz                                                              |                      | Schachthöhle                                                |                                                              | | Pentling-Matting-Waldabteilung „Bruckdorfer Holz“                             | Regensburg                |                               |
| H 78                       | Klapfenberger Höhle                                                                           |                      |                                                             |                                                              | | Hemau-Klapfenberg                                                             | Regensburg                |                               |
| H 82                       | Klufthöhle in der Ritzelschlucht DKN 7036/D006 (Ritzelsteinschacht)                           |                      | Klufthöhle                                                  |                                                              | Vermutlich Opferschacht, Bodendenkmal | Essing-Oberau-„Ritzelschlucht“                                                | Kelheim                   |                               |
| H 83                       | Hennergrabenponorhöhle DKN 6836/D003                                                          | Ponordoline          |                                                             |                                                              | | Willenhofen                                                                   | Neumarkt in der Oberpfalz |                               |
| H 84                       | Hohlloch Tiefenhüll                                                                           | 125 m                | Doline                                                      |                                                              | | Hemau-Tiefenhüll                                                              | Regensburg                |                               |
| H 100                      | Mühlbachquellhöhle                                                                            | 6850 m               | Wasseraktive Höhle                                          |                                                              | | Dietfurt an der Altmühl-Mühlbach                                              | Neumarkt in der Oberpfalz |                               |
| I = Altmannstein           |                                                                                               |                      |                                                             |                                                              | |                                                                               |                           |                               |
| I 1                        | Reizerloch (Reiterloch)                                                                       |                      | Schachthöhle                                                |                                                              | | Haunstetter Forst                                                             | Eichstätt                 |                               |
| I 2                        | Hohler Stein bei Schambach                                                                    | 35 m                 |                                                             |                                                              | | Böhmfeld-„Schambachtal“                                                       | Eichstätt                 |                               |
| I 3                        | Arndthöhle                                                                                    |                      |                                                             |                                                              | | Kipfenberg-Attenzell-„Schwagertal“                                            | Eichstätt                 |                               |
| I 4                        | Pulverhöhle (Breitenfurter Höhle)                                                             |                      |                                                             |                                                              | Bodendenkmal | Dollnstein-Breitenfurt                                                        | Eichstätt                 |                               |
| I 5a                       | Östliches Schneiderloch                                                                       |                      |                                                             |                                                              | | Kinding-Unteremmendorf-„Untere Bauernleite“                                   | Eichstätt                 |                               |
| I 5b                       | Westliches Schneiderloch                                                                      |                      |                                                             |                                                              | | Kinding-Unteremmendorf-„Untere Bauernleite“                                   | Eichstätt                 |                               |
| I 5c                       | Torfelsen                                                                                     |                      | Felstor                                                     |                                                              | Naturdenkmal | Kinding-Unteremmendorf-„Untere Bauernleite“                                   | Eichstätt                 |                               |
| I 6                        | Sargdeckelhöle                                                                                |                      | Doline                                                      |                                                              | | Wellheim-Aicha                                                                | Eichstätt                 |                               |
| I 9 (a–e)                  | Klausenhöhlen                                                                                 | 330 m                |                                                             |                                                              | Bodendenkmal | Essing-„Geiereck“                                                             | Kelheim                   |                               |
| I 13                       | Felsenkirche (Bruderloch)                                                                     |                      |                                                             |                                                              | Bodendenkmal | Kelheim-Klösterl                                                              | Kelheim                   |                               |
| I 15                       | Räuberhöhle                                                                                   |                      |                                                             |                                                              | Bodendenkmal | Kelheim-Klösterl-„Räuberfelsen“                                               | Kelheim                   |                               |
| I 20 (a–c)                 | Galeriehöhlen                                                                                 |                      |                                                             |                                                              | | Kelheim                                                                       | Kelheim                   |                               |
| I 21 (a–b)                 | Lugaushöhlen                                                                                  |                      |                                                             |                                                              | | Kelheim                                                                       | Kelheim                   |                               |
| I 22                       | Abschlusshöhle                                                                                |                      |                                                             |                                                              | Bodendenkmal | Kelheim                                                                       | Kelheim                   |                               |
| I 25a                      | Löwenhöhle                                                                                    |                      | Ganghöhle, Schachthöhle                                     |                                                              | Bodendenkmal | Bad Abbach-Eiermühle-„Mühlberg“                                               | Kelheim                   |                               |
| I 26a                      | Bruckholznische                                                                               |                      |                                                             |                                                              | Bodendenkmal | Riedenburg-Deising-Waldflur „Bruckholz“                                       | Kelheim                   |                               |
| I 26b                      | Bruckholzfelstor                                                                              |                      | Felstor                                                     |                                                              | Bodendenkmal | Riedenburg-Deising-Waldflur „Bruckholz“                                       | Kelheim                   |                               |
| I 27a                      | Bruckleitennische                                                                             |                      |                                                             |                                                              | Bodendenkmal | Riedenburg-Deising-„Rappenfelsen“                                             | Kelheim                   |                               |
| I 27b                      | Bruckleitenfelstor                                                                            |                      | Felstor                                                     |                                                              | Bodendenkmal | Riedenburg-Deising-„Rappenfelsen“                                             | Kelheim                   |                               |
| I 36a                      | Kleines Schellneckwand-Abri (Schellnecker Wänd Abri I)                                        |                      | Abri                                                        |                                                              | Bodendenkmal | Essing-Schellneck-„Schellneck“                                                | Kelheim                   |                               |
| I 39                       | Heidensteinabri (Höhlenabri)                                                                  |                      |                                                             |                                                              | Bodendenkmal | Essing-Heidenstein                                                            | Kelheim                   |                               |
| I 42                       | Maifelshöhlen                                                                                 |                      |                                                             |                                                              | Bodendenkmal | Essing-Weihermühle-Waldflur „Pfaffenholz“                                     | Kelheim                   |                               |
| I 56 a–c                   | Klammhöhlen                                                                                   | 50 m                 | Klufthöhle                                                  |                                                              | Bodendenkmal | Riedenburg-Einthal-„Buchleite“                                                | Kelheim                   |                               |
| I 58                       | Kuhloch bei Thann                                                                             |                      |                                                             |                                                              | |                                                                               |                           |                               |
| I 60a                      | Große Kränzelstein-Höhle                                                                      |                      |                                                             |                                                              | |                                                                               |                           |                               |
| I 62                       | Butterloch                                                                                    |                      |                                                             |                                                              | |                                                                               |                           |                               |
| I 65                       | Lochschlaghöhle                                                                               |                      |                                                             |                                                              | Bodendenkmal | Dollnstein-Obereichstätt-Waldflur „Lochschlag“                                | Eichstätt                 |                               |
| I 66                       | Kindinger Klause (Binnleitenhöhle)                                                            |                      |                                                             |                                                              | | Kinding                                                                       | Eichstätt                 |                               |
| I 68                       | Höhle am Teufelsfelsen (Teufelsgrotte)                                                        |                      |                                                             |                                                              | Bodendenkmal | Riedenburg-Jachenhausen-„Teufelsfelsen“                                       | Kelheim                   |                               |
| I 76                       | Abri am Iradingberg                                                                           |                      | Abri                                                        |                                                              | Bodendenkmal | Pentling-Unterirading-„Iradingberg“                                           | Regensburg                |                               |
| I 77                       | Schutzfelshöhle                                                                               |                      |                                                             |                                                              | Geotop | Pentling-„Schutzfels“                                                         | Regensburg                |                               |
| I 88                       | Pfaffenloch bei der Weihermühle (Abri Pfaffenloch, Abri im Pfaffenholz)                       |                      | Abri                                                        |                                                              | Bodendenkmal | Essing-Weihermühle-Waldflur „Pfaffenholz“                                     | Kelheim                   |                               |
| I 90                       | Höhle in der Arnsberger Leite                                                                 |                      |                                                             |                                                              | |                                                                               |                           |                               |
| I 94                       | Kemathenhöhle (Sandleitenhöhle)                                                               |                      |                                                             | 1965                                                         | Bodendenkmal | Kinding-Kemathen                                                              | Eichstätt                 |                               |
| I 97                       | Hirtpauligrundponor im Hienheimer Forst                                                       |                      | Ponorhöhle                                                  |                                                              | | Kelheim-Hienheimer Forst                                                      | Kelheim                   |                               |
| I 99                       | Abri Siegriedfelsen bei Schellneck (Schellnecker Wänd Abri II)                                |                      | Abri                                                        |                                                              | Bodendenkmal | Essing-Schellneck-„Schellneck“                                                | Kelheim                   |                               |
| I 121                      | ICE-Schachtbachhöhle                                                                          |                      | Schachthöhle, Wasseraktive Höhle                            | 1999                                                         | Beim Bau des Bahntunnels angeschnitten worden | Kipfenberg-Irlahüll-Im Bahntunnel „Irlahüll“                                  | Eichstätt                 |                               |
| I 146                      | Kalkwerksloch                                                                                 | 35 m                 |                                                             |                                                              | |                                                                               | Kelheim                   |                               |
| I 153                      | Oberndorfer Schichtgrenzhöhle Nr. 1                                                           |                      |                                                             |                                                              | |                                                                               |                           |                               |
| I 154                      | Oberndorfer Schichtgrenzhöhle Nr. 2                                                           |                      |                                                             |                                                              | |                                                                               |                           |                               |
| I 175                      | Petrusquellhöhle                                                                              | 1100 m               | Wasseraktive Höhle                                          | 2003                                                         | Nicht mehr Zugänglich | Riedenburg-Deising                                                            | Kelheim                   |                               |
| I 176                      | Wolfsblutschacht                                                                              | 1130 m               |                                                             |                                                              | |                                                                               |                           |                               |
| I 200                      | Tropfsteinhöhle Kalkwerk Kelheim                                                              | 150 m                |                                                             |                                                              | Durch den Steinbruchbetrieb abgebaut | Kelheim                                                                       | Kelheim                   |                               |
| I 208                      | Raubgräberhöhle                                                                               | 29 m                 |                                                             |                                                              | | Kelheim-Befreiungshalle-„Michelsberg“                                         | Kelheim                   |                               |
| K = Titting                |                                                                                               |                      |                                                             |                                                              | |                                                                               |                           |                               |
| K 1                        | Laubenthalhöhle                                                                               |                      |                                                             |                                                              | |                                                                               |                           |                               |
| K 5                        | Hohlloch bei Raitenbuch                                                                       |                      | Schachthöhle, Klufthöhle, Doline                            |                                                              | Geotop, Naturdenkmal, Bodendenkmal | Raitenbuch-„Hohlbügel“                                                        | Weißenburg-Gunzenhausen   |                               |
| K 6                        | Mammuthöhle Buchenhüll                                                                        | 25 m                 | Halbhöhle, Einsturzdoline                                   | 1903                                                         | | Eichstätt-Buchenhüll-„Ägidibuck“                                              | Eichstätt                 | weitere Bilder                |
| K 8 a–f                    | Höllentrichter (Teufelslöcher)                                                                | 10 m tief            | Runde Karstschächte, Dolinen                                |                                                              | Geotop, Bodendenkmal | Pappenheim-Osterdorf                                                          | Weißenburg-Gunzenhausen   |                               |
| K 9                        | Steinbruchhöhle (Höhle bei Schönfeld)                                                         | 100 m                | Inaktive Flusshöhle                                         |                                                              | Der innere Teil ist seit 1994 verschlossen | Schernfeld-Schönau-Waldflur „Gehäu“                                           | Eichstätt                 |                               |
| K 10                       | Grubschwart Stollen (Erzgrube)                                                                | 1040 m               | Bergwerk, Inaktive Wasserhöhle                              |                                                              | Vorderer Bereich stillgelegtes Bergwerk, hinterer Bereich natürliche Höhle, Bodendenkmal                                                                    | Raitenbuch-Raitenbucher Forst-„Grubschwart“                                   | Weißenburg-Gunzenhausen   |                               |
| K 10a                      | Grubschwart Blindstollen                                                                      | 100 m                | Blindstollen                                                |                                                              | Bodendenkmal | Raitenbuch-Raitenbucher Forst-„Grubschwart“                                   | Weißenburg-Gunzenhausen   |                               |
| K 11                       | Teufelshöhle bei Pappenheim (Teufelsküche)                                                    | 100 m                | Horizontalhöhle                                             |                                                              | Geotop | Pappenheim-„Wolfstal“                                                         | Weißenburg-Gunzenhausen   |                               |
| K 12                       | Edelbachhöhle                                                                                 |                      | Hungerbrunnen                                               |                                                              | |                                                                               |                           |                               |
| K 13                       | Pandurenloch                                                                                  |                      |                                                             |                                                              | | Mühlhausen-Sulzbürg                                                           | Neumarkt in der Oberpfalz | weitere Bilder                |
| K 13b                      | Felsenwohnung                                                                                 |                      |                                                             |                                                              | | Mühlhausen-Sulzbürg                                                           | Neumarkt in der Oberpfalz |                               |
| K 16                       | Krügerloch (Kruzerloch)                                                                       |                      |                                                             |                                                              | Naturdenkmal, Bodendenkmal | Berching-Plankstetten                                                         | Neumarkt in der Oberpfalz | weitere Bilder                |
| K 18                       | Höhle in Doline Nr. 7                                                                         |                      | Doline                                                      |                                                              | | Pappenheim-Bieswang                                                           | Weißenburg-Gunzenhausen   |                               |
| K 20                       | Affeckinger Spaltn                                                                            |                      |                                                             |                                                              | | Kelheim-Affecking                                                             | Kelheim                   |                               |
| K 23                       | Kienloch                                                                                      |                      |                                                             |                                                              | |                                                                               |                           |                               |
| K 24                       | Großes Reizerloch (Reitzerloch, Reiterloch)                                                   |                      | Schachthöhle, Doline                                        |                                                              | Bodendenkmal | Haunstetter Forst-„Sulzbuck“                                                  | Eichstätt                 |                               |
| K 25                       | Kleines Reizerloch (Reitzerloch, Reiterloch)                                                  |                      | Schachthöhle, Doline                                        |                                                              | Bodendenkmal | Haunstetter Forst-„Sulzbuck“                                                  | Eichstätt                 |                               |
| K 26                       | Nördlicher Tiergartenschacht                                                                  |                      | Doline                                                      |                                                              | | Pappenheim-Bieswang                                                           | Weißenburg-Gunzenhausen   |                               |
| K 27                       | Russenschacht (Südlicher Tiergartenschacht)                                                   |                      | Doline                                                      |                                                              | | Pappenheim-Bieswang                                                           | Weißenburg-Gunzenhausen   |                               |
| K 29                       | Teufelskeller                                                                                 |                      |                                                             |                                                              | | Neumarkt in der Oberpfalz                                                     | Neumarkt in der Oberpfalz | Teufelskeller K 29            |
| K 31                       | Einsiedlerhöhle                                                                               |                      |                                                             |                                                              | |                                                                               |                           |                               |
| K 32                       | Mühlberggrotte                                                                                |                      |                                                             |                                                              | |                                                                               |                           |                               |
| K 33 a–e                   | Fuchsenhöhlen                                                                                 |                      | Dolinen                                                     |                                                              | | Weißenburg in Bayern-Kehl                                                     | Weißenburg-Gunzenhausen   |                               |
| K 34                       | Höhlensystem am Euerwanger Bühl                                                               |                      | Höhlenruine                                                 |                                                              | | Greding                                                                       | Roth                      | weitere Bilder                |
| K 40                       | Dolinenhöhle I                                                                                |                      |                                                             |                                                              | |                                                                               |                           |                               |
| K 43                       | Dachsbauhöhle                                                                                 |                      |                                                             |                                                              | Geotop, Bodendenkmal | Weißenburg in Bayern-Dettenheim-„Dachsbau“                                    | Weißenburg-Gunzenhausen   |                               |
| K 44                       | Bucher Höhle (Dillberghöhle, Silbersandhöhle am Dillberg)                                     | 70 m                 |                                                             |                                                              | | Neumarkt in der Oberpfalz                                                     | Neumarkt in der Oberpfalz | weitere Bilder                |
| K 47                       | Zwei-Buchen-Schacht (Schacht im Grafswald)                                                    |                      | Schachthöhle, Doline                                        |                                                              | | Pappenheim-Bieswang                                                           | Weißenburg-Gunzenhausen   |                               |
| K 48                       | Krötenschacht                                                                                 |                      | Schachthöhle, Doline                                        |                                                              | | Pappenheim-Bieswang                                                           | Weißenburg-Gunzenhausen   |                               |
| K 51                       | Kalter Brunnen                                                                                |                      | Quellhöhle                                                  |                                                              | | Berg bei Neumarkt in der Oberpfalz-Dillberg                                   | Neumarkt in der Oberpfalz | weitere Bilder                |
| L = Monheim                |                                                                                               |                      |                                                             |                                                              | |                                                                               |                           |                               |
| L 1                        | Pumperloch bei Otting (Pumperhöhle)                                                           |                      | Ponorhöhle                                                  |                                                              | | Mörnsheim-Altendorf                                                           | Eichstätt                 |                               |
| L 3                        | Grafsloch                                                                                     |                      |                                                             |                                                              | | Monheim-Rothenberg-„Sonnenbuck“                                               | Eichstätt                 |                               |
| L 6                        | Schlossberg-Felsentor I                                                                       |                      |                                                             |                                                              | |                                                                               |                           |                               |
| L 7                        | Steinerner Rosenkranz                                                                         |                      |                                                             |                                                              | | Mörnsheim-Altendorf                                                           | Eichstätt                 |                               |
| L 9 (a–e)                  | Mauerner Höhlen auch Weinberghöhlen                                                           |                      |                                                             |                                                              | | Rennertshofen                                                                 | Neuburg-Schrobenhausen    | weitere Bilder                |
| L 11                       | Zigeunerloch                                                                                  |                      |                                                             |                                                              | |                                                                               |                           |                               |
| L 24                       | Solahöhle                                                                                     |                      |                                                             |                                                              | | Solnhofen-„Am alten Steinberg“                                                | Weißenburg-Gunzenhausen   |                               |
| L 26a                      | Größere Doppeldoline (Pumperlöcher)                                                           |                      |                                                             |                                                              | |                                                                               |                           |                               |
| L 26b                      | Kleinere Doppeldoline (Pumperlöcher)                                                          |                      |                                                             |                                                              | |                                                                               |                           |                               |
| L 28                       | Wichtelesloch bei Zirgesheim                                                                  |                      |                                                             |                                                              | | Donauwörth-Zirgesheim                                                         | Donau-Ries                |                               |
| L 29                       | Gerlesberghöhle                                                                               |                      |                                                             |                                                              | Bodendenkmal | Harburg (Schwaben)-Mündling-„Gerlesberg“                                      | Donau-Ries                |                               |
| L 30                       | Pfeifferschlaghöhle                                                                           |                      | Ponorhöhle                                                  |                                                              | | Mörnsheim                                                                     | Eichstätt                 |                               |
| L 31                       | Felsentor in der Riederleite                                                                  |                      | Felsentor                                                   |                                                              | Bodendenkmal | Dollnstein-Ried-Waldflur „Rieder Leite“                                       | Eichstätt                 |                               |
| L 34a                      | Bärensimahöhle                                                                                |                      |                                                             |                                                              | Naturdenkmal | Mörnsheim-Ensfeld-„Hippberg“                                                  | Eichstätt                 |                               |
| L 35                       | Basthöhle                                                                                     |                      |                                                             |                                                              | | Langenaltheim-Höfen                                                           | Weißenburg-Gunzenhausen   |                               |
| L 40                       | Bergseehöhle                                                                                  |                      |                                                             |                                                              | |                                                                               |                           |                               |
| M = Nördlingen             |                                                                                               |                      |                                                             |                                                              | |                                                                               |                           |                               |
| M 3                        | Weiherberghöhle                                                                               |                      |                                                             |                                                              | | Ederheim-Christgarten-„Weiherberg“                                            | Donau-Ries                |                               |
| M 5                        | Hohlensteinhöhle                                                                              |                      |                                                             |                                                              | | Ederheim-„Hohlenstein“                                                        | Donau-Ries                |                               |
| M 7                        | Große Ofnethöhle                                                                              |                      |                                                             |                                                              | | Nördlingen                                                                    | Donau-Ries                |                               |
| M8                         | Kleine Ofnethöhle                                                                             |                      |                                                             |                                                              | | Nördlingen                                                                    | Donau-Ries                |                               |
| M 9                        | Große Talberghöhle                                                                            |                      |                                                             |                                                              | Bodendenkmal | Forheim-„Schielebrunn“                                                        | Donau-Ries                |                               |
| M 11                       | Kammerlochhöhle                                                                               |                      |                                                             |                                                              | | Hohenaltheim-„Ochsenberg“                                                     | Donau-Ries                |                               |
| M 12                       | Hanseles Hohl                                                                                 |                      |                                                             |                                                              | Bodendenkmal | Bissingen-Fronhofen-„Michelsberg“                                             | Donau-Ries                |                               |
| M 13                       | Hungerberghöhle                                                                               |                      |                                                             |                                                              | | Forheim-„Kaibergfeld“                                                         | Donau-Ries                |                               |
| M 14                       | Hexenküche im Kaufertsberg                                                                    |                      | Abri                                                        |                                                              | Bodendenkmal | Möttingen-Lierheim-„Kaufertsberg“                                             | Donau-Ries                |                               |
| M 15                       | Höhle in der Hölle                                                                            |                      |                                                             |                                                              | | Hohenaltheim                                                                  | Donau-Ries                |                               |
| M 16                       | Teufelsloch                                                                                   |                      | Schachthöhle                                                |                                                              | | Gerolfingen-„Hesselberg“                                                      | Ansbach                   |                               |
| M 20                       | Blankenstein-Abri                                                                             |                      | Abri                                                        |                                                              | Bodendenkmal | Ederheim-Christgarten-„Blankenstein“                                          | Donau-Ries                |                               |
| M 27                       | Hohler Stein bei Albhof                                                                       |                      |                                                             |                                                              | Durch einen Steinbruchbetrieb bereits um 1900 zerstört | Haunsheim-Albhof                                                              | Donau-Ries                |                               |
| M 31                       | Nördliche Talberghöhle                                                                        |                      |                                                             |                                                              | | Forheim-„Schielebrunn“                                                        | Donau-Ries                |                               |